# Ricostruzione filologica dei sinogrammi HSK3
Nella tabella sottostante è indicata la ricostruzione filologica dei sinogrammi HSK3. L'HSK3 corrisponde a un livello B1 secondo il quadro di riferimento CEFR e contiene i sinogrammi più diffusi in assoluto in cinese moderno, tale per cui le abilità dell'apprendente arrivano al livello intermedio.

## Ricostruzione filologica degli hanzi HSK3
Le ricostruzioni, salvo diversa indicazione, sono riprese da Qimingwang (起名网), un sito che contiene un database di ricostruzioni paleografiche più la resa della pronuncia in fanqie nel rimario Guangyun del 1008. Parte di queste ricostruzioni viene riportata anche in Chaziwang, (查字网).
I caratteri HSK sono indicati nella prima colonna in versione semplificata per renderli più riconoscibili. Il cantonese è trascritto con il sistema di romanizzazione Jyutping e la pronuncia è quella standard e prestigiosa di Hong Kong. La ricostruzione in primo cinese medio citata è quella di Baxter (2011).
| Hanzi 汉字 (简体) | Pinyin 拼音    | Cantonese 广东话 (Jyutping) 粤拼 | Significato moderno e arcaico; spiegazione 意思、古意/原意/本义与字源 |
| ----------------- | -------------- | -------------------------------- | --- |
| 啊                | a1, a2, a4, a5 | aa1                              | Indica oggi una particella finale esclamativa e un'interiezione/esclamazione ed è la chiave di lettura 阿 con accanto il radicale della bocca. La chiave di lettura, avente il radicale di una collina con accanto il concetto di "davvero", in origine indicava una grossa montagna. Diventa chiave di lettura indicante la pronuncia in 啊, in cui il radicale della bocca spalancata indica che è un verso/interiezione. |
| 姨                | a1             | ji4                              | Indica il concetto di zia materna in linguaggio dialettale o colloquiale ed è il radicale della donna inginocchiata con accanto la chiave di lettura del barbaro (l'uomo con l'arco sulla schiena). Il barbaro forse sottolinea in senso lato la differenza e lontananza tra la zia materna e la zia paterna. |
| 矮                | an3            | ai2                              | Indica il concetto di "corto" ed è il radicale della freccia, cioè un oggetto abbastanza corto, con accanto la chiave di lettura 委 wan3, cioè il membro di una commissione e anticamente indicante il concetto di piegarsi agli ordini (come la donna o il cereale con la parte in alto piegata e incurvata dal peso dei chicchi): chi si piega diventa corto. |
| 安                | an1            | on1                              | Indica il concetto di pace e sicurezza ed è un tetto con sotto una donna riparata e inginocchiata, presumibilmente non con sfumatura di sottomissione, per indicare una posizione comoda comune in passato ma ancora usata per esempio in Giappone quando le persone si inginocchiano sul tatami (la posizione seduta invece è informale). Tutto il carattere indica dunque un quadretto molto confortevole. Questo carattere viene utilizzato come chiave di lettura in 按 an4, a cui si aggiunge il radicale della mano. In origine indicava l'atto di esercitare una pressione verso il basso con la mano, mentre oggi indica il controllo come concetto generico e si usa pure per dire "in base a" (regolamenti e fonti autorevoli; la versione bisillabica è 按照). La chiave di lettura qui indica solo la pronuncia, a meno che si collega la pressione con una donna che si inginocchia di conseguenza o se si unisce in modo blando il concetto di controllo con quello di sicurezza. La chiave di lettura ritorna pure in 案 an4, che indica oggi il piano/progetto (solitamente a lungo termine) e in cui si vede il radicale dell'albero in basso. In origine indicava un lungo tavolo rettangolare fatto in legno e, come tutti i tavoli ben fatti, dotato di stabilità e sicuro per gli oggetti poggiati sopra. |
| 静                | jing4          | zing6                            | Indica il concetto di serenità e tranquillità e la versione tradizionale è: 靜 è la chiave di lettura del colore blu cielo 青 con accanto la chiave di lettura 争 zheng4, che raffigura una mano in alto 爪 (oggi 力) e una in basso 彐 mentre tengono ferme le corna di un bue o, secondo un'altra interpretazione, i manici di un aratro, rappresentati da un gancio. Quindi è un oggetto di qualche natura ma che era ricurvo. Secondo una terza spiegazione presa dallo Shuowen jiezi, Xu Shen spiega che il gancio è un riferimento a "曳" ye4 ("tenere in mano; trainare"; 丿 pie3 indica la pronuncia; viene poi messo in collegamento con 臾 yu2, che Xu Shen analizza come "从申从乙; 乙，屈也" ma che nelle versioni antiche rappresenta due mani sopra un cumulo di terra). Tutta la chiave di lettura 争 indica la guerra (战争) o, in questo carattere, il concetto di "catturare" gli occhi, siccome in origine indicava il colore brillante (色彩鲜明). La chiave di lettura ritorna affiancata dal radicale della mano (e quindi un'ulteriore mano) nel carattere 挣 zheng4, che oggi indica il concetto di guadagnare tramite sforzo (solitamente denaro), cioè la mano che ottiene/stringe in mano qualcosa ottenuto battagliando. La chiave si ritrova pure in 净 jing4, affiancata al radicale del ghiaccio: al versione tradizionale è 凈 ma quella arcaica è 淨: è il radicale dell'acqua (oggi ghiaccio). Oggi indica il concetto di "pulito" e il carattere indica dunque l'acqua che "batte" la sporcizia. |
| 把                | ba3            | baa2                             | Indica il concetto di afferrare e oggi si usa pure come una sorta di particella per creare una struttura grammaticale molto usata sia nel linguaggio colloquiale che semi-formale, la "frase con ba3", la 把字句 (nel linguaggio formale si può trovare come 将 jiang1, mentre in strutture classicheggianti si trova come 以 yi3). Per esempio, una frase con ba3 è "我把杯里的水喝掉了", "Ho scolato/bevuto tutta l'acqua nel bicchiere, ho prosciugato il bicchiere" > "Ho reso l'acqua nel bicchiere bevuta-tutta-tutta-tutta". È il radicale della mano accanto alla chiave di lettura del serpente con una testa evidente: ha quindi la parvenza di una mano che cerca di afferrare un serpente presumibilmente per la testa per non essere morsi (con un modus operandi simile, si afferrano gli scorpioni dalla coda). Oggi 把 si usa pure come classificatore per utensili con l'impugnatura e come nome-classificatore per le manciate di qualcosa. Per rimanere in tema di serpenti, la chiave di lettura del serpente con la testa in evidenza si ritrova anche in 吧 e, per la pronuncia, in 爸, ma ritorna pure nel carattere 疤 ba1, che indica la cicatrice: è il radicale della malattia con sotto il serpente, forse per indicare una cicatrice dall'aspetto sinuoso o il morso di un animale, che lascia una cicatrice. Si ritrova pure in 芭 ba1 per indicare la pronuncia del nome della famiglia delle musacee, cioè le piante di banana (a meno che si paragoni la grandezza del serpente stilizzato alla grandezza delle foglie delle musacee o巴 a simili caratteristiche). La chiave si nota pure nel carattere 琶 pa2, che si usa per scrivere il nome della pipa 琵琶, una chitarra cinese simile a un liuto e dalla cassa armonica a forma di pera/piriforme. In giapponese si pronuncia "biwa". I due componenti in alto raffigurano due corde tese sui tastini, mentre la chiave di lettura forse è un riferimento alla forma grossa e ricurva della pipa. |
| 搬                | ban1           | bun1                             | Indica il concetto di spostare (tipicamente si usa in 搬家, "spostare la famiglia > traslocare") ed è il radicale della mano con accanto la chiave di lettura 般 ban1. A sua volta, la chiave è composta dal radicale della barca inquadrata dall'alto con accanto 殳 (la versione arcaica del carattere però è 𦨗). Tutto il carattere è fuorviante perché la barca in origine era un piatto 凡 ma senza ancora l'oggetto dentro, mentre la mano reggeva forse un cucchiaino. In origine tutto il carattere indicava un tipo di piatto. Il significato originale resta in 盤, in cui sotto si aggiunge il radicale del vaso/coppa per il cibo. Oggi il carattere si semplifica in 盘, cioè una barca (in realtà 凡, quindi fuorviante) sopra la coppa per il cibo. La chiave di lettura poi, con la mutazione ha iniziato a significare "spostare": è una barca per spostare oggetti e persone, con accanto un bastone tenuto in mano per indicare l'attività fisica di spostare gli oggetti. Quanto a 搬, è il radicale della mano per indicare l'attività fisica di spostare con accanto la chiave di lettura con il significato di spostare 般. Oggi la chiave di lettura si può usare da sola con il significato di "comune; mediocre", forse come prestito fonetico. |
| 办                | ban4           | baan6                            | Indica il concetto di fare/sbrigare/gestire e la versione tradizionale è 辦: è formata in primis dalla chiave di lettura 辡 bian4, cioè due coltelli per marchiare i prigionieri. Significava "distinguere", oggi 辨 ban4. Siccome molto anticamente indicava pure i prigionieri siccome si usava in 辠 zui4, oggi 罪, forse indica due prigionieri che si accusano l'un l'altro e si devono giudicare: o sono innocenti o sono colpevoli, oppure uno è colpevole e l'altro no. Il coltello per marchiare i criminali da solo è 辛. In mezzo ai due coltelli/due prigionieri si trova il radicale della forza (cioè un muscolo contratto). La chiave di lettura 辡 ritorna in caratteri come 瓣 gua1, avente il pittogramma della cucurbitacea in mezzo 瓜, cioè un'anguria o simili in mezzo a un ramo pendente visibile a sinistra e a destra. Tutto il sinogramma indica il petalo, ma il radicale si spiega per il fatto che in origine indicava il seme di anguria. Si nota la stessa chiave pure in 辧 avente un coltello in mezzo 刀, oggi stilizzato come 辨 (il coltello in mezzo subisce la stessa stilizzazione in 班 ma è falso amico in 师 e 归). Tutto il carattere indica il concetto di distinguere, cioè quello nella chiave di lettura, a cui si aggiunge il coltello come radicale per enfatizzare il concetto di distinguere attraverso quello blandamente collegato di "separare (tagliando con una lama)". La chiave 辡 ritorna pure in 辮 bian4, oggi 辫, cioè con un pendaglio di bozzoli di baco da seta in mezzo per indicare il codino e, in origine, il concetto di legare. Infine, ritrova pure in 辯 con in mezzo il radicale della parola 言 e oggi semplificato in 辩. Significa "dibattere" e indica o delle parole con cui si cerca la conclusione di una discussione, in cui si cerca di smontare e/o dimostrare un punto di vista per capire quale è corretto e quale no (perlomeno, se la discussione non si arena in un litigio continuo), oppure indica due criminali che si accusano tra loro urlandosi e "scagliandosi" parole. Infine, anche alla luce dell'ultimo ideogramma, si nota la somiglianza con 狱 yu4, che indicava il concetto di accusare e poi di sorvegliare/carcere, ma in parte è un falso amico: è un paio di cani (yin2) che si ringhiano addosso a vicenda. |
| 法                | fa3            | faat3                            | Indica il concetto di legge e la versione tradizionale è 灋, cioè il radicale dell'acqua accanto a 廌 zhi4 (una bestia mitologica detta 解廌 o 獬豸 xie4zhi4, che però non ha a che fare con il radicale del gatto/felino. Assomiglia a un bue con una piccola coda e un corno verticale sul capo. Nel carattere si vede il corno, l'occhio, le zampe e la codina) e in basso a tutto il composto (poi spostatosi in basso allo xiezhi) l'ideogramma 去 qu4, l'uomo che esce da una caverna. In sintesi, è l'acqua, lo xiezhi e l'uomo che esce dalla caverna. Nella semplificazione, resta l'acqua con un laconico 去, fuorviante e senza alcun legame con la pronuncia: di fatto tutti i membri della prima versione sono importanti perché l'acqua serve a indicare una distesa d'acqua pianeggiante e bilanciata per indicare il bilanciamento della giustizia (in realtà il pittogramma era pieno di flutti); lo xiezhi era una bestia mitologica che era capace di riconoscere le persone nel giusto da quelle colpevoli (所以觸不直者) e allontanare (抛弃) queste ultime, concetto indicato da 去 (non è chiaro se indica l'uomo che si reca dallo xiezhi o l'uomo allontanato a seguito del suo giudizio). Anticamente il carattere finiva in *-t. |
| 半                | ba4            | bun3                             | Già spiegato. |
| 包                | bao1           | baau1                            | Già spiegato. Se a questo carattere si aggiunge il radicale della mano a lato, si ottiene 抱 bao4, cioè un feto avvolto con la placenta (e dunque un concetto di avvolgimento e protezione) con la mano. Indica l'abbraccio. |
| 饱                | bao3           | baau2                            | Indica il concetto di sazietà (anche in senso lato) e la versione tradizionale è 飽: è il radicale del cibo con accanto la chiave di lettura della borsa (ovvero la placenta con il feto) per indicare la pancia gonfia di cibo da sembrare quella di una donna incinta. |
| 方                | fang1          | fong1                            | Già spiegato. |
| 被                | bei4           | bei6                             | Indica la coperta (e, come prestito fonetico, è pure utilizzato per introdurre il complemento di agente e di causa efficiente in frasi passive con una sfumatura però di sofferenza, altrimenti si usa 由 you2) ed è il radicale del vestito con accanto la chiave di lettura 皮 pi2, che da sola indica la "pelle" e la "buccia" (di frutta e anche del bambù), cioè due concetti abbastanza collegati tra loro. Quanto alla chiave di lettura della pelle, in origine indicavano il concetto di scuoiare e scortecciare/spellare piante e due versioni arcaizzanti sono 𡰻 e 𠰎, in cui si vede la carcassa di un animale (simile a 𡰣 e oggi poco riconoscibile) da cui viene tirato un lembo di pelle (oggi un tratto verticale) da una mano destra. Nel carattere che indica la coperta, la chiave indica che essa è un oggetto fatto di stoffa che avvolge e copre tutto il corpo quasi come una seconda pelle o come lo strato esterno di una pianta. |
| 鼻                | bi2            | bei6                             | Già spiegato. |
| 较                | jiao4          | gaau3                            | Indica il concetto di "abbastanza" (da un antico significato di "essere evidente") e "comparare" e la versione tradizionale è 較: è il radicale del carro con accanto la chiave di lettura che indica il concetto di unione/comunicazione. In origine indicava l'asse orizzontale del carro collegata alle due ruote. Anticamente la consonante non era palatalizzata. |
| 赛                | sai4           | coi3                             | Indica il concetto di gara/competizione e la versione tradizionale è 賽: è la chiave di lettura 塞 sai1/se4 ridotto per indicare la pronuncia con sotto il radicale di una preziosa conchiglia aperta. Riguardo a 塞 (ostruire; soddisfare/ottemperare), è un tettuccio (per indicare una stanza) in cui degli oggetti (in origine, due tratti verticali, poi due 工 in alto e e altri due in basso, oggi tutti stilizzati e fusi insieme) sono stipati o nascosti da due mani (八). In basso a 𡨄 si è poi aggiunto il radicale della terra, per rinforzare il concetto di nascondere un oggetto in una buca ricoperta di terra, "ammassandoci" la terra sopra. Quanto a 赛, indicava l'atto di fare un voto/promessa a un dio (e.g. "Se mi fai passare gli Esami Imperiali, ti riempio di conchiglie preziose") e dare ricompense a un dio, cioè "ottemperare" e "conchiglie" (forse il carattere indica le conchiglie che vengono messe insieme come ricompensa al dio). |
| 记                | ji4            | gei3                             | Indica il concetto di registrare importanti eventi (si pensi al titolo di una famosa opera dello storiografo Sima Qian 司马迁, le Memorie di uno storico 史记 shi3ji4) e si utilizza pure per indicare il giornalista, "colui che registra eventi", 记者ji4zhe3. La sua versione tradizionale è 記 ed è il radicale della parola con accanto la chiave di lettura della corda sinuosa e con parti annodate, forse per registrare calcoli o qualcosa di simile in modo rudimentale (si riferisce a una registrazione su supporto esterno e per iscritto o in modi alternativi, non a una memorizzazione). Anticamente la consonante non era palatalizzata. |
| 必                | bi4            | bit1                             | Indica il concetto di necessità e in origine era il pittogramma di un mestolo messo in verticale da cui gocciola del liquido e con un trattino orizzontale sul manico per enfatizzare proprio l'impugnatura (ragion per cui la somiglianza con un ipotetico cuore tagliato 心 è fuorviante). Oggi si riconoscono ancora tre gocce, il manico in origine verticale (poi è diventato un gancio ricurvo) e il trattino orizzontale mutato in enorme taglio in mezzo al carattere. Il significato originario resta preservato nel carattere 柲 bi4, che indica il manico e anche un'antica arma fatta con strisce di bambù (il radicale del legno rimanda in parte al materiale di costruzione). Una seconda interpretazione vuole che sia 戈, una lancia, in mezzo a 八, che in questo preciso caso indicherebbe due strisce di bambù, e sarebbe proprio il nome dell'arma in bambù, forse proprio una lancia. Secondo invece Xu Shen, 必 non è né un mestolo, né è collegabile a un'arma in particolare, ma significherebbe "dividere": è 弋 (un ceppo con un cartellino; indica pure la pronuncia) in mezzo a 八, la divisione (分極也。从八弋，弋亦聲). Il significato di necessità, in ogni caso, deriva da un prestito fonetico. Anticamente finiva in *-t. |
| 须                | xu1            | seoi1 bisogno sou1 baffi         | Indica il concetto di bisogno e la versione tradizionale è 須, in cui confluisce anche l'omofono 鬚, ragion per cui il carattere indica pure i baffi sia umani che animali (e.g. i baffi del gatto) sostituendo l'antichissimo pittogramma 冄 ran3. Per partire con 須, è il pittogramma una ciocca di capelli (shan1) che parte dal viso di una persona. Indicava i bafi, poi ha iniziato a indicare il bisogno. Allora si è creato il secondo carattere 鬚 per differenziarlo e ritenere il significato originale. Sopra si è aggiunto il componente biao1, che indica i capelli lunghi, visibili pure in 鬓 e 髮 (oggi sostituito da 发 fa4/fa5, in parte confusionario perché indica pure il concetto di partire/emettere, cioè due piedi con sotto il radicale dell'arco e una lancia). Nella semplificazione, i due caratteri sono confluiti insieme, come lo erano nell'antichità, il che può renderli confusionari al primo impatto. |
| 变                | bian4          | bin3                             | Indica il concetto di cambiamento e la versione tradizionale è 變: in cima si vede il radicale della parola in mezzo a due pendagli di bozzoli di baco da seta 䜌 luan2, che indicava l'avverbio "in ordine". In basso, si nota il bastone in mano, forse per indicare il concetto di dare un nuovo ordine alla realtà, cambiare/modificare qualcosa. Oggi la chiave di lettura si è semplificata in 亦 yi4, che non indica più la pronuncia ed è in parte fuorviante, e il bastone è sparito dalla mano destra, che è rimasta 又 ma che alla lontana indica un'azione di trasformare, se si paragona al radicale della mano a lato. |
| 化                | hua4           | faa3                             | Indica il concetto di cambiamento e trasformazione ed è composto da una persona in piedi 亻a un'altra persona a testa in giù 匕, poi stilizzata come 七: è il ribaltamento sottosopra del radicale della persona proprio per indicare un cambiamento, in questo preciso caso di posizione. In seguito ha iniziato a indicare anche il concetto di fondere metalli in chimica e alchimia, forse col significato di cambiare il loro stato (da solido a liquido) o di modificarli tramite fusioni di diversi metalli (si pensi alla fusione tra stannite e cassiterite, da cui si ottiene lo stagno, e lo stagno e rame insieme da cui si ottiene il bronzo). |
| 冰                | bing1          | bing1                            | Indica il concetto di ghiaccio e deriva dal radicale dei cumuli galleggianti o striature di ghiaccio 仌, oggi in disuso come vocabolo a sé. 冰 si è sviluppato come carattere a sé a partire dai vasi in bronzo Shang e Zhou, in cui i componenti erano invertiti. La versione kanji è 氷, con un solo piccolo cumulo di ghiaccio in alto. Secondo Xu Shen, anticamente il ghiaccio veniva popolarmente indicato pure con il carattere 凝 ning2. |
| 箱                | xiang1         | soeng1                           | Indica il concetto di valigia e cassetta e anticamente indicava il vagone/alloggio di un carro con le ruote (oggi 车厢, riferito pure ai vagoni dei treni, tram, metro e simili) e forse indicava anche un'antica cesta in fibre di bambù (numerose ceste antiche hanno questo radicale per indicare i vimini e fibre intrecciate, come anche il li4 笠, il cappellino a forma conica cinese e vietnamita). Secondo una terza interpretazione del significato arcaico, Xu Shen spiega che è il telaio dell'intero carro (大車牝服). È composto dal radicale del bambù in alto (per indicare il telaio in legno) con sotto la chiave di lettura che indica un antico concetto di osservazione 相 in isolamento o derivato da una contrazione di 厢, anticamente 廂: oggi indica il vagone, mentre in passato indicava l'ala di una stanza e una cassetta (è il radicale dell'ampiezza/edificio senza mura con sotto la chiave di lettura). |
| 而                | er2            | ji4                              | Già spiegato. Si ricorda che tutte le sillabe "ER" in Primo Cinese Medio iniziavano in *ny-. |
| 且                | qie3           | ce2                              | Già spiegato |
| 单                | dan1, dan4     | daan1                            | Già spiegato. |
| 参                | can1           | caam1                            | Indica oggi il concetto di partecipare, anticamente finiva in *-m e la versione tradizionale è 參, derivante dalle versioni più arcaiche 𠻝 e 曑: è un gruppo di tre stelle rotonde in alto 品 (poi 晶 jing1, poi 厽 e oggi diminuite a una sola 厶) con sotto una persona inginocchiata simile a卩 (e oggi in piedi 人) e sotto, come aggiunta posteriore, tre raggi che indicano la loro lucentezza 彡 (i raggi, anche in virtù del fatto che in taluni font appaiono appiattiti in 三 (esiste pure la variante 叄), possono essere scambiati per il numero tre, che renderebbe in parte sia la pronuncia, sia straordinariamente un'antica *-m a fine sillaba, ma è una grafia fuorviante dei raggi di luce). La versione odierna, a partire da 參, ha subito un'ultima modifica siccome l'uomo in piedi ha spalancato le braccia, diventando 大. In origine 参 can1 indicava il concetto di costellazione. |
| 加                | jia1           | gaa1                             | Già spiegato. Anticamente la consonante non era palatalizzata. |
| 草                | cao3           | cou2                             | Già spiegato. |
| 层                | ceng2          | cang4                            | Indica il concetto di strato/livello ed è anche il classificatore per i piani di edificio (usato, come qualche altro classificatore, senza il numero ordinale, come invece succede in altre lingue come l'italiano e l'inglese) e la versione tradizionale è 層: è il radicale della persona seduta 尸 con sotto la chiave di lettura per la sola pronuncia 曽 ceng2, che in cinese moderno si scrive 曾 (ma non nelle grafie conservative in uso tra i kanji e gli hanja). La chiave di lettura oggi si usava come prestito fonetico per ottenere l'avverbio "in passato" o, più semplicemente, come marcatore di un'azione finita in passato. Di fatto, è il pittogramma di utensile per cuocere i cibi al vapore vagamente simile all'odierno 蒸笼 zheng1long2: lo zhenglong è un cestello in bambù con un reticolo all'interno su cui poggiare il cibo (e.g. i ravioli cinesi rotondi o a mezzaluna da cuocere al vapore) e un coperchio. Questo cestello rotondo si poggia sopra la pentola con l'acqua che bolle per fare raggiungere il vapore caldo al cibo all'interno. 曽 possiede due sbuffi di vapore in alto, l'apertura del contenitore vista dall'alto o il corpo del contenitore e sotto quello che sembra un sostegno. Il significato originale resta in 甑 zeng4, originariamente fatto in terracotta e metalli e dall'aspetto leggermente diverso siccome sembrava una gabbietta o una scodella solitamente con un treppiede. Oggi questa chiave di lettura in 層 viene semplificata con 云. Tutto il carattere in origine indicava un edificio con più piani. La chiave ceng2 si trova pure nel carattere che indica il bonzo, cioè il monaco buddista, 僧 seng1, accanto al radicale della persona ("buddista" si dice 僧人 seng1ren2, ma a livello popolare venivano chiamati 和尚 he2shang5. La parola "seng1ren2" deriva etimologicamente da 僧伽 seng1jia1 come trascrizione di संघ saṃgha, una parola che in sanscrito significa "moltitudine; associazione" con riferimento ai gruppi religiosi). La chiave si trova infine pure accanto al radicale della terra nel carattere 增 zeng1 (arcaizzante 増), che indica il concetto di aumentare e che in origine indicava il concetto di costruire le case con il fango, terracotta o simili. Il significato moderno forse deriva dal senso di incremento e aumento che si ha mentre si costruisce qualcosa a partire dal terreno o forse con un riferimento alle piante che crescono a partire dal terreno. |
| 差                | cha4, chai1    | caa1                             | Già spiegato. |
| 超                | chao1          | ciu1                             | Già spiegato. |
| 市                | shi4           | si5                              | Indica il concetto di mercato e città e, anticamente, indicava la compravendita, da cui deriva il concetto antico di mercato (sia concreto che concetto astratto: 市场). Il carattere originale è composto da 兮 xi1 in basso (in passato si pronunciava in modo simile a "hei" e si poteva usare in poesia per indicare una pausa nella declamazione: è due trattini verticali, oggi obliqui, che escono da kao3 丂, a sua volta una bocca da cui esce uno sbuffo d'aria, il tutto forse per indicare un primigenio significato di parlare e di parole e suoni emessi), oggi stilizzato in modo fuorviante come 巾. In alto, per la pronuncia, si trova la piantina 㞢 (da cui deriva 之 zhi1, avente un suolo non retroflesso ma palatale in Primo Cinese Medio), oggi stilizzata come una specie di coperchio e indicante la sola pronuncia. Quindi, la stilizzazione della piantina per la pronuncia con sotto l'emissione di suoni (per indicare forse il vociare dei mercanti) è fuorviante come aspetto ma chiara come composizione. Per rimanere in tema di mercato, i prodotti vengono indicati con il carattere 品, cioè tre bocche spalancate messe insieme che anticamente indicavano il concetto di massa di persone, riferite poi forse all'ammassamento di persone nel mercato o passato a indicare i prodotti tramite il significato di "caratteristica; qualità" 品质. Non sarebbero tre scodelle inquadrate dall'alto e lo stesso Xu Shen spiega che indica tre bocche per rimandare a una massa di persone (眾庶也。从三口). Il carattere appare pure nell'ideogramma 區 qu1, da cui deriva la semplificazione fuorviante 区: è un ammassamento di persone nascosto in una forma a L da cui deriva 匚. Oggi indica il quartiere, originariamente significava "nascondersi" e le persone sono semplificate con una croce. Per finire, la periferia invece si indica con 郊区 jiao1qu1 e 郊 è la chiave di lettura del concetto di connessione con accanto il radicale della città. In origine indicava la zona rurale appena fuori dalla città, i dintorni della città e i vari posti reperibili nel raggio di cento li (dunque tutta la zona intermedia che collega la città alla natura selvaggia), mentre oggi per vicinanza di significato indica la periferia della città, cioè la zona più esterna e marginale, lontana dal centro (市中心). |
| 衬                | chen4          | can3                             | Indica la camicia e la versione tradizionale è 襯: è il radicale del vestito con accanto la chiave di lettura qin1 親 (la chiave di lettura del coltello xin1 per marchiare i criminali con accanto il radicale della percezione). Quanto alla chiave di lettura, se usata da sola si modifica oggi in 亲 e indica la parentela. L'antico radicale della percezione indica l'atto di vedersi e incontrarsi spesso proprio perché si hanno relazioni strette, mentre il coltello indicava la sola pronuncia. Il carattere si è poi mutato in 親: la chiave di lettura per la pronuncia, che oggi resta in isolamento nella semplificazione, è 亲 (arcaico 𣓀): è la fusione del coltello per marchiare 辛 sopra l'albero 木 e indicava il nocciolo, i cui rami erano abbastanza flessibili da poter essere usati come una frusta rudimentale per fustigare. In alternativa, secondo Xu Shen, la chiave di lettura si limita a indicare la pronuncia (果，實如小栗。从木辛聲). Le noccioline vengono paragonate da lui a delle castagne molto piccole. Dopo avere parlato della parentela, per tornare al carattere 衬, è dunque un vestito con la chiave di lettura della parentela e che in origine indicava una veste interna (si pensi ad esempio alla canottiera). La chiave oggi si semplifica in 寸, il pollice, che rimanda in modo estremamente blando alla pronuncia. |
| 衫                | shan1          | saam1                            | Indica la camicia (衬衫), finiva in *-m ed è il radicale del vestito con accanto la chiave di lettura della ciocca di capelli 彡 shan1 (finiva in *-m) come riferimento molto lontano al tessuto intrecciato. Anticamente indicava i vestiti sigle-layer (a un solo strato) e con manica corta. In cantonese e nei dialetti Min è un vocabolo formale che indica la maglietta e i vestiti in generale. |
| 成                | cheng2         | sing4                            | Indica il concetto di riuscire/completare/diventare/cambiare/avere successo e anticamente indicava la città, ma il significato ancora più arcaico era quello di "stabilizzare": lo stesso Xu Shen indica che era un carattere composto da una lancia (wu4) con sotto un tratto verticale che stilizzata come chiave di lettura per la sola pronuncia il chiodo, a cui non era stata aggiunta graficamente la capocchia (从戊丁聲). La stilizzazione del chiodo è fuorviante perché si è mutato in 个, poi in 丂 e infine in 力. Una variante ancora più arcaica dell'intero carattere che Xu Shen descrive subito dopo è 𢦩 ed è 戊 con sotto il pestello 午, che oggi come prestito fonetico indica il pomeriggio. Gli altri significati più recenti di 成 derivano forse dai prestiti fonetici. Ad ogni modo, l'atto di stabilizzare un qualcosa era collegato con la guerra e/o la repressione. Il significato semi-arcaico di "città" resta invece nel carattere 城 cheng2, che ha la variante arcaica 𩫨: a destra si vede una stilizzazione della lancia o ascia di guerra 戊 con il riferimento al concetto di stabilizzare e accanto o il radicale della terra per indicare una zona geografica in cui si vive, o la chiave di lettura di due torri 髙 incastrate l'una sotto l'altra e stilizzate. La presenza dell'ascia di guerra è un riferimento al suo significato alternativo e arcaizzante, quello di fortezza. La città è immediatamente collegata a questo significato perché in origine era protetta da mura. Infine, la stabilizzazione/fortezza o completamento si trova pure nel carattere 诚 cheng2 accanto al radicale della parola per indicare l'onestà. Il radicale e la chiave sono collegabili qui in parecchi modi. |
| 城                | cheng2         | sing4                            | Già spiegato. |
| 绩                | ji4            | zik1                             | Indica oggi il concetto di punteggio e non è da confondere con 继 ji4 (continuare). La versione tradizionale è 績, di cui esiste la variante 勣: è il radicale della seta con accanto la chiave di lettura 责 ze2, che da sola indica la responsabilità e ha un'apparenza leggermente fuorviante siccome assomiglia a 青 ma in realtà era 𧵩: è 朿 (oggi indicato da 刺 ci4, "pungere/stimolare/stuzzicare": è un albero 木 con due spine, che oggi ha il coltello a lato) con sotto la conchiglia 貝. Dunque 责 era un arbusto spinoso con la conchiglia, oggi indica la responsabilità (责任) e in origine, secondo Xu Shen, indicava il concetto di richiedere (求也。从貝朿聲) e ancora prima quello di debito, cioè soldi richiesti (e i soldi sono evocati proprio dalla conchiglia): si "punzecchia" qualcuno per chiedergli soldi. In 績 si affianca la richiesta (concetto arcaico) al radicale della seta 绩 e ciò si spiega abbastanza bene siccome in origine indicava l'atto di ottenere le fibre di tessuto dalla canapa: si "cerca" la fibra dalla canapa raccolta (in più la canapa è grezza e ruvida al tatto, il che si può collegare alla spina e ad alcuni usi del radicale 麻). Oggi, a partire dal concetto di ottenimento, indica il punteggio. Anticamente finiva in *-k. |
| 迟                | chi2           | ci4                              | Indica il concetto di ritardare/posticipare/posporre, arrivare in ritardo (e.g. 迟到) e di prima o poi/presto o tardi (迟早). La versione tradizionale, molto meno laconica e fuorviante, è 遲: è il radicale del cammino con la chiave di lettura 犀 xi1, il pittogramma di un rinoceronte (犀牛 xi1niu2), che secondo Xu Shen nella scrittura del Piccolo Sigillo si stilizzava 屖, da cui si ottiene la variante più arcaica 遟. In origine indicava l'atto di camminare lentamente, forse collegato ad animali di enorme stazza (incluso il rinoceronte) e la chiave di lettura del rinoceronte (尾 stilizzato con sotto il radicale del bue 牛) è una rielaborazione della chiave originale, 尼, due persone schiena contro schiena (oggi indica la suora buddista o si usa in traslitterazioni, come già accennato), ragion per cui una seconda variante molto arcaica è 迡 (ma il radicale originale è 彳, l'incrocio a T, modificato a partire dalle versioni nei vasi in bronzo Shang e Zhou). Il carattere ha subito numerose mutazioni e aggiunte e ci si limita qui a descrivere l'origine e l'aspetto di quello tradizionale e semplificato. Quanto alla versione semplificata, la chiave di lettura diventa 尺 chi3, che oggi indica il righello e anticamente era un'antica unità di misura tradizionale cinese che, secondo Xu Shen è pari a 10 pollici/cun. Sempre secondo lui, molte unità per la lunghezza dell'epoca Zhou prendono in considerazione le proporzioni del corpo umano (周制，寸、尺、咫、尋、常、仞諸度量，皆以人之體爲法 ovvero 在周代的长度制度中，寸、尺、咫、寻、常、仞等各长度单位，都以人体器官为依据). Questa informazione preziosa permette anche di capire il carattere: è un uomo in piedi e piegato verso il terreno (simile a 尸) che o tiene un bastone verticale in mano e puntato verso il terreno (poi è stato disegnato come inclinato), o forse è affiancato a un tratto verticale che semplicemente indicava il concetto di lunghezza. Il chi3 poi, come forse suggerisce pure il carattere, va dalla caviglia 踝 huai2 (il radicale del piede con accanto la chiave di lettura dell'albero con la frutta rotonda e oggi squadrata, forse con qualche rimando all'anatomia e funzionamento della caviglia: per fare un solo esempio, l'articolazione in questione è abbastanza snodabile da permettere i movimenti circolari con il piede) al ginocchio 膝, anticamente con il radicale di un uomo inginocchiato ritratto di lato 厀 (oggi è il radicale della carne con xi1, la chiave di lettura della resina 桼, cioè un albero 木 da cui cola del liquido viscoso 氺. Se affiancata al radicale del liquido, si ottiene, cioè la vernice 漆 qi1, in passato un pigmento ottenuto dalla resina insieme all'inchiostro, cioè fuliggine e resina fusa). "caviglia" e "ginocchio" si dicono 足踝 zu2huai2 o 脚踝 jiao3huai2 e 膝盖 xi1gai4. In alternativa, il chi3 va pure dall'avambraccio al polso. |
| 除                | chu2           | ceoi4                            | Indica il concetto di eliminare/cancellare/rimuovere ed è il radicale della collina con accanto la riduzione del carattere 徐 xu2, cioè un incrocio a T con accanto il pittogramma della casetta sull'albero: indicava l'atto di camminare lentamente e /o essere composto (e dunque camminare dentro a una stanza: difficilmente si può correre molto velocemente). Quanto a 除, in origine indicava il concetto di essere rimosso da una posizione per essere assegnato a un'altra mansione, poi a iniziato a significare "rimuovere" e simili, ma la sua apparenza (collina +camminare lentamente oppure collina +casetta su un albero) indica un significato ancora più arcaico, cioè quello di scalino (anche in senso lato, e.g. di livello/step), ovvero qualcosa di sopraelevato, come la collina e la casetta sull'albero. |
| 船                | chuan1         | syun4                            | Già spiegato. Una sua variante che si allontana dall'originale è 舩. |
| 春                | chun1          | ceon1                            | Indica il concetto di primavera/primaverile e la versione attuale, abbastanza fuorviante, è la stilizzazione è 旾: è un virgulto con tre foglioline e lo stelo spuntato dal terreno 屯 tun2 (oggi stilizzato in modo simile a 夫 e diversamente da 生 e 之. Sono riconoscibili le foglioline, divenute grossomodo due tratti orizzontali) con sotto il sole primaverile 日 che ristora i virgulti di luce e calore, aggiunto al componente in alto proprio per formare il carattere che indica la primavera. Il virgulto, come prestito fonetico, ha iniziato a indicare l'orlo di un vestito, da cui si è sviluppato a partire dai vasi in bronzo il carattere apposito 纯 chun2, avente il radicale della seta. Il carattere poi ha iniziato a indicare il concetto di colore puro (con riferimento alla seta appena raccolta, che ha un colore molto candido e puro, come lo è anche quello delle foglie di un virgulto appena spuntato) e di semplicità/essere scarno. La tonnellata si indica con 顿 dun4, in cui il virgulto serve per la sola pronuncia. In origine secondo Xu Shen significava "abbassare la testa", il che spiega il radicale del viso (cioè una faccia enorme di una persona inginocchiata e ritratta di lato. Una variante arcaica ritrae meglio le gambe, 𩑋, siccome 八 è fuorviante). |
| 词                | ci2            | ci4                              | Indica il concetto di parola e di testo (e.g. 词典, 歌词 ma a volte è intercambiabile con 辞 ci2, che però indica più nello specifico un discorso, e.g. 致辞, ed è una sillaba più rara e formale). La versione tradizionale è 詞: è il radicale della parola con accanto la chiave di lettura 司 si1, l'uomo in piedi con il braccio teso mentre dà ordini. Quanto a 辞 ci2, è il radicale della lingua biforcuta con accanto la chiave di lettura 辛, ma la versione tradizionale 辭 aveva a sinistra una mano in alto e in basso 爪 e 又 che afferrano le due estremità di una fila di bozzoli di baco da seta forse per sbrogliare, allineare e pettinare i fili (il bozzolo 厶 si riconosce bene, mentre in alto si vede un suo ribaltamento) per indicare secondo Xu Shen il concetto di sbrigare/amministrare e regolare (治也). In origine, questo carattere indicava il concetto di denunciare, il che spiega il coltello per marchiare i criminali e i significati della chiave di lettura. La chiave della seta tirata ritorna nel carattere tradizionale 亂 luan4, che indica la confusione, cioè dei fili di seta imbrogliati (è facile che i fili di seta si imbroglino) che vengono sbrogliati da due mani. Il gancio accanto in apparenza serve a distinguere il carattere da 辭. Secondo Xu Shen invece il gancio deriva dal secondo Ramo Terrestre e nella descrizione specifica che ha a che fare con il concetto di amministrare (乙，治), forse con riferimento alla numerale ordinale arcaica e formale offerta dai Rami Terrestri in successione (altrimenti, 乙 è il pittogramma di una pianta che si sviluppa o, secondo lo Erya, è l'intestino di un pesce, ma non spiegano il carattere). Oggi 亂 si semplifica come 乱, in cui la lingua biforcuta forse indica una difficoltà a parlare, una parlata confusa per un qualche motivo, un lapsus o simili. |
| 典                | dian3          | din2                             | Indica il concetto di libro rilegato (specialmente antico, da cui deriva anche il concetto di opera classica, sia letteraria che musicale, ma da cui deriva anche il termine per indicare il dizionario 词典 ci2dian3 o 辞典 ci2dian3 e 字典 zi4dian3 come il Dizionario Kangxi 康熙字典). Per la precisione, è un rotolo di listelli di bambù rilegati 冊 (oggi 册, in cui il tratto orizzontale centrale indica o la rilegatura di tutti i listelli, o una sorta di laccio che si metteva intorno al rotolo arrotolato per non farlo srotolare e tenerlo fermo e in ordine) con sotto due mani che lo reggono. La parte in basso poi è mutata in 丌, forse per indicare un tavolino, di cui oggi si riconoscono le gambe 八. Una variante arcaizzante è dunque 𠔓. Un carattere simile è 曲 qu1, che indica il concetto di ricurvo, ma deriva da una squadra a forma di L, poi diventata a forma di U, dunque una variante arcaizzante è 𠚖. Oggi la squadra a U è completamente irriconoscibile per la stilizzazione. Un secondo carattere che ci assomiglia è 曹, cioè due sacchi chiusi nelle due estremità (東東) con sotto una bocca spalancata 口, poi diventata 曰, forse per rinforzare il concetto di sacco e borsa. In origine indicava la coppia/paio, poi è diventato un nome di persona (es. Cao Xueqin 曹雪芹, dove 芹 qin2 indicava il sedano, ovvero il radicale dei ciuffi d'erba con sotto il pittogramma dell'ascia per rendere la pronuncia e il concetto di tagliare una piantina). Oggi i due sacchi in alto si sono fusi nella stilizzazione e la rilegatura in basso è sparita. Il carattere della coppia di sacchi legati appare come chiave di lettura in 糟 zao1 con accanto il radicale della piantina di riso, oggi usato come imprecazione (糟糕 zao1gao1) ma in origine indicava il cibo conservato sotto spirito, cioè nell'alcol e vino (forse il riso si riferisce nello specifico al vino di riso, il mi3jiu3 o sakè 米酒, o un vino con altri cereali). La chiave di lettura del concetto di coppia indica l'unione tra cibo conservato e alcol. L'imprecazione deriva dal significato intermedio di "marcire", significato derivato forse dalla macerazione del cibo. Per rimanere in tema di marcio e imprecazione, un'altra imprecazione non pesante diffusa in cinese è 真倒霉 zhen1 dao3mei2, "che sfiga!", dove mei2 霉 indica la muffa. Il radicale della pioggia è un riferimento alla muffa nata dall'umidità, mentre 每 deriva da una contrazione del carattere 梅 mei3, la pesca, che contiene un riferimento alla stagione in cui maturavano le pesche (梅雨, a inizio estate), che tipicamente era piovosa. Ma in origine era 黴, cioè una riduzione di 微 wei1 (piccolo/fine/minuto, un carattere dall'aspetto fuorviante) con in mezzo l'uomo tatuato in faccia per indicare il colore nero: la muffa è qualcosa di fine e di colore nerastro. Quanto a 微, un carattere in apparenza complesso, è formato dal radicale dell'incrocio a T con accanto la chiave d lettura 𢼸, che era la versione originale del carattere. Il carattere, che come già accennato è fuorviante, indica una persona in piedi (in basso si riconoscono le gambe 儿, poi 耳 e oggi 几) con un ciuffo di capelli molto lunghi (山) e accanto un pettine in mano, siccome è intenta a pettinarsi i capelli. Accanto a questa chiave è stato aggiunto l'incrocio a T, l'unico componente a non essere fuorviante. In origine, indicava il concetto di "gentilmente" e la finezza/fascino, poi ha iniziato a indicare la finezza come spessore siccome i capelli sono sottili. Il radicale dell'incrocio è un riferimento a un raro significato arcaico di 行 (di cui dunque il radicale sarebbe una contrazione per non occupare troppo spazio), che indicava il concetto di piccolo/fine. |
| 聪                | cong1          | cung1                            | Indica il concetto di intelligenza e la versione tradizionale è 聰: è il radicale del padiglione auricolare con accanto la versione arcaica di 悤, con un caminetto in alto derivato da una stilizzazione posteriore di una finestra con inferriata 囪 da non confondere con 囟. La chiave di lettura, che oggi diventa 总, indica oggi il totale, ma in origine indicava il concetto di fretta, dunque uno stato mentale o un riferimento alle palpitazioni del cuore. Il significato è poi cambiato e il carattere è mutato, ma il significato arcaico resta in una diversa stilizzazione dal significato però conservativo, 怱 cong1. La finestra con le inferriate dunque diventa 匆. La finestra con le inferriate assomiglia a 勿 wu2 (< *mj-), una negazione all'imperativo usata perlopiù in Wenyan e che è il pittogramma di un coltello con delle gocce di sangue accanto, oggi dall'aspetto allungato. Il significato di negazione deriva da un prestito fonetico già in uso durante il periodo delle ossa oracolari. Il significato originale resta nel carattere 刎 wen3 (< *mj-), "tagliare la gola, decapitare". Questo coltello con le gocce di sangue si ritrova pure come falso amico nel carattere 物 wu4 (< *mj-) per indicare il concetto di oggetto/cosa e personaggio. In origine era un bue accanto a un bastone a forma di Y rovesciata per indicare l'aratro, poi nella stilizzazione si è confuso con il coltello gocciolante di sangue, indicante solo la pronuncia. Secondo Xu Shen, anticamente indicava da solo il concetto che oggi è "tutti/ogni cosa", quindi un'immensità di oggetti. Xu Shen collega l'enormità all'enormità del bue e al nome di una stella, 牽牛星 oppure 牛郎星, da cui si inizia a contare ogni cosa nell'universo: la stella è nota come Altair o Alpha Aquilae, 河鼓二, la stella più luminosa nella costellazione dell'Aquila. Xu Shen per la precisione scrive: 萬物也。牛爲大物；天地之𢿙，起於牽牛，故从牛。勿聲 ovvero 物，万物。牛为大物；天地万物之数，起于牵牛，因此字形采用“牛”作边旁，“勿”作声旁。Per tornare alla finestra con l'inferriata, il concetto di fretta è la chiave di lettura del radicale che indica la cipolla, 葱 cong1 (variante arcaica 蔥): l'erba in alto indica che è un vegetale, mentre la fretta si riferisce forse al fatto di tagliare velocemente la cipolla per non piangere a causa delle sostanze rilasciate dalla cipolla durante il taglio (in caso contrario, indica solo la pronuncia). Quanto invece al carattere che indica la brillantezza/intelligenza, 聪, ha una stilizzazione del concetto di totale accanto all'orecchio e indicava in origine il concetto di sentire (un cumulo di suoni che si sentono con l'orecchio; anticamente, la velocità con cui l'orecchio ode i suoni). Oggi indica il concetto di intelligenza, forse in riferimento alla velocità con cui si ascolta e impara qualcosa o alle molte conoscenze accumulate con l'ascolto. |
| 明                | ming2          | ming4                            | Già spiegato. |
| 扫                | sao3           | sou3                             | Indica il concetto di pulire e spolverare e la versione tradizionale, ancora più ricca di informazioni, è 掃: è il radicale della mano con accanto la chiave di lettura che consiste nel pittogramma 帚 zhou3, ovvero una mano 彐 che tiene in mano una ramazza, stilizzata come 巾, vagamente fuorviante. La stessa mano che regge la ramazza compare in 雪, mentre la stessa mano che regge la coda della moglie compare in 妻. In 录 è un falso amico perché deriva da 彔 e raffigura l'argano di un pozzo da cui si attinge l'acqua, visibile in basso. L'argano era un cilindro montato su un treppiede o simili a cui era attaccata la corda o catena del secchio ed era collegato a una manovella: girandola, la corda/catena si avvolgeva sul cilindro, issando o calando il secchio. In alto è visibile l'argano (ma non il treppiede), mentre in basso si vede l'acqua (ma nessun secchio, visibile invece come 日 con sotto delle gocce d'acqua). Secondo un'altra interpretazione di Xu Shen, indica l'atto di intagliare il legno. Il significato originale resterebbe in 剝 > 剥 bao1/bo1, "sbucciare (con le mani)". La chiave di lettura indica oggi il concetto di registrare e di indice dei contenuti in un libro (e.g. 录音机 registratore, 目录 indice dei contenuti). Il terzo significato deriva da una convergenza nella semplificazione a partire dal carattere 錄 (versione kanji 録), differenziato dal radicale del metallo e che indicava il concetto di registrare/documentare (come 记) e ricopiare. In origine secondo Xu Shen significava "color oro" (金色), il che spiega il radicale del metallo. Questa chiave di lettura torna come falso amico in 绿 (versione tradizionale 綠, versione kanji 緑), che indica il colore verde: è il radicale della seta accanto alla stilizzazione di una collina 丘 con sotto l'acqua 氺 per indicare una polla di acqua stagnante (死水 si3shui3, letteralmente "acque morte") in un rilievo geografico: l'acqua stagnante è verde. |
| 算                | suan4          | syun3                            | Indica il concetto di calcolare e in passato indicava l'abaco con i listelli in bambù: è il radicale del bambù in alto con sotto i listelli stilizzati come 王 (筭), oggi 目, e con sotto due mani 廾 intente a manipolarli (il carattere assomiglia alla parte superiore di 學 e a 弄). |
| 带                | dai4           | daai3                            | Indica il concetto di cintura (anche in geografia, e.g. cintura di isole vulcaniche se si pensa alle Antille) e la versione tradizionale è 帶: in origine era una cintura sinuosa con un ovale nella parte iniziale e finale per indicare le due parti che si allacciano. Oggi la corda si è schiacciata in alto come 卅, divenendo perlopiù una linea orizzontale, ma due tratti che indicano l'allacciatura sono ancora riconoscibili. In basso si è aggiunto il fazzoletto appeso 巾, forse per indicare che è qualcosa che si annoda al corpo e/o che è un capo di abbigliamento. |
| 担                | dan1           | daam1                            | Indica il concetto di trasportare gli oggetti su un palo molto pittoresco che si porta sopra entrambe le spalle e a cui si legano due secchi per raccogliere oggetti o acqua e finiva in *-m. In più, oggi indica il concetto di "sopportare" e l'apprensione nella parola 担心. La versione tradizionale è 擔 (con variante 儋), cioè il radicale della mano con accanto la chiave di lettura 詹 zhan1 ( < *-m). Questa chiave è formata da un uomo che si sporge da un dirupo (厃, che forma 危) con sotto il radicale della parola e significava "loquace, verboso, parlare troppo; arrivare". Quindi è una mano per reggere oggetti con accanto "arrivare" (o una persona loquace e da sopportare; altrimenti, indica la sola pronuncia). Oggi viene stilizzata come l'alba 旦, che rende solo la pronuncia moderna (non finiva in *-m e, come senso, indica il sole che sorge e si "alza", come il peso sul palo mentre viene messo e tenuto sulle spalle. |
| 心                | xin1           | sam1                             | Già spiegato. La variante schiacciata deriva dal fatto che lo schiacciamento rende il cuore stilizzato in modo simile a 屮, stilizzato come 㣺 e oggi 忄. Anticamente finiva con la codina nasale *-m. |
| 糕                | gao1           | gou1                             | Indica la torta e il pudding/budino ed è il radicale del riso con accanto 羔 gao1, una chiave di lettura che indica l'agnello, cioè una testa di capra sopra un fuoco per indicare che l'agnello era un cibo ottimo e prelibato da arrostire. Il carattere dunque alla lontana assomiglia a 然. Dunque il budino è un cibo prelibato come l'agnello da arrosto ed è ottenuto dal riso (ma non solo). Si usa anche come imprecazione in zao1gao1 糟糕 (un curioso accoppiamento "marcire+budino"). Per rimanere in tema di budini e simili, il carattere 粥 zhou1, una contrazione di 鬻 (con sotto il calderone col sostegno/concetto di divisione 鬲 li4/ge2, un radicale Kangxi), indica la mucillagine di riso, cioè il riso cotto al punto tale da ottenere un impasto denso e tenero da mangiare per i bambini piccoli, siccome hanno i dentini da latte. In origine era un calderone inquadrato di fronte con tre gambe di sostegno l'una distante dall'altra, il corpo e il collo ristretto (oggi stilizzato come una bocca, fuorviante perché sembra la bocca del calderone) messo in evidenza e sopra il riso che bolle; a sinistra e a destra dell'intero carattere c'erano due linee sinuose che indicavano molto probabilmente due lunghi sbuffi di vapore per rappresentare la cottura. Oggi il radicale è sparito e resta solo il riso con accanto due sbuffi di vapore caldo stilizzati con due 弓, quindi parzialmente fuorvianti. Il significato di "dividere" (ge2) si è differenziato con la coniazione dell'ideogramma 隔, cioè il radicale della collina con accanto la chiave di lettura del calderone per rimandare al concetto arcaico (e forse anche alla distanza che separa le tre gambe l'una dall'altra): la collina è un rilievo naturale che si frappone tra una zona e un'altra, anche oscurando la vista di ciò che c'è dall'altra parte. Si ritrova come chiave di lettura pure in ge2 膈 con accanto il radicale della carne per indicare il diaframma, una fascia di muscoli che permette la respirazione. Il concetto di separazione si riferisce in qualche modo alla posizione anatomica del diaframma (e.g. il fatto che si può considerare un punto che separa il petto dal ventre). |
| 当                | dang1, dang4   | dong1                            | Indica il concetto di ricoprire una posizione o "quello" riferito a un momento di tempo passato come sinonimo meno colloquiale di na4 (a quel tempo 当时 o 那个时候 e 那时, quel giorno 当天 o 那天) e, se pronunciato "dang4", indica un momento di tempo simultaneo (e.g. nello stesso momento 当时, nello stesso giorno 当日 o 当天...). In più, dang1 ha il significato originale di "relativo, relativamente" e "essere orientato verso". La versione tradizionale è 當, ovvero la casetta in cima 尚 shang4 per pronuncia con sotto una risaia o campo coltivato inquadrato dall'alto 田, forse per indicare la comparazione tra i prezzi di due appezzamenti di terra o, secondo un'interpretazione più probabile, due campi l'uno di fronte all'altro. La stilizzazione rende il carattere molto fuorviante perché sembra una mano. |
| 地                | de5, di4       | dei6                             | Indica il concetto di punto geografico/spaziale (se pronunciato "di4") e, come prestito, una particella per creare gli avverbi a partire dagli aggettivi, tipicamente modificati (e.g. negati e raddoppiati) e in azioni non abituali (e.g. "lui guida troppo velocemente" VS "lui di solito/ogni volta guida troppo velocemente"). È il radicale della terra accanto alla chiave di lettura del serpente. La pronuncia di 也 e 地 erano molto simili in antico cinese, in più forse si riferisce al fatto che in passato, quando la natura era selvaggia e l'erba cresceva alta, i serpenti che strisciavano sul terreno erano facili da individuare. In alternativa, si può collegare a teorie alternative ma minori sull'origine di 也, versione arcaizzante 𠃟 (la visione principale è che sia una semplificazione di 它, un serpente, oggi 蛇). Per esempio, secondo Xu Shen (che peraltro illustra una versione arcaica di 地, cioè 墬), il carattere 也 rappresenta l'utero femminile, mentre secondo una terza interpretazione vuole che sia una bocca da cui spunta un lungo tratto per indicare l'aria che esce dalla bocca (il che spiega come sia una particella in cinese classico). La quarta interpretazione minore vuole che sia il carattere che origina 匜 yi2, cioè una sorta di brocca con un manico dalle sembianze di un dragone stilizzato e con quattro gambine di sostegno. Forse serviva per contenere l'acqua per lavarsi le mani prima di fare un sacrificio. |
| 灯                | deng1          | dang1                            | Indica la luce e lampada (ma non il bulbo, 灯泡) e la versione tradizionale è 燈: è il radicale del fuoco a lato con accanto la chiave di lettura 登 deng1, l'ascensione (due piedi con sotto la coppa in legno sacrificale). Sotto alla chiave erano presenti due mani che reggevano la coppa 廾, molto utili ma poi sparite: indicavano che la coppa era tenuta in mano da una persona che si stava incamminando verso il luogo del rituale o simili (siccome indica "ascendere" e i piedi sono in alto, stava salendo dei gradini). Il fuoco dunque è un riferimento agli antichi strumenti di illuminazione, che funzionavano a combustione e non con l'elettricità (si pensi per esempio alle torce fatte con rami di legno, alle candele con canne di bambù vuote come sostegno, alle lanterne decorate con ideogrammi o alle lanterne di pietra, poi esportate in Giappone e chiamate "toro" 灯籠). L'ascensione invece è un riferimento indiretto alle lingue di fuoco e alle fiammelle. |
| 铁                | tie3           | tit3                             | Indica il ferro, anticamente finiva in *-t e la versione tradizionale è 鐵: è il radicale del metallo con accanto 𢧜 zhi4, che deriva da 哉 zai1 (usato in cinese classico come esclamazione, simile a 啊 e 呀) con sotto 呈 cheng2. Quest'ultimo è una bocca spalancata con sotto una persona china, quindi 口 con sotto 𡈼 ting3. Significava "mostrare", con un riferimento alle parole pronunciate, rilasciate e lasciate fluire. 哉 invece è una piantina tagliata da una lama per la sola pronuncia (cai2) con sotto una bocca spalancata come radicale e per indicare che è una particella. La chiave di lettura 𢧜 zhi4 è una fusione di entrambi e significava "molti". Quindi 鐵 è un metallo avente molti utilizzi (e.g. creare utensili agricoli, armi, oggetti domestici come scodelle e calderoni, ecc.). La semplificazione ha sostituito la chiave di lettura con 失 shi1, che indica il concetto di "perdere" (forse riferito al fatto che il ferro perde valore se paragonato ai metalli preziosi; altrimenti indica parte della pronuncia siccome finiva con lo stop *-t). Il carattere 失 è l'ideogramma di una mano 手 da cui cade un oggetto in basso (oggi la stilizzazione rende irriconoscibile la prima versione). Per parlare ancora di 呈 cheng2, questo carattere ritorna nell'ideogramma 程 cheng2 per indicare il concetto di agenda/pianificazione, procedura, di regola e, anticamente, di misurazione: è la chiave di lettura di un cereale con accanto la bocca spalancata e l'uomo piegato (il concetto di esibire). Dunque la misurazione era riferita nello specifico al raccolto (e.g. cereali) e "mostrava" la loro quantità effettiva e precisa in base a un sistema di misurazione. La chiave non è da confondere con 皇 huang2, che indica l'Imperatore: è cioè una fiammella su un candelabro (assomiglia molto a 主 e alla versione tradizionale di 对). Il significato originale resta nel carattere 煌 huang2, con accanto il radicale del fuoco. La fiammella da sole si disegna 白 (i puntino in alto indica forse la lucentezza o la punta della fiammella), indica il colore bianco e il significato di "invano", cioè fare qualcosa senza ottenere nessun risultato, "in bianco". "Imperatore" si dice 皇帝 huang2di4, dove 帝 indicava un altare con tre gambe (molto simile all'altarino sacrificale in pietra 示, che però nella sua prima versione aveva un solo sostegno ed era a forma di T). Per la precisione, 帝 ha tre pali di legno intrecciati con una corda come sostegno. La versione originale assomigliava a un grosso asterisco (cioè i tre pali intrecciati, due obliqui e uno verticale, con un tratto orizzontale che indica il loro legame) sormontato da un tratto orizzontale per indicare la superficie del tavolo. Oggi la stilizzazione ha reso gran parte del carattere irriconoscibile: le tre gambe sotto il legame sono diventate 巾, in mezzo si riconosce a stento il legame mentre in alto si vede la parte superiore dell'incrocio. La superficie del tavolo si è ridotta in un punto. |
| 图                | tu2            | tou4                             | Indica il concetto di illustrazione (in origine, la mappa 地图 di4tu2) e la versione tradizionale è 圖, ovvero la chiave di lettura 啚 circondata dal radicale del recinto. Quanto alla chiave 啚, è composta da 口 + 㐭 (vedi avanti), ha formato il carattere 鄙 oggi in disuso e significava "posto lontano; marciare". Indicava dunque un posto o la mappa di un intero stato, con tutte le zone (anche quelle lontane) racchiuse nei confini di un foglio di carta o pergamena. Oggi la chiave di lettura viene semplificata in 冬 dong1, che non indica la pronuncia. Questo carattere oggi indica l'inverno: in alto si vede una corda a forma di U rovesciata e con un punto annodato in entrambi gli estremi, mentre in basso si possono vedere i due cumuli o striature di ghiaccio 仌, a prima vista poco riconoscibili. Tutto il carattere in origine indicava il concetto di conclusione, enfatizzato dai due punti annodati e oggi preservato in 终 zhong1, con accanto il radicale della seta forse per rimandare ulteriormente alla corda. Quanto all'inverno, il significato deriva dal fatto che l'inverno è la stagione conclusiva dell'anno. Per rimanere in tema di 㐭, il carattere da solo indica il granaio, cioè un tetto oggi appiattito con dentro degli steli accumulati simili a 曲 o 冊, poi stilizzatisi in un irriconoscibile 回. Oggi è 廩 lin3 (tetto di edificio +mura concentriche + piantina di cereale), ma il punto non è questo: infatti da questo carattere deriva 嗇 se4, il "grano in un granaio", ovvero due piantine di grano 來 (poi apparentemente ridotte in una e stilizzata e compressa in alto) con sotto il grano ammassato già molto stilizzato e oggi reso come 回. Oggi compare in un carattere abbastanza diffuso, 墙 qiang2, che indica la parete: 墙壁 qiang2bi4). |
| 梯                | ti1            | tai1                             | Indica la scala (e in 电梯 l'ascensore, cioè "la scala elettronica") ed è il radicale dell'albero per indicare il legno con accanto la chiave di lettura del fratello minore, 弟 di4, cioè il pittogramma di un ceppo con la corda arrotolata e forse inteso come contrazione di 第 di4 per indicare il concetto di ordine, sequenza e successione. Si tratta dunque di una successione di scalini in legno, che tutti insieme formano la scala. |
| 邮                | you2           | jau4                             | Indica la posta (anche elettronica: 电子邮件 o 伊妹儿) e la versione tradizionale è 郵: è la contrazione del carattere 陲 chui2, che indica la frontiera (è il radicale della collina con accanto la chiave di lettura per la sola pronuncia 垂 chui2, cioè una piantina sul terreno dall'aspetto cadente e con versione arcaizzante 𠂹). Il carattere 郵 dunque è la frontiera con accanto il radicale della città. Originariamente indicava la stazione delle poste. Oggi indica la posta. Oggi la chiave di lettura viene sostituita con 由, che oggi si usa per marcare il complemento di agente o di causa efficiente o la causa di qualcosa con 由于 e 由此 e che in origine è il disegno di un campo/risaia inquadrata dall'alto con una stradina che conduce all'esterno. In alternativa, secondo un'etimologia molto più probabile, è un germoglio che spunta dal terreno (con questo significato appare in una citazione dello Zuo Zhuan: 今在析木之津，犹将复由) .Anticamente, oltre al significato di germoglio, era sinonimo di 从 e 自, indicanti il moto da luogo e il complemento di origine. Indicava pure il concetto di attraversare in vocaboli rari come 案由 e 经由. Quindi, la posta è il luogo da cui i messaggi compiono lunghi viaggi e da cui partono per lo smistamento. Questo disegno si trova come chiave di lettura in 油 you2, cioè il radicale dell'acqua con accanto la chiave di lettura you2 forse per la sola pronuncia. Anticamente era il nome di un fiume che confluisce nel Chang Jiang, come spiega Xu Shen (水。出武陵孱陵西，東南入江 ovvero 河川。源出武陵孱陵西，于东南汇入长江). oggi indica l'olio come prestito fonetico. Questa chiave ritorna in 笛 di2, che indica un flauto in bambù simile a un flauto traverso con sotto il concetto di "attraversare, origine" per indicare l'aria o suono che percorre lo strumento per poi uscire e propagarsi nell'aria. In 届 jie4 è un falso amico (屆). La chiave compare pure in cima al carattere pin4 聘, la cui pronuncia arcaizzante è ping4: oggi indica il concetto di convocare assumere/reclutare lavoratori, mentre anticamente indicava l'atto di visitare uno stato come inviato. Accanto al radicale dell'orecchio si vede la chiave di lettura 甹 ping1, cioè uno 由 (anticamente due), l'origine/attraversamento con sotto la bocca da cui esce uno sbuffo 丂 per indicare il significato complessivo di parlare dopo avere attraversato un percorso: secondo Xu Shen significava 俠 xia2, cioè "cavaliere errante" (si nota una persona accanto alla chiave di lettura jia1/jia2 夾 anticamente non palatalizzata e terminante *-p, cioè una persona con le braccia spalancate e due puntini che indicano altre due persone molto vicine a lui. Indicava "piazzare in mezzo, tenere in mezzo, essere schiacciato tra, doppio strato...", tutti significati apparentemente collegabili all'armatura. Da questo carattere poi non a caso si ottiene quello dell'elsa della spada, jia2 鋏 > 铗, a cui si aggiunge proprio il radicale del metallo). Pertanto 聘 è più chiaro: indicava una persona che aveva ascoltato messaggi e le risposte ai messaggi e, da inviato, viaggiava e faceva da spola o contatto tra uno stato e l'altro. Oggi indica invece l'atto di conferire posizioni lavorative, responsabilità, diritti e doveri, non più solo messaggi da portare da uno stato all'altro. |
| 冬                | dong1          | dung1                            | Già spiegato. 鼕, che talvolta viene presentato come variante di 冬, è in realtà una variante di 咚 dong1, che è il suono di tamburo (e il rumore è ben rappresentato dalla bocca spalancata che emette suoni con accanto una chiave di lettura abbastanza fedele al suono del tamburo, ma nella versione tradizionale il tamburo è ancora meglio rappresentato dal battente nella mano destra accanto proprio a un tamburo: 鼓). |
| 物                | wu4            | mat6                             | Già spiegato. Anticamente iniziava in *mj- |
| 短                | duan3          | dyun2                            | Non va confuso con 矮 an3 anche se indica il concetto di corto (di solito duan3 è riferito agli oggetti) ed è composto dalla freccia con accanto stavolta la coppa di legno/il concetto di ascendere 豆 dou4 forse per accennare alla sola pronuncia. Per indicare qualcosa di corto, si usa la freccia, più corta rispetto all'arco, presente invece in 张 (indicava in origine l'atto di tendere l'arco). |
| 段                | duan4          | dyun6                            | Oggi si usa come classificatore per i paragrafi ed è un dirupo da cui scendono due o tre sassi perché viene martellato da un martello tenuto in mano (殳, che rasenta il falso amico). Questo carattere torna come chiave di lettura nel carattere derivato direttamente 鍛 duan4, oggi 锻, che indica il concetto di temprare metalli (e oggi di allenarsi, cioè "temprare il corpo") ed è affiancato proprio dal radicale del metallo. La tempera, per la precisione, in siderurgia indica un brusco raffreddamento di un pezzo di metallo o vetro incandescente per renderlo più resistente rispetto a un pezzo di metallo o vetro lasciato raffreddare lentamente. In più, 段 in origine significava non solo "temprare", ma anche "martellare", significato direttamente collegato alla rappresentazione. |
| 锻                | duan4          | dyun3                            | Già spiegato. La sua versione tradizionale è 鍛. |
| 炼                | lian4          | lin6                             | Indica il concetto di temprare metalli (e oggi di allenarsi, 锻炼) e le due versioni tradizionali sono 鍊 (radicale del metallo) e 煉 (radicale del fuoco a lato, da cui deriva la versione odierna, l'unica esistente). La chiave di lettura, già nota, era quella di un insieme di pezzi di legno attaccati insieme fino a formare una staccionata. Nella stilizzazione attuale, fuorviante perché simile a 东 dong1, si riconosce lontanamente la forma di un albero con un trattino piccolo che indica il legame e lo differenzia da dong1. |
| 饿                | e4             | ngo6                             | Già spiegato. La sua versione tradizionale è 餓 e anticamente iniziava in *ng- esattamente come la chiave di lettura 我. |
| 耳                | er3            | ji5                              | Già spiegato. In Primo Cinese Medio iniziava in *ny-. |
| 朵                | duo3           | do2                              | Oggi si usa come classificatori per i singoli fiori (non per i mazzi) e per le nuvole e la versione arcaica è più vicina a朶: è un albero con le fronde in alto pendenti verso il basso per il carico di foglie, fiori o frutta. Per rimanere in tema di fiori, il calice del fiore e la brattea si indicano con 苞 bao1, un carattere molto semplice: è il radicale dei ciuffi d'erba con sotto la placenta con il feto siccome la brattea è la foglia da cui nasce e si sviluppa il fiore. |
| 发 (犮)           | fa1            | faat3                            | Indica il concetto di emettere/emanare e partire, anticamente finiva in *-t ed è un carattere molto complesso a livello etimologico perché molto composito e fuorviante (come un piccolo numero di altri caratteri del resto). La versione tradizionale, a prima vista intuitivo come composizione, è 發, ma il radicale non è in cima: in realtà si scompone come chiave di lettura 癹 ba2, po2 (< *-t) con il radicale dell'arco 弓 piazzato in basso (癶 bo1 non è il radicale ed è fuorviante siccome non solo svetta in alto, ma anche la pronuncia lo fa sembrare la chiave di lettura, siccome 癶 finiva pure in *-t). Una variante è 𤼲 (夊 invece di 殳). Quanto agli oggetti rappresentati, la prima versione aveva un arco con accanto l'alabarda tenuta in mano come chiave di lettura. A tutto il carattere poi si sono aggiunti i piedi in alto, mutando la chiave di lettura da semplice alabarda a 癹 ba2, po2, da cui peraltro si ricostruisce un suono bilabiale in Primo Cinese Medio. Il carattere è stato interamente semplificato in 发, che ha la sua origine dalla parte inferiore di 髮 fa4/fa5 e come chiave di lettura nel sinogramma 拔 ba2: 髮 indica i capelli e sono i capelli lunghi con sotto 犮, un cane 犬 che cammina e con un tratto obliquo su una zampa proprio per indicare l'atto di camminare (come dice Xu Shen, 走犬皃。从犬而丿之。曳其足，則剌犮也). Se a questa chiave di lettura si aggiunge il radicale della mano si ottiene 拔 (< *-t), che indica il concetto di estirpare e depilare. |
| 烧                | shao1          | siu1                             | Indica il concetto di bruciore e febbre e la versione tradizionale è 燒: è il radicale del fuoco a lato con la chiave di lettura 堯 yao2 (< *ng-), che significa "alto, elevato" ed è anche il nome di un antico imperatore cinese leggendario, Yao, il predecessore di Shun (a cui a sua volta succedono proprio Yu il Grande, il mitico fondatore della Dinastia Xia, e suo figlio Qi). 堯 yao2 è formato da 垚 yao2 (< *ng-, tre cumuli di terra ammucchiati insieme) sopra 兀 wu4 (< *ng- e *-t), che da solo significa "torreggiare, sovrastare" (era una persona 人, di cui oggi restano solo le gambe 儿, con sopra una linea orizzontale per indicare un punto più in alto della testa della persona e quindi proprio il concetto di torreggiare, sovrastare). 堯 è dunque un rilievo geografico o qualcosa di simile che torreggia sul carattere "sovrastare", pertanto tutto il carattere indica in modo espressivo un punto altissimo. Oggi viene semplificato nella parte superiore in 尧 e viene reso abbastanza fuorviante. Quanto a 烧, in origine significare "dare fuoco a..." ed è la combinazione del radicale del fuoco con accanto il concetto di altezza, forse per indicare le fiammelle che si slanciano verso l'alto. Questa chiave di lettura ritorna nel carattere 繞 rao2, oggi 绕, per indicare un movimento in circolo. In origine significava "intrecciare", di cui si vede un riferimento palese nel radicale della seta, che rimanda dunque alla sartoria e simili. La chiave di lettura, che rimanda al concetto di altezza, indica che solo un oggetto abbastanza lungo si può intrecciare. |
| 放                | fang4          | fong3                            | Indica il concetto di spostare e lasciare/liberare ed è la chiave di lettura del quadrato/formula/posto (地方), anticamente un coltello o due barche con la prua collegata, con accanto il radicale del bastone tenuto in mano per indicare un'azione o un ordine eseguito. In origine significava pure "esilio", da cui si può ricavare che forse la chiave di lettura è una contrazione della versione tradizionale di 边 (邊), che indicava un posto lontano raggiunto. Da 放 si può ottenere un'interessante chiave di lettura 敫 jiao3 (in passato, non palatalizzata), ovvero "emettere-luce", 放 con sopra la fiammella scintillante 白 (la stessa in cima a 皇). Questa chiave si usa per comporre il sinogramma 邀 yao1 per indicare gli inviti (邀请). In origine indicava pure l'atto di aspettare una persona invitata, incontrare e sollecitare. Dunque il carattere indica la strada, su cui le persone si incontrano, con accanto la luminosità (dunque qualcosa di evidente) per indicare una persona riconosciuta e incontrata. Quanto a 敫, non è da confondere con 敖 ao2 (< *-ng). Indicava una recita e una variante vicina all'originale è 𢾍: è un uomo 方 (in origine 大) con un copricapo di piume in testa 出 (era dunque simile non a caso a 美). Il bastone in mano a lato 攴 indica in modo indiretto un'azione, dunque indica che l'uomo è agghindato per esibirsi (recitare, danzare e simili. Non è chiaro se sia teatro e intrattenimento o sia un atto rituale). Quest'ultima chiave è presente in 骄傲 jiao1ao4, che indica l'arroganza: in 傲 ao4, si nota una persona accanto all'atto di recitare, forse per indicare la falsità e/o mancanza di naturalezza e teatralità di un individuo arrogante. È anche presente nel carattere 熬 ao2 per indicare l'atto di stare sveglio fino a tardi e che in origine indicava l'atto di cuocere a fuoco lento. Il fuoco si riferisce sia alla cottura, sia alla "cottura" in senso lato di una persona che si affatica e consuma restando attivo fino a tardi, sia oggi al lumicino acceso (o al "bruciare l'olio di mezzanotte", secondo un'espressione proverbiale italiana). La chiave di lettura indica o lo stare attivi, o il granaio (oggi 廒 ao2, avente altri sinonimi e composto qui dal radicale di un edificio con sotto la chiave di lettura ao2 per la pronuncia), co riferimento al lungo tempo in cui il grano resta stipato nel granaio. Per concludere con 美, è un copricapo di piume cadenti in testa a un uomo inquadrato frontalmente. la stilizzazione del copricapo è fuorviante perché sembra la testa decapitata di una capra indossata in faccia, ma in realtà è lo stesso copricapo di piume nel carattere 敖. Indica il concetto di bellezza sia fisica che riferita a paesaggi e simili (e.g. panorami notturni 夜景, paesaggi innevati 雪景,boschi di bambù 竹林 o montagne innevate 雪山 ecc.). Mentre in questo carattere stilizza un copricapo, 羊 nel carattere 羡 xian4 è per davvero una capra (per la precisione, sarebbe un agnello cucinato e dall'aspetto invitante, dunque una contrazione di 羔 gao1, in cui appare allo stesso modo) con sotto un uomo che sputa con un riferimento alla salivazione, all'acquolina in bocca di fronte a un cibo succoso, piacevolmente caldo e fragrante. Il carattere 次, che indicava la rozzezza e oggi indica il concetto di secondario e di volta/occorrenza, è stato mutato sin dal tempo della dinastia Han (la variante arcaizzante è 羨). |
| 分                | fen1           | fan1                             | Già spiegato. La pronuncia attuale inizia con /f/- e tutte le moderne /f/- in cinese derivano, come già accennato, da un suono bilabiale in Primo Cinese Medio. Ebbene, il suono bilabiale in 分 si nota nel carattere 扮 ban4/ban5, usato in 打扮 da3ban5, "truccarsi" (anche per opere teatrali, e.g. l'Opera di Pechino 京剧 Jing1ju4). 扮 ha la chiave di lettura della divisione/separazione con accanto il radicale della mano, per indicare l'atto di truccarsi e una differenza di base tra il viso struccato e truccato (e.g. per bellezza, per una recita dell'Opera di Pechino, per un rituale... Il trucco classico femminile nella Cina antica era quello di tingersi il viso di bianco con la polvere di riso per accentuarle il pallore delicato, di truccarsi le gote di rosa e le labbra di rosso, facendole sembrare un cuoricino. Il trucco assomiglia molto a quello delle geishe giapponesi, anche se la loro cosmesi è composta da materiali diversi). Questa chiave di lettura si ritrova pure nel carattere fen4, 份 il classificatore per i regali e il nome-classificatore per le fotocopie, ottenibile aggiungendogli il radicale della persona a lato. In origine significava "porzione", cioè una persona a cui viene consegnata o affidata una parte di qualcosa o che suddivide qualcosa. La chiave di lettura torna pure nel carattere 氛 qi4, che indica l'atmosfera (anche in senso lato): è il radicale del respiro/aria, che indica anche la pronuncia, con sotto la chiave di lettura fen1 (differenziare) per indicare una divinazione in base alla forma delle nuvole o per indicare la previsione del tempo in base a una divinazione tempo buono o cattivo). La chiave si nota pure nel carattere 芬 fen2 per le trascrizioni, per esempio [Leonardo] da Vinci 达芬奇 Da2fen1qi2 e Finlandia 芬兰 Fen1lan2. Si ottiene aggiungendogli il radicale dei due ciuffi d'erba in alto (come in 芒, per 芒果). In origine indicava la fragranza, con un qualche riferimento alle erbe fragranti o aromatiche raccolte e/o tagliuzzate o, in alternativa, alle erbe da cui è emanata una fragranza gradevole. La chiave si ritrova pure in 粉 (radicale del riso), che indica la polvere di oggetti frantumati, come ad esempio la farina (麵粉, oggi 面粉) e la cipria. Il riso per la precisione sembra riferirsi alla polvere di riso, con cui si fanno dolci e si produce la cipria bianca come make-up, come già accennato. Indica pure il colore rosa, forse con un riferimento al colore attenuato del viso per la cipria. Infine, si ritrova pure nel carattere 贫 pin2 (tradizionale 貧), da cui si ricostruisce il suono bilabiale in Primo Cinese Medio. Il carattere indica la povertà ed è il concetto di differenziazione/separazione con sotto una preziosa conchiglia aperta. Ma la prima versione era 𡧋, cioè la rappresentazione molto espressiva della povertà con il concetto di essere separato perfino da un tetto sotto cui ripararsi. |
| 复                | fu4            | fuk1                             | Indica il concetto di recuperare (恢复 hui4fu2, riferito alla salute, al "guarire"), anticamente finiva in *-k e oggi si usa pure per dire "ripassare" (复习 fu4xi2), accanto a "prepararsi" (预习 yu4xi2) per distinguerli da un generico "studiare" (学习 xue2xi2) e da non confondersi con "riposare" (休息 xiu1xi5). La versione originale del carattere assomiglia alla lontana a 𡕨: era una zona recintata, forse una città, inquadrata dall'alto simile a 囗 con un ingresso in alto e in basso e, in basso, un piede 止, oggi 夊. Accanto poi si è aggiunto il radicale dell'incrocio a T. In origine, secondo Xu Shen, indicava il concetto di percorrere una strada antica. Il significato originale di "ripetere" si può collegare al camminare avanti e indietro o andare e tornare. Oggi si toglie nella semplificazione il radicale dell'incrocio a T, restaurando dunque la versione arcaica. Si segnala anche una vaga confusione siccome la stessa semplificazione tocca sia il carattere 復, sia il carattere 複: anche questo carattere significava "ripetere" e, secondo Xu Shen, in origine indicava un vestito pesante (重衣皃。从衣复聲). Anticamente finiva in *-k. Tutto il carattere diventa una chiave di lettura in 覆 fu4, "coprire": è un coperchio (stilizzato in modo fuorviante come un uccellino nel nido) con sotto la chiave di lettura per indicare apparentemente la sola pronuncia. Il carattere 复 fu4 è facilmente confondibile con 夏 Xia4, che indica sia la cinesità in senso generale e astratto (e cioè senza riferimenti specifici alla Repubblica Popolare Cinese), sia il nome della mitica Dinastia Xia. Dal vocabolo 夏天, "estate", si arriva al significato originale: è, nella prima versione reperibile nei vasi in bronzo Shang e Zhou (non si hanno tracce della scrittura anteriori alle ossa oracolari, risalenti alla Dinastia Shang), il sole in alto 日 con sotto il radicale del viso 頁, cioè una persona inginocchiata ritratta di lato con la testa e un occhio bene in evidenza. In basso è stato poi aggiunto un piede 止, oggi 夊. Nella versione attuale, resta solo il viso stilizzato con sotto un piede. Il carattere significava "estate" in base alla prima versione e non aveva la consonante palatalizzata; poi ha iniziato a indicare il concetto di grandezza e magnificenza, forse con un qualche riferimento a una casa di grosse dimensioni (廈 xia4). Poi a iniziato a indicare gli Xia, cioè una delle etnie/culture che abitava la Cina ()molte altre appartengono al Neolitico e/o sono minoranze sopravvissute e/o sono state sinizzate) e che era governata dai mitici imperatori pre-dinastici. Poi è passata a indicare la Dinastia Xia. Oggi indica in senso generale i cinesi, Hua2xia4 华夏. I cinesi vengono indicati da Xu Shen mentre spiega "Xià" come 中原之国的人, "gli abitanti del Paese al centro di tutto". L'edizione commentata del Periodo Qing si spinge a illustrare i nomi delle popolazioni barbariche, non-cinesi, in base alla loro collocazione: 中國之人也。以別於北方狄，東北貉，南方蠻閩，西方羌，西南焦僥，東方夷也. |
| 附                | fu4            | fu6                              | Indica il concetto di un punto spaziale vicino, la vicinanza, ed è il radicale della collina con accanto la chiave di lettura 付 fu4, che indica il concetto di pagare. Quest'ultimo è composto dalla persona a lato con accanto la stilizzazione fuorviante di una mano a cui si è aggiunto sotto un trattino per indicare una ricompensa o pagamento tenuta in mano e consegnata alla persona. Siccome è verticale, può essere qualcosa di appeso o annodabile: si pensi agli spaghi con le conchiglie. Il trattino compare dalle versioni nei vasi in bronzo Shang e Zhou. Accanto a questa chiave usata apparentemente per la sola pronuncia, se si mette la collina si ottiene 附, che in origine secondo Xu Shen indicava una collina, una montagnetta di terra (附𡝤，小土山也。从𨸏付聲). La variante 坿 indica invece in modo il cumulo di terra. La chiave di lettura torna nel carattere 符 fu2, che indica l'aderenza a uno standard o richiesta ed è il radicale del bambù con sotto l'atto di dare qualcosa di prezioso a qualcuno. Anticamente indicava un documento scritto sui listelli di bambù rilegati per passare ordini a qualcuno, incluso gli alti membri di un esercito. |
| 干                | gan1, gan4     | gon1                             | Già spiegato insieme alla convergenza con 乾 e 乹. Ma è interessante parlare del membro a lato (la chiave di lettura gan4, che nel primo carattere visibile conserva pure una forma 人), che è una stilizzazione del sole che sorge, 旦, con sopra una piantina stilizzata come 十 e dunque fuorviante. La forma 人, che tende a sparire negli altri caratteri, deriva da 㫃 e indica il vessillo che ondeggia nel vento visibile in 旅游, che spiega finalmente tutto il membro a lato (è Xu Shen a segnalare la scomposizione corretta: 日始出，光倝倝也。从旦㫃聲). La cui versione originale si può notare nel carattere arcaizzante 𠄃: è dunque il disegno di un sole che sorge dall'orizzonte 旦 con sopra una piantina 木 per rinforzare il concetto di sorgere e accanto, laddove resta il carattere completo, la forma 人 per indicare il vessillo nel vento, di cui l'asta 方 è visibile come il tratto verticale in basso alla chiave. Questo carattere si ritrova senza il vessillo in 韩 per indicare in passato la puteale, cioè la recinzione cilindrica rotonda in pietra intorno a un pozzo per affacciarsi sul pozzo e/o tirare l'acqua senza caderci dentro. La recinzione si nota come concetto nel carattere semplificato 韓 e il concetto di brillante si riferiva forse all'acqua nel pozzo sfolgorante perché colpita dalla luce. Oggi indica la Corea come prestito fonetico. Oggi la chiave di lettura della recinzione sorvegliata in ogni suo lato (oggi solo due) viene semplificata in 韦, irriconoscibile. La chiave di lettura della brillantezza gan4 si trova pure nel carattere chao2 朝, che indicava il concetto di essere orientato verso una direzione e di fare visite di cortesia a una persona anziana. Se pronunciato zhao1, indica il significato ancora più arcaico di mattino: è la falce di luna che cala per dare spazio al sole mattutino che sorge e svetta in cielo. Come prestito fonetico, indica pure la corte (朝廷), in cui si celebravano rituali fin dal mattino, e dunque la dinastia. Se si aggiunge il radicale dell'edificio senza le mura si ottiene 廟 miao4, oggi 庙, cioè il tempio, un luogo in cui si celebrano rituali sacrificali e/o di venerazione e adorazione. Come chiave di lettura si nota in 潮 chao2, che indica le onde, siccome la luna in alcune versioni arcaiche era stata corrotta in una barca 舟 (in caratteri come 前 e 俞/arcaico 兪 accade il contrario, ma la corretta derivazione di 前, già trattata, viene sbrogliata con la variante arcaica 𠝣 e la spiegazione di Xu Shen: 不行而進謂之歬。从止在舟上. Anche il secondo carattere viene sbrogliato da Xu Shen: 空中木爲舟也。从亼从舟从巜。巜，水也). Il carattere originale delle onde si osserva nella variante arcaica 𦩻. La chiave di lettura 韦 torna nel carattere 违 wei2, "violare" e "andare": è il radicale del cammino con accanto la recinzione sorvegliata, forse una città che viene lasciata da una persona o il concetto di "schiena contro schiena" in base all'interpretazione di Xu Shen, che però non parla del concetto di difendere (a questi, si aggiunge il significato di cuoio conciato come prestito fonetico). L'ultimo carattere notevole in cui appare è 伟 wei3, che significa "enorme" e "straordinario": è il radicale della persona con accanto la zona recintata e sorvegliata/schiena contro schiena. In base al secondo significato, indica l'atto di misurare l'altezza del corpo mettendosi schiena contro schiena con un'altra persona. |
| 净                | jing4          | zing6                            | Già spiegato. |
| 感                | gan3           | gam2                             | Indica il concetto di sentire in sé (e.g. sentimenti, emozioni, fastidi) ed è la chiave di lettura 咸 xian2 (non confondere con 或 huo4: non ha un recinto o simili in basso) con sotto il radicale del cuore. 咸 è una lancia/alabarda messa in piedi 戌 con sotto una bocca spalancata per indicare i soldati che gridavano tutti insieme. In origine significava proprio "tutti, tutto" (lo stesso Xu Shen spiega 皆也。悉也。从口从戌。戌，悉也). Le urla sono ritenute nel carattere, "gridare" e "chiamare gridando" 喊 han2, in cui si vede il radicale della bocca spalancata. L'interpretazione della bocca come la bocca di un vasetto si allontana da questa rete di corrispondenze a meno che si intende che, per un'antica famiglia umile, i vasi e simili oggetti semplici della vita quotidiana erano tutto ciò che avevano. L'alabarda sarebbe dunque intenta a distruggere il vaso. Come prestito fonetico ha iniziato a indicare il sale e ha assunto il radicale Kangxi del sale (鹹), cioè una saliera con coperchio con i chicchi di sale inquadrata frontalmente (鹵 lu3). Quanto a 感, è la chiave di lettura probabile delle urla dei soldati con sotto il cuore/mente per indicare le emozioni. L'intero carattere dell'emozione si ritrova come chiave di lettura in 憾 han4 per indicare il dispiacere (e in origine il rimorso e risentimento): si aggiunge un altro radicale del cuore che compare a lato per problemi di spazio. Un'imprecazione in cui si trova spesso è 真遗憾！(davvero un peccato! Che peccato!). Anticamente tutti questi caratteri avevano la codina nasale *-m. |
| 冒                | mao4           | mou6                             | Già spiegato. |
| 趣                | qu4, qu5       | ceoi3                            | Indica il concetto di provare interesse ed è formato dal radicale del cammino come 走 con accanto la chiave di lettura 取 qu3, che indica il concetto di afferrare (afferrare un orecchio, forse un riferimento all'atto di tagliare l'orecchio sinistro ai prigionieri di guerra nell'antica Cina, come spiegato nel Libro dei Riti. Xu Shen cita questo passaggio nella sua definizione: 捕取也。从又从耳。《周禮》：“獲者取左耳。” ovvero 取，捕杀。字形采用“又、耳”会义。《周礼》上说：“获胜者割下敌人的左耳。”. Il carattere che indica di preciso il taglio dell'orecchio è, con il radicale del coltello a lato. Oppure, si riferisce a un significato arcaico di 耳 er3, "maniglia"). 取 significa afferrare, ma indica pure il senso di cercare, scegliere. In origine 趣 indicava la direzione, che coinvolge una decisione verso cui si cammina che viene presa tramite scelta. La chiave di lettura compare pure in 娶 qu3, "sposare": si prende una donna (radicale della donna inginocchiata) come moglie. |
| 刚                | gang1          | gong1                            | Si usa per l'avverbio "poco (tempo) fa" (刚刚 e 刚才, quest'ultimo è pure un determinante, "...di poco fa") e la versione tradizionale è 剛, anche se è posteriore a 刚, la primissima versione. La versione originale è più arcaica è però 岡, da cui deriva la semplificazione 冈: indica la cresta della montagna ed è formata dalla rete per indicare la sola pronuncia (oggi si scrive 网 wang2 < *mj- per indicare il tessuto cucito o forse l'erba tagliata 乂 dentro una rete o le piante trattenute da una rete) con sotto il radicale della montagna 山 shan1. 刚 è dunque la rete, poi modificatasi e infine tornata la classica rete, con accanto un coltello per tagliarla. In origine indicava il concetto di forza e resistenza, forse con riferimento a una rete di buona qualità che non si sfilaccia e si taglia con difficoltà. Come chiave di lettura, la rete si trova pure in 钢 gang1 (tradizionale 鋼), che indica l'acciaio: è il radicale del metallo con accanto la contrazione del carattere 刚 per indicare la resistenza. La chiave compare pure in 岗 (tradizionale 崗), che indica la postazione di guardia (in origine, ancora una volta la cresta della montagna, poi ha iniziato a indicare una collinetta. Il collegamento tra i due esiste se si pensa la postazione di guardia come un'alta torre di guardia, 京). Quanto alla croce 乂 yi4, indica due steli di erba tagliati e incrociati e indicava l'atto di tagliare l'erba ()poi indicato al carattere 刈 yi4, con accanto il radicale del coltello). Gli steli tagliati si usano in 艾 ai4, con sopra i due ciuffetti di erba, per indicare l'artemisia, tagliata per essere utilizzata per creare medicinali nella medicina tradizionale cinese. Oggi il carattere si usa pure per scrivere prestiti, e.g. 艾滋病 ai4zi1bing4 (AIDS). Tutto il carattere, a causa della pronuncia, si usa per scrivere l'interiezione 哎 ai4, con accanto il radicale della bocca spalancata, come succede in molti altri versi e esclamazioni. |
| 才                | cai2           | coi4                             | Già spiegato insieme a tutti i suoi significati arcaici derivati da prestiti. |
| 根                | gen1           | gan1                             | Indica il concetto di radice e simili (e.g. 脚跟 tallone) ed è composto dal radicale dell'albero con accanto la chiave di lettura dell'occhio che si gira per guardare dietro (il limite) per indicare che la radice non si può vedere perché cresce sottoterra, o forse per indicare che è il limite inferiore della pianta. |
| 迎                | ying2, ying5   | jing4                            | Indica il benvenuto ed è formato dalla chiave di lettura 卬 ang2 (da non confondere con 卯) con accanto il radicale del cammino. 卬 ang2 (< *ng-) significava "innalzare" ed era una persona in piedi 匕/人 con accanto la persona inginocchiata卩, entrambi ritratti di lato. Anticamente (e tuttora nel dialetto Xiang letterario) era usato come pronome di prima persona (forse con una sfumatura onorifica o di superiorità). Il carattere poi si è modificato in 昂 ang2 per preservare il significato originario tramite l'aggiunta del radicale del sole. 迎 pertanto è il radicale del cammino con accanto "innalzare, sorgere", dunque il riferimento a una direzione e significava "incontrare/ricevere", quindi un atto di congiungimento tra persone. "Benvenuto" si dice 欢迎 huan1ying5 e il primo carattere è la chiave di lettura della mano destra accanto il radicale dell'uomo che sbuffa. La sua versione tradizionale è 歡: è il pittogramma della cicogna 雚 guan4 (non è il gufo 舊 jiu4) per la sola pronuncia accanto all'uomo che sbuffa e in origine indicava il piacere e la felicità. Quanto a 卯 mao3 (versione arcaica vicina all'originale 戼), indica un incastro di falegnameria/carpenteria, cioè l'incastro a tenone e mortasa, tale per cui due pezzi si incastrano siccome uno ha una cavità e il secondo una sporgenza che si inserisce perfettamente nella cavità. È anche il quarto Ramo Terrestre e indica, come momento temporale, l'alba (dalle 5 alle 7) e il secondo mese lunare. Come origine, è problematico: indica probabilmente una buca nel terreno o un anfratto in cui nascondere del cibo (oggi 窌 jiao4/liao2/liu2 e 窖 jiao4, con il radicale della caverna) o forse indica un animale o uomo tagliato in due per essere sacrificato, una pratica usata durante il Periodo Shang. Secondo invece Xu Shen, indica una porta a due battenti 門 che si apre. Questo pittogramma come chiave di lettura ritorna nel carattere 卵 luan3 per indicare le uova e simili (e.g. spermatozoi): è il disegno di due uova di insetto, raffigurate come due semicerchi l'uno di fronte all'altro e con un punto nero disegnato quasi all'interno, forse a indicare quindi due gruppi/grappoli di uova. Oggi questi due punti sono ancora visibili, ma i cluster si sono squadrati in una forma fuorviante. La chiave ritorna pure nel carattere 柳 per indicare il salice piangente, cioè il radicale dell'albero con accanto una chiave di lettura che rimanda alla falegnameria. La chiave di lettura mao3 (poi modificatosi in un'anfora contenente vino 丣 you3, variante di 酉 e indicante sempre il quarto Ramo Terrestre/alba) ritorna pure nel carattere 留 liu2 (variante arcaizzante 畱), che indica il concetto di lasciare un oggetto in un posto e di studiare all'estero: indicava il concetto di lavorare nei campi fin dall'alba e secondo Xu Shen l'atto di fermarsi/intrattenersi (止也) ed è il quarto Ramo Terrestre/alba con sotto il campo/risaia inquadrata dall'alto. Infine, si trova pure nel carattere 聊 liao2, "chiacchierare" e in origine indicante il fischio nell'orecchio (耳鸣): è un orecchio accanto alla probabile stilizzazione della porta a due battenti che si spalanca, forse cigolando. |
| 环                | huan2          | waan4                            | Indica il concetto di cerchio, anello, zona circolare (e anche quello di ambiente, "tutto lo spazio che ci circonda", 环境) e la versione tradizionale è 環, cioè il radicale della giada/sovrano con la chiave di lettura 睘 qiong2 (cioè una semplificazione di 瞏 apparso in 還): è uno spago con dei pezzi di giada guardati con attenzione da un occhio ribaltato (lo stesso Xu Shen descrive la chiave di lettura come un occhio intento a guardare, 目驚視也。从目袁聲. 袁 indica come già accennato il vestito lungo: secondo Xu Shen, 長衣皃。从衣，叀省聲 ovvero 袁，像长衣的样子。字形采用“衣”作边旁，采用有所省略的“叀”作声旁). |
| 境                | jing4          | ging2                            | Già spiegato. Anticamente la consonante non era palatalizzata. |
| 换                | huan4          | wun6                             | Indica il concetto di cambiare/scambiare e la versione tradizionale è 換: è il radicale della mano a lato con accanto la chiave di lettura 奐 huan4, che secondo Xu Shen è una semplificazione di 夐 xuan4/xiong4 (prominente; lontano; secondo Xu Shen 营求, cercare), cioè una persona in cima a un dirupo (la parte superiore del carattere assomiglia a 詹 come grafia e sarebbe 厃) con sotto il bastone nella mano destra, poi mutato in due mani 八 e infine in un fuorviante 大. 换 è dunque la mano con accanto il concetto di cercare. |
| 黄                | huang2         | wong4                            | Indica il colore giallo e la versione arcaizzante è 黃: è il ritratto frontale di un uomo simile a 大 con un medaglione rotondo di giada sulla pancia. Questo significato originale resta nel carattere 璜 huang2, in cui compare come chiave di lettura accanto al radicale della giada. Una seconda teoria vuole che sia l'origine del carattere 尪 wang1 ("storpio, zoppo"), peraltro simile in pronuncia e raffigurante un handicappato con accanto della giada. Nello Zuo Zhuan, si spiega che gli handicappati aventi una pancia molto grossa per la deformità venivano sacrificati per invocare la pioggia. Quindi 黃 sarebbe una persona con una pancia enorme per la deformità. Il rogo viene anche raffigurato nel carattere che dà origine a 难 nan2, ma non è chiaro se sia un rogo sacrificale o una condanna a morte (nelle Cinque Punizioni non è annoverato il rogo). Il carattere 黃 poi ha iniziato a indicare il colore giallo come prestito fonetico e il significato originale resterebbe in questo raro carattere. L'origine spiegata da Xu Shen, scollegata dalle prime versioni, è che sia una torcia accesa sopra un campo ed è scorretta. Oggi è annoverato tra i radicali Kangxi. "Huang2" dà pure il nome a un fiume cinese, il Fiume Giallo, chiamato così per il fango fertile ma talvolta maleodorante che vi scorreva dentro (anche il fiume Han era fangoso e infatti scorreva con lentezza ma era utile come gran parte dei fiumi navigabili per le prime civiltà fluviali. Il Fiume Giallo, in particolare, viene definito la "culla della civiltà cinese", la 摇篮 yao2lan2 della civiltà cinese). Il giallo indica pure l'erotismo e la pornografia, forse con un riferimento alla pelle nuda dei cinesi, che di base tende al giallino (in realtà, nelle zone più torride del sud, i cinesi possono essere molto abbronzati). |
| 河                | he2            | ho4                              | Indica il fiume (di dimensioni minori rispetto a 江, un grosso fiume e, in origine, il nome proprio del Chang Jiang, 长江, un enorme fiume nella Cina meridionale che sfocia nel mare e descritto da Xu Shen durante la spiegazione del carattere: 水。出蜀湔氐徼外崏山，入海 ovvero 江，南方大河。源出蜀湔氐徼外崏山，下游入海). 河 è composto dal radicale dell'acqua con accanto la chiave di lettura che indica a volte la possibilità (可能) e, in questo caso, lo stupore (forse riferito alle dimensioni grosse di un corso d'acqua, tale per cui forma un fiume). |
| 回                | hui2           | wui4                             | Già spiegato. |
| 答                | da2            | daap3                            | Già spiegato. Anticamente finiva in *-p. |
| 议                | yi4            | ji5                              | Indica il concetto di riunione e la versione tradizionale è 議: è il radicale della parola accanto alla chiave di lettura 義 yi4, oggi stilizzata come 义 (e dunque irriconoscibile) e indicante il concetto di giustizia (正义) e di significato/implicazione (意义). Nella versione tradizionale, nota una testa di capra compressa in alto 羊 e attaccata sopra la punta di un'ascia da guerra con la lama a tridente, poi stilizzatasi in 我, carattere già noto. Non è chiaro se sia una decorazione o se sia una testa decapitata e messa in cima a un'arma rituale o una maschera. In origine, secondo Xu Shen, indicava una cerimonia di soldati cinesi prima delle spedizioni e aveva una variante, 羛 (己之威儀也。从我羊。羛，《墨翟書》義从弗 ovvero 义，我军威武的出征仪式。字形采用“我、羊”会义。羛，《墨翟书》上“義”字采用“弗”作边旁) La chiave di lettura della giustizia ritorna nel carattere 儀, ovvero 仪, accanto al radicale della persona. Questo carattere indica il rito/cerimonia, il regalo e l'attrezzo: conserva dunque gran parte del significato originale. 議 invece significava in origine "discutere; suggerire", cioè la parola accanto al significato/implicazione. |
| 或                | huo4           | waak6                            | Già spiegato. Anticamente finiva in *-k. |
| 者                | zhe3           | ze2                              | Già spiegato. |
| 乎                | hu1            | fu4                              | In cinese classico indicava la domanda diretta e si usava al posto dell'attuale 吗. Si usa pure nella parola 几乎, "quasi" e 不在乎 "disinteressanti, non importarsi". Il carattere è una bocca da cui esce uno sbuffo d'aria, molto simile a 丂 e anche 于, oggi riciclato per semplificare 於 e la sua variante 扵, cioè una stilizzazione molto fuorviante del carattere 鳥 (鸟) con riferimento al suo cinguettio, quindi all'emettere suoni, quindi al suo utilizzo come particella già in cinese classico. Un'ottima spiegazione di quanto appena detto si trova nello Shuowen Jiezi e in nell'edizione commentata del periodo Qing (孝鳥也。謂其反哺也。小爾雅曰。純黑而反哺者謂之烏。象形。 [...] 孔子曰。烏、亏呼也。亏各本作盱。今正。亏、於也。象气之舒。亏呼者、謂此鳥善舒气自叫。故謂之烏。取其助气。故㠯爲烏呼。此許語也。取其字之聲可以助气。故以爲烏呼字。此發明假借之法。) Il carattere 乎 torna come chiave di lettura in 呼, di derivazione diretta e indicante il concetto di chiamare, ben disambiguato dalla bocca spalancata. Per restare invece in tema di 于, anche lui compare come chiave di lettura in 竽 yu2 (versione arcaizzante 𥫡), per indicare un antico flauto con, a detta di Xu Shen, 36 canne verticali in bambù, indicate dal radicale del bambù in alto: è in bambù e emette suoni melodiosi alla maniera degli uccellini che cinguettano. |
| 极                | ji2            | gik6                             | Indica il concetto di "estremo", si usa per formare l'avverbio usato dopo il verbo (e quindi non in posizione preverbale) 极了 e anticamente la consonante non era palatalizzata e finiva in *-k. La sua versione tradizionale è 極 ed è il radicale dell'albero per indicare il legno con accanto la chiave di lettura 亟 "in modo ansioso, urgentemente; ripetutamente": è un paio di tratti 二 con dentro una persona 人 (oggi fusa con il tratto superiore) accanto a una bocca spalancata aggiunta dopo 口 e con un bastone in mano aggiunto dopo 攴 poi ridotto alla sola mano destra: indica abbastanza bene il concetto di ripetizione, siccome 二 in tempi antichissimi non significava solo "due" ma anche "secondo, di nuovo, diverso". In 極 invece rappresenta bene, se preso come un punto spaziale, un punto in alto e sopra la testa dell'uomo. 极 indicava sia le travi trasversali che sorreggevano il tetto formando degli incroci ("crossbeam rafter"), sia la "posizione più alta", sia il "trono". La chiave di lettura viene semplificata con 及, fuorviante e già esistente come carattere a sé. |
| 季                | ji4            | gwai3                            | Indica il concetto di stagione, aveva la consonante non palatalizzata e una versione non arcaizzante ma che disambigua meglio il carattere è 𡦠: secondo Xu Shen, è composto dalla contrazione di 稚 zhi4, "immaturo" (con riferimento al grano, mentre l'uccello dalla coda corta indica solo la pronuncia; anticamente 稺 siccome accanto c'era una variante della chiave di lettura del rinoceronte) con sotto un bambino in fasce 子. Secondo Xu Shen, 季 anticamente indicava il soprannome usato per indicare una persona giovane (少偁也。从子，从稚省，稚亦聲 ovvero 季，对同辈中年纪最轻者的称呼。字形采用“子” 和省略了“隹”的“稚”会义，“稚”也作声旁). |
| 节                | jie2           | zit3                             | Indica il concetto di stagione, festività e festival e in origine il nodo, anticamente finiva in *-t e la versione tradizionale è 節: è il radicale del bambù con sotto la chiave di lettura 即 ovvero 卽 (皀 ji2, l'anfora con la bocca rotonda per il cibo +卩, l'uomo inginocchiato: è il contrario di 既 siccome l'uomo ha appena finito di mangiare). Dunque è il bambù con sotto una persona che sta iniziando a mangiare, che poi ha iniziato a significare "avvicinarsi". 節 è dunque il bambù con sotto la persona che sta per mangiare forse per indicare la sola pronuncia. Il bambù invece indica forse un legame di fibre di bambù, come spiega Xu Shen: 竹約也 ovvero 节，竹结。Oggi in basso si trova semplicemente l'uomo inginocchiato ritratto di profilo. |
| 记                | ji4            | gei3                             | Già spiegato. La sua versione tradizionale è 記. Anticamente la consonante non era palatalizzata. |
| 检                | jian3          | gim2                             | Indica il concetto di controllare/esaminare, la sua versione tradizionale è 檢, anticamente non aveva la consonante palatalizzata, finiva in *-m e aveva una variante antica 籤 (si vede il radicale Kangxi del porro/scalogno dalle foglie lanceolate/orientate verso l'alto che cresce dal terreno e inquadrato frontalmente 韭 jiu3, anticamente non palatalizzato, con accanto un'arma in piedi, anticamente un attrezzo agricolo con due persone a lato e oggi in alto 从 che lo tengono 㦰 jian1). In origine 檢 indicava le targhette di legno sulle tavole degli scaffali su cui si riponevano i libri antichi per rintracciarli meglio. È composto dal radicale dell'albero accanto la contrazione di 签 qian1, spiegato meglio più avanti e avente il radicale del bambù siccome indicava una targhetta in bambù con delle scritte usata nelle divinazioni. In basso ha la chiave di lettura 僉, che significa "insieme, all'unanimità": è 亼 ji2 (入 + 一: radunarsi; variante di 集 ji2) con sotto due bocche spalancate che emettono suoni insieme 吅 e sotto due persone messe insieme simili a 从. Oggi la chiave di lettura viene semplificata come 佥, poco riconoscibile e in parte fuorviante. La chiave di lettura compare pure in 签 qian1, che indica oggi il concetto di firmare e avente in cima il radicale del bambù, siccome indicava una targhetta di bambù. Nell'atto di firmare, il bambù può riferirsi all'atto di firmare su un antico documento scritto sui listelli di bambù. La chiave compare forse per indicare la sola pronuncia pure in 验 yan4, che indica oggi l'esperienza e ha a lato il radicale del cavallo. Secondo Xu Shen, anticamente indicava il nome di un cavallo. La chiave compare pure in 险 xian3, che indica il rischio e il pericolo: è una collina con accanto un gruppo di persone. Secondo Xu Shen indicava il concetto di ostacolare, bloccare: dunque la collina sarebbe un punto difficile da attraversare da parte di un gruppo di persone qualunque, di eserciti ecc. La chiave compare pure in 剑 jian4 (versione originale 鐱; variante arcaica 劎), che indica la spada (e, in giapponese, la kataka e il kendo 剑道, la Via della Spada, l'Arte della Spada) siccome ha il radicale del coltello a lato con accanto un gruppo di persone, forse un esercito. Infine, la chiave compare per la sola pronuncia pure in 脸 lian3, che indica la faccia (sia in senso concreto che astratto. 面 invece è oggi solo astratto, tranne in 面具, la maschera) se messo in coppia con il radicale della carne. In origine indicava le guance. 具 ju4 indica un oggetto (e.g. 玩具 giocattolo, 餐具 posate, 面具 maschera...) o un mobile e il concetto di possedere (具备) ed è il disegno di un tripode contenente cibo senza più le gambe (da 鼎 si estrae il corpo del tripode 目) tenuto da due mani in basso, 八. In alternativa, è una conchiglia aperta 貝 di cui restano solo le striature e non più la parte in basso, che indica che è aperta. Anticamente il carattere non subiva una palatalizzazione. Questo carattere si usa come chiave di lettura in 俱 ju4 per indicare il club, 俱乐部 ju4le4bu4: è una persona accanto al tripode o conchiglia retto da due mani. Significava "tutti insieme; accompagnare" ed è il radicale della persona e, se si ipotizza un clima di insieme e convivialità, un tripode con il cibo in mano (si pensi alla versione tradizionale del carattere 乡). |
| 查                | cha2           | caa4                             | Indica il concetto di controllare e la versione arcaizzante è 査. Nella versione odierna è un albero 木 in cima alla chiave di lettura 且 qie3 forse per la sola pronuncia, oggi stilizzata con un fuorviante 旦. In origine indicava la zattera in legno. Il significato originale resta nel carattere 槎 cha2, avente il radicale del legno. In alternativa, si indica con 木筏 mu4fa2: 筏 ha il radicale del bambù per indicare le canne in bambù rilegate (le canne secche e vuote galleggiano perfettamente sulla superficie dell'acqua) con la chiave di lettura 伐 fa2, il radicale dell'uomo con accanto un'arma in piedi e il tratto orizzontale che in origine fondeva la testa dell'uomo con l'arma: significava "decapitare", poi ha iniziato a significare "danneggiare, tagliare, cadere, sconfiggere, criticare", il che rende l'idea dei pezzi di legno e canne tagliate. |
| 简                | jian3          | gaan2                            | Indica il concetto di semplice (sia nel senso di non difficile, sia nel senso originario di scarno e spoglio), anticamente non aveva la consonante palatalizzata e la versione tradizionale è 簡 con variante rara 𥳑: è il radicale del bambù con sotto il concetto di spazio (il sole o luna in mezzo alla porta a due battenti), che rende anche parte della pronuncia. In origine indicava i listelli di bambù, che costituivano il supporto e spazio su cui scrivere lettere e simili in passato (anche 等 li indicava, come anche parole come 竹片). |
| 健                | jian4          | gin6                             | Indica il concetto di salute, anticamente aveva la consonante non palatalizzata e compare pure nel nome del primo Premio Nobel per la Letteratura cinese (oggi naturalizzato francese perché fuggito dalla Repubblica Popolare Cinese), 高行健 Gao Xingjian. È composto dal radicale della persona con accanto la chiave di lettura 建 jian4 (versione originale 䢖), che invece indica l'edificio (建筑) e anticamente non aveva la consonante palatalizzata. La chiave di lettura è composta dalla mano che stringe un pennello 聿 con il radicale della corda sinuosa/della curvatura 乃 (in origine, quello del cammino 辵). In origine secondo Xu Shen significava le regole stabilite per la corte, 立朝律也 ovvero 建，定立朝庭法律: sono dunque un modo di atteggiarsi, un'impalcatura di regole messa per iscritto. L'edificio/ciò che è stabilito e ha un frame (regole incluse) accanto all'uomo fanno la salute 健 e, in origine, la forza e resistenza fisica. Lo stesso carattere dell'edificio/regole stabilite compare in 键 jian4 (versione tradizionale 鍵): indicava la chiave di metallo, indicata dal radicale del metallo e forse un qualche riferimento alla serratura (qualcosa che tiene ben chiusa e ferma una porta o il frame della serratura). Indica anche i legami in chimica e le chiavi virtuali (e.g. le key per l'accesso in informatica). |
| 康                | kang1          | hong1                            | Già spiegato. |
| 讲                | jiang3         | gong2                            | Indica il concetto di parlare (nella parlata colloquiale meridionale si usa più spesso di 说, e.g. 讲话 invece di 说话) e in passato non aveva la consonante palatalizzata. La versione tradizionale è 講, ovvero il radicale della parola con la chiave di lettura 冓 gou4 (la paglia ammassata e/o assi disposte intrecciate), da cui si nota ancora di più come in passato la consonante fosse velare. Dunque si mostra come le persone siano collegate dalle parole mentre si parla e discute. Questa parola compare nel dialetto cantonese, Hakka, Min e Wu. La chiave di lettura oggi è semplificata con un fuorviante 井 jing3, che oggi indica un pozzo o cavità ed è il disegno di una cavità da cui si estraevano i minerali o un pozzo. In alcune varianti semi-arcaiche era presente una pietra o minerale in fondo al pozzo/cavità, 丼. Compare come chiave di lettura in 进 jin4, "avanzare; entrare" (ma non indica le vicinanze, 近 jin4). La sua versione tradizionale è 進, cioè il radicale del piede 止 in basso (oggi quello del cammino) con un uccello dalla coda corta che vola. La semplificazione dà l'idea di entrare in una cavità, ma non è il carattere originale. |
| 脚                | jiao3          | goek3                            | Indica il piede (足, che include anche la gamba e il ginocchio o, secondo Xu Shen, 止 con sopra 口 forse per indicare una zona recintata o, meno probabilmente, una bocca spalancata sorridente; oggi non si usa più con questo significato), anticamente non aveva la consonante palatalizzata e finiva in *-k, ha la variante rara 踋 e la versione tradizionale 腳: è il radicale della carne con accanto la chiave di lettura in grafia moderna 却 que4, che oggi si usa per dire "però, tuttavia" (却是) ma non come congiunzione, bensì come avverbio (e quindi va sempre in posizione preverbale). Nella versione tradizionale la chiave di lettura è ancora in parte fuorviante ed è 卻, ovvero il radicale Kangxi della valle 谷 gu3 (oggi 去), che sostituisce l'acqua 仌 che fluisce verso un buco (jue2 𧮫), e una persona inginocchiata ritratta di profilo: significava "ritirarsi" (推却 tui1que4, "declinare"; 却步 que4bu4, "fare un passo indietro") e oggi significa "ma". 脚 dunque è la carne con accanto l'atto di ritirarsi. Indica anche i piedi in senso figurato, e.g. "i piedi della montagna" 山脚 shan1jiao3 o i piedi/sostegni di un oggetto e anche le zampette degli animali, e.g. 狗脚 gou3jiao3 le zampe del cane, a volte indicabili pure con 足 e simili. Anticamente non aveva la consonante palatalizzata. Un terzo carattere che indica il piede è 止, ma raffigura il dorso inquadrato dall'alto con le dita, il che lo rende diverso da 足, creando anche della confusione iniziale ben tre caratteri che raffigurano la stessa cosa. Unendo gli ultimi due caratteri si ottiene 趾 zhi3, le dita dei piedi. Il palmo delle mani e la pianta dei piedi è un carattere molto intuitivo, 掌 zhang3, siccome ha il basso il radicale della mano spalancata e in cima la chiave di lettura 尚 shang4 che indica il concetto di riverire/ossequiare e adorare/venerare/idolatrare, che forse ha un qualche collegamento con il concetto di palmo della mano (si pensi al carattere 拜 bai4, che oggi indica l'arrivederci e in passato una qualche forma di riverenza, adorazione e venerazione. Si trova infatti nella parola 礼拜 li3bai4, la settimana). La caviglia è già stata illustrata, 踝 huai2 (assomiglia alla pronuncia arcaica dell'albero da frutta, simile a "gua"), come anche il calcagno/tallone 跟 gen1, che indica in origine il concetto di seguire, e dunque stare alle calcagna di qualcuno. Per rimanere invece in tema di valli, 谷 (versione arcaica 𠔌, il radicale che raffigura i flutti d'acqua che si indirizzano verso la bocca di una valle, ma sono flutti stilizzati come e non come in 𧮫) compare pure nel sinogramma che indica il desiderio (anche sessuale), yu4 欲, affiancata dalla persona che sbuffa: è lo sbuffo accanto a una valle in scorre l'acqua impetuosa o un qualcosa di difficile da riempire completamente o una direzione imposta dal desiderio. |
| 角                | jiao3, jue2    | gok3                             | Indica il concetto di angolo e, più antico, quello di corno. È il pittogramma di un corno ritto e inquadrato frontalmente, con striature e la punta particolarmente aguzza, oggi stilizzatasi in cima. Anticamente non aveva la consonante palatalizzata e finiva in *-k. |
| 接                | jie1           | zip3                             | Indica il concetto di accompagnare e di collegare e anticamente finiva in *-p. È il radicale della mano a lato con accanto la chiave di lettura 妾 qie4, cioè un coltello per marchiare i criminali (立, falso amico ma simile a 辛) sopra la testa di una donna inginocchiata (una variante che indica molto bene il coltello ma disposto a fianco è 㛙). Anticamente questa chiave di lettura indicava la schiava, già marchiata dal coltello perché catturata o perché si è macchiata di crimini. Si nota la somiglianza dell'ideogramma con quello dello schiavo giovane accecato 童: si può quindi tracciare il parallelismo 童-妾, schiavetto-schiavetta. Poi ha iniziato a indicare la concubina ed è anche diventato il pronome di prima persona indicato dalle donne per schermirsi. Dunque l'accompagnamento era rappresentato con la mano di una schiava o concubina intenta a guidare qualcuno. |
| 街                | jie1           | gaai1                            | Indica il concetto di strada ampia e anticamente non aveva la consonante palatalizzata. È formato dal radicale dell'incrocio inquadrato dall'alto con in mezzo la chiave di lettura 圭 gui1, cioè due cumuli di terra l'uno sull'altro o, secondo un'altra interpretazione, due tavole di giada l'una impilata sull'altra. Questa seconda interpretazione spiega il significato originale, "tavoletta di giada appuntita in basso e rotonda in alto" e disponibili in più versioni, di 5, 7 o 9 pollici cinesi (da come la descrive Xu Shen) e spiega pure il significato di 珪 gui1, un'antica tavoletta di giada usata dagli ufficiali quando si rivolgevano all'Imperatore che forse conteneva il loro nome (ha il radicale dei pezzi di giada rilegati). In più 圭 indicava anche una meridiana. La pronuncia gui1 rimarca che la consonante in jie1 non era palatalizzata. Pertanto, il carattere è un incrocio inquadrato dall'alto con in mezzo quelli che sembrano due cumuli di terra o un riferimento al fatto che la strada è liscia se si collega alle due tavolette. La chiave di lettura della tavoletta di giada ritorna nel carattere 佳 accanto al radicale della persona per indicare il concetto di "bello, buono", con un riferimento alla giada ben lavorata per ottenere la tavoletta. |
| 结                | jie2           | git3                             | Indica il concetto di legame (anche astratto, e.g. matrimoniale in 结婚, antonimo di 离婚) anticamente non aveva la consonante palatalizzata e finiva in *-t. È composto dal radicale del pendaglio di bozzoli di baco da seta con accanto la chiave di lettura 吉 jie2, che rappresenta un'ascia (oggi indica l'intellettuale e il guerriero) sopra una bocca spalancata o un contenitore per l'arma e che indica nel complesso il buon auspicio. Indica dunque il legame con un riferimento alla seta legata per bene o a legami di buon auspicio e vantaggiosi, come quelli dei matrimoni combinati (si pensi a ricche famiglie che si sposano). La chiave di lettura torna nel carattere 桔 ju2/jie2 per indicare il mandarino (sia come frutto che come albero) come grafia alternativa a 橘. In origine indicava la 桔梗 jie2geng3, la campanula cinese o Platycodon, usata nella medicina tradizionale cinese insieme all'artemisia e altre piante ancora per fabbricare polveri e decotti. È il radicale dell'albero con accanto un'ascia e un contenitore, forse a indicare il fiore tagliato per essere usato, come in 艾, e/o per indicare il concetto di auspicio siccome la campanula cinese serviva a fermare la tosse. Il secondo carattere, 橘, era quello che in origine indicava nello specifico il mandarino e oggi intercambiabile. Accanto al radicale dell'albero si trova la chiave di lettura 矞 yu4 (< *-t), che secondo Xu Shen indicava l'atto di penetrare/perforare con un punteruolo o simili (矞，以锥所穿也。从矛，冏声 < 㕯) o le nuvole colorate (云的色彩), segno di buon auspicio (si può tracciare un qualche collegamento con 氛). |
| 婚                | hun1           | fan1                             | Indica il matrimonio ed è il radicale della donna inginocchiata con accanto la chiave di lettura 昏 hun1, che da sola indica il concetto di svenire. Ma non c'entra con gli svenimenti sporadici nei matrimoni: come indica il componente in cima, è un riferimento all'ingresso di una donna in un clan e/o ai legami tra clan creati attraverso il matrimonio (i passato combinato, oggi illegale secondo la Costituzione della RPC) e all'aggiunta di membri al clan con la procreazione, che in passato avveniva spesso in giovane età. |
| 束                | shu4           | cuk1                             | Già spiegato. Anticamente finiva in *-k. |
| 目                | mu4            | muk6                             | Già spiegato. Anticamente finiva in *-k. L'occhio si trova come chiave di lettura per il significato accanto al radicale dell'acqua nel carattere 泪 lei4, che indica le lacrime, cioè "l'acqua che esce dall'occhio". |
| 解                | jie3           | gaai2                            | Indica il concetto di sciogliere, sviscerare (un topic) e risolvere (problemi) e anticamente non aveva la consonante palatalizzata. È composto dalla chiave di lettura 角 che indica vagamente la pronuncia e rappresenta il corno, con accanto un coltello 刀 intento a tagliare una testa di bue 牛. In origine dunque indicava la dissezione o simili. Tutto il carattere appare come chiave di lettura in 蟹 (versione originale 蠏), il granchio, con sotto la chiave di lettura dell'insetto. La dissezione indica l'atto di tirare il carapace per mangiare la carne del granchio e crostacei simili. |
| 决                | jue2           | kyut3                            | Indica il concetto di decidere e determinazione, anticamente non aveva la consonante palatalizzata e finiva in *-t. La versione tradizionale è 決, cioè il radicale dell'acqua (oggi ghiaccio) con accanto guai4, la chiave di lettura dell'arco in mano (la variante arcaizzante 𣲺 è più chiara), che indica che la consonante in passato non era palatalizzata e che oggi si usa per indicare i pezzi, scaglie e frammenti (in passato, la risolutezza). Secondo Xu Shen, significava 决堤, mettere una diga durante i periodi alluvionali per bloccare o fare fluire altrove le acque (行流也。从水从夬。廬江有決水，出於大別山 ovvero 决，在洪汛期打开水坝，让洪水畅通。字形采用“水、夬”会义。庐江有決水河，源出于大別山), il che spiega il radicale dell'acqua e la risolutezza/frammento (cioè modificare la realtà in un momento decisivo per impattare sul corso di un fiume o simili e la diga stessa). Xu Shen si ferma poi a descrivere il Fiume Lu, che sorge da una grande montagna e aveva delle dighe. Lujiang è il nome di una contea cinese nello Anhui. Lu2 (廬, 广 + 盧) indica dei cottage rudimentali, come già il radicale suggerisce e/o secondo Xu Shen indica le residenze estive e primaverili (寄也。秋冬去，春夏居) verso cui si va a risiedere, allontanandosi da casa (寄, che Xu Shen spiega come 託也). |
| 借                | jie4           | ze3                              | Indica il concetto di prestare ed è il radicale della persona con accanto la chiave di lettura dell'inondazione come evento del passato narrato 昔. La chiave di lettura ritorna nel carattere 惜 accanto al cuore a lato per indicare il concetto di dispiacere. La chiave si trova pure nel carattere la4 腊. Infine, compare pure in un'ulteriore chiave di lettura, 耤 ji2, che indica il concetto di arare (infatti si trova accanto a lei3, il carattere che indica l'aratro/erpice e oggi pure il rastrello). Questa chiave, con l'aggiunta del bambù in alto, ottenendo 籍 ji2: oggi indica la nazionalità 国籍 guo2ji2 e anticamente indicava il registro in bambù rilegato che conteneva i dati dei censimenti (grossomodo simile all'attuale registro anagrafico). |
| 理                | li3            | lei5                             | Indica il concetto di razionalità/ragione ed è composto dal radicale dei pezzi di giada/sovrano con accanto la chiave di lettura del villaggio/interno (un campo/risaia con sotto un cumulo di terra, ovvero il luogo in cui si risiede e lavora). Secondo Xu Shen indicava l'atto di lavorare la giada (治玉也 ovvero 理，加工玉石). Da questo senso basilare di ordine, deriva quello di ordine e razionalità. |
| 久                | jiu3           | gau2                             | Indica oggi il concetto di un lungo lasso temporale come prestito fonetico e anticamente non solo non aveva la consonante palatalizzata, ma indicava la moxibustione, una terapia di medicina tradizionale cinese simile all'agopuntura in cui dei piccoli coni contenenti artemisia vengono poggiati sul corpo e accesi in modo tale da riscaldare delle zone precise del corpo. In alternativa, si accende un sigaro pieno di moxa (ottenuta dall'artemisia) senza generare la fiamma e si appoggia direttamente sulla pelle del paziente. è una persona ritratta di lato con un bastoncino di moxa messo sulla schiena, disegnato in basso a destra. Il significato originale resta nel carattere 灸 jiu4, che in basso mostra un raro caso di radicale del fuoco non stilizzato come quattro fiammelle. |
| 旧                | jiu4           | gau6                             | Già spiegato. La sua versione tradizionale è 舊, il pittogramma di un gufo. Anticamente non aveva la consonante palatalizzata. |
| 句                | ju4, gou1      | geoi3                            | Già spiegato. Anticamente non aveva la consonante palatalizzata. |
| 定                | ding4          | ding6                            | Indica il concetto di certezza e di stabilire/fissare ed è formato dal radicale del tetto con sotto, in origine, il carattere 正. Per rimanere in tema di 正, esso ritorna come chiave di lettura in 证 zheng4, che indica la certificazione, la garanzia e la testimonianza (e.g. 保证 bao3zheng4, garantire): è il radicale della parola con accanto questa chiave di lettura. Quanto al carattere 保 bao3, è piuttosto diffuso in cinese e indica la protezione, cioè una persona accanto alla chiave di lettura 呆 dai1, cioè una persona disegnata con la testa enorme (oggi l'aspetto della chiave è fuorviante) e che indicava il concetto di aspettare (si usa ancora oggi nell'espressione colloquiale "ci vediamo dopo" 待会儿见, che si può scrivere con 呆). Oggi in più, proprio a causa della sua origine grafica, indica il concetto di "testone, stupido" in 阿呆 a1dai3. Tutto il carattere della protezione ritorna come chiave di lettura in 煲, con un raro caso di radicale del fuoco in basso che non è stato stilizzato come quattro fiammelle. Il carattere indica il bollitore. Quanto alla parola "proteggere", 保护 bao3hu4, essa contiene un altro carattere diffuso, 护 hu4, cioè la mano a lato con la chiave di lettura della porta a un battente. La porta ritorna, come già accennato, nel carattere 沪 Hu4 per indicare l'omonimo fiume (radicale dell'acqua) a Shanghai e il secondo nome del dialetto shanghainese, che ha le iniziali molto conservative e vicine al Primo Cinese Medio: 沪语 Hu4yu3. L'ultimo carattere diffuso in cui compare come chiave è 妒 du4, che indica la gelosia: è una donna inginocchiata accanto alla porta a un battente. |
| 渴                | ke3            | hot3                             | Già spiegato. Anticamente finiva in *-t. La chiave di lettura ritorna nel carattere 喝 he1, già spiegato e indicante il concetto di bere. Un terzo carattere in cui compare è 蝎 xie1 accanto al radicale dell'insetto per indicare lo scorpione (蝎子). |
| 刻                | ke4            | hak1                             | Indica il concetto di incidere e oggi quello di quarto d'ora ed è composto dalla chiave di lettura del maiale con accanto il radicale del coltello. Probabilmente non indica un maiale macellato, ma indica l'abitudine del maiale di scavare per terra con il grugno, tale per cui si fa un parallelismo tra il maiale che scava il terreno e il coltello che indice una superficie (e.g. legna e giada). Anticamente finiva in *-k. |
| 空                | kong1          | hung1                            | Indica il concetto di vuoto e, più avanti, di cielo/spazio ed è formato dal radicale della caverna con sotto la squadra da carpentiere come chiave di lettura. In origine secondo Xu Shen indicava una grotta o simili (竅也 ovvero 空，孔穴) e il componente in basso si lega bene all'interpretazione alternativa dell'oggetto per pestare o arare il terreno (e non di squadra per tirare le righe). |
| 调                | diao4, tiao4   | diu6                             | Indica il concetto di disporre/arrangiare e controllare e la versione tradizionale è 調: è il radicale della parola con accanto la chiave di lettura 周 zhou1, che indica sia la circonferenza, sia la settimana, sia il nome di un'antica dinastia cinese che fu l'ultima a praticare le divinazioni con le ossa oracolari, la Dinastia Zhou (周朝). A partire forse dalla Dinastia Tang (Rinascimento Cinese), le prime ossa oracolari vennero disseppellite per puro caso dai contadini, ma questi ultimi non sapevano né cosa fossero, né come mai fossero screpolate e bruciate in alcuni punti, né cosa fossero i segnetti incisi sopra, ragion per cui le reinterravano. In seguito, i gusci di tartaruga vennero disseppelliti e polverizzati per creare delle medicine secondo le ricette della medicina tradizionale cinese. Solo nel 1899 i segnetti sono stati identificati come le primissime versioni note dei primi ideogrammi, prestiti fonetici e pittogrammi da uno studioso del tardo periodo imperiale, Wang Yirong. |
| 口                | kou3           | hau2                             | Già spiegato. |
| 哭                | ku1            | huk1                             | Indica il concetto di piangere ed è un paio di bocche spalancate 吅 con sotto un cane, forse intento a ululare. Anticamente finiva in *-k 吅 . 器 |
| 裤                | ku4            | fu3                              | Indica i pantaloni e la versione tradizionale è 褲. 袴 库 夸 跨 |
| 筷                | kuai4          | faai3                            | Già spiegato. |
| 蓝                | lan2           | laam4                            | Già spiegato. La sua versione tradizionale è 藍 e anticamente finiva in *-m. |
| 离                | li2            | lei4                             | Già spiegato. La sua variante tradizionale è 離. Il carattere indica non solo la lontananza, ma pure la distanza in 距离 ju4li2. Il secondo carattere è interessante per la sua chiave di lettura (e in passato non aveva la consonante palatalizzata): 距 li2 è composto dal radicale del piede con accanto la chiave di lettura 巨 ju1, che sarebbe una squadra da carpentiere in una mano e, come prestito fonetico, indica il concetto di "gigante". La chiave torna nell'ideogramma 炬 che indica la torcia (火炬). 渠 (渠道) 梁 (桥梁) |
| 礼                | li3            | lai5                             | Indica il concetto di rituale e la versione tradizionale è 禮: è il radicale dell'altare sacrificale a tre gambe con accanto la chiave di lettura 豊, cioè due pendagli con la giada sopra un tamburo rituale oggi stilizzato, per indicare nel complesso l'allestimento per un rituale. Oggi i pendagli di giada e il tamburo sono stilizzate con un gancio che li rende irriconoscibili. Il carattere oggi indica anche i regali, come se il regalo fosse simile a un antico omaggio rituale. La chiave di lettura non va confusa con 豐, un vaso sacrificale oggi stilizzato in modo simile alla coppia/calice in legno con dentro due fiori o due spighe 丰 (oggi si semplifica proprio così e indica la ricchezza e abbondanza, 丰富). |
| 历                | li4            | lik6                             | È la fusione di due caratteri tradizionali con due diversi significati: 歴 (fare esperienza di...) e 曆 (calendario) aventi la stessa chiave di lettura, 厤 (< *-k). Anticamente finivano in *-k. |
| 史                | shi3           | si2                              | Già spiegato. |
| 脸                | lian3          | lim5                             | Già spiegato. La sua versione tradizionale è 臉. Anticamente finiva con la codina nasale *-m. |
| 辆                | liang4         | loeng2                           | Già spiegato. La sua versione tradizionale è 輛. |
| 聊                | liao2          | liu4                             | Già spiegato. |
| 邻                | lin2           | leon4                            | Indica il vicinato/vicino e la versione tradizionale è 隣: è composto dal radicale della collina con accanto la chiave di lettura 粦. |
| 居                | ju1            | geoi1                            | Indica il concetto di residenza e la sua versione originale è 凥: è il radicale di una persona piegata con sotto la chiave di lettura di un tavolino, poi sostituita da 古 gu3, che indica peraltro come la consonante non fosse palatalizzata (ma anche nel tavolino non era palatalizzata). Tutto il carattere compare come chiave di lettura in 剧 ju4, che indica l'opera teatrale (e.g. l'Opera di Pechino 京剧 o l'Opera Cantonese 粤剧...). La chiave ricompare pure in 据. Infine, la chiave si trova pure nel carattere 锯 ju4, che indica la sega/seghetto. |
| 留                | liu2           | lau4                             | Già spiegato. |
| 楼                | lou2           | lau4                             | Indica il concetto di piano di edificio (assomiglia a 层) e la versione tradizionale è 樓; è il radicale dell'albero con accanto la chiave di lettura 婁 lou2 [母 + 中 + 女], semplificata in 娄, fuorviante. La chiave di lettura, apparentemente complessa, è semplice se si spezza: è, come già indicato, la fusione a partire dall'alto di 母 + 中 + 女: significava "indossare" (sembra di notare una madre o una donna che veste un'alta donna o la figlia inginocchiata). Un'altra interpretazione vuole che sia 毋, una negazione con sotto 中 per indicare 中年 e sotto una donna adulta inginocchiata 女 per indicare come le donne di mezza età e che hanno subito la menopausa non possano più fare figli. Il concetto è vagamente cambiato con la semplificazione in 米, cioè la piccolezza indicata con i chicchi di riso, con sotto 女 per indicare che le piccole donne (cioè le donne giovani all'incirca in età pre-puberale) non possono restare incinte e partorire figli. Xu Shen invece spiega che significava "vuoto" e trascrive una variante arcaica 𡜰, a cui si aggiungono 𡝨 e 𡡋 e 𡇔 (㚣 > 姣 jiao1 indica la bellezza fisica). I primi due caratteri permettono di risalire alle versioni più antiche nei vasi in bronzo: la parte in basso è corretta, ma nella parte in alto compaiono due mani che reggono un oggetto non chiaro (se si prendono i significati di "vestire" e "vuoto", forse è un vestito), cioè una forma a goccia con dentro due striature 仌 o con una sola striatura e un punto in basso (esistono poi altre variazioni, in cui gli oggetti diventano due in cima). In alcuni caratteri compare come le due mani che reggono un oggetto a Y rivolto verso il basso, forse per indicare quello per picchiare il grano. Ma il disegno originale è 𦥔 in 𡝨 e, se non sono le mani che reggono un oggetto, sono una versione arcaica di 申 shen1 (un fulmine sinuoso in cielo, poi differenziatosi con 電, 电; visibile in 神 shen2, "divinità", accanto a un altare sacrificale a tre gambe). La chiave di lettura quindi è molto complessa e va afferrata osservando bene le prime versioni. Forse come prestito fonetico 婁 è Lou2, una delle ventotto costellazioni zodiacali cinesi (non c'entrano con gli animali dello zodiaco cinese, con cui si scansionano gli anni, es. scimmia, maiale, gallo, pecora, cane, coniglio, serpente marino, drago... a cui si lega la leggenda di una sorta di gara di corsa tra loro e un insieme di caratteristiche spirituali attribuite al nascituro). Le Costellazioni Zodiacali possono avere un'utilità per ricordarsi e classificare le chiavi di lettura e/o alcuni caratteri arcaici insieme ai Tronchi Celesti e ai Rami Terrestri. Le Costellazioni Zodiacali a loro volta erano classificate in quattro gruppi, siccome gli astronomi cinesi avevano diviso tutta la cupola celeste in quattro regioni: la regione del Drago Azzurro (青龙, est/primavera), della Tartaruga Nera (玄武, nord/inverno), della Tigre Bianca (白虎, ovest/autunno) e dell'Uccello Vermiglio (朱雀, sud/estate). Nel carattere che indica il piano però sarebbe una contrazione di 屢 lv3 (oggi 屡), che significa "ripetutamente", in cui sembra di vedere un uomo seduto con sotto una donna con sotto un'altra donna inginocchiata (in più, a livello solo grafico, sembra che la persona seduta appoggi le posterga sulla mamma o donna). Dunque il piano è il radicale dell'albero, per indicare il legno per costruire gli edifici o un albero alto o qualcosa di simile, con accanto la contrazione di "ripetutamente". La stessa chiave di lettura (vestire, ripetutamente, vuoto) si ritrova pure nel carattere 数 shu4, che indica i numeri e l'atto di contare (in origine, pianificare) e accanto ha il bastone in mano. La chiave forse si riferisce alla calma mentale necessaria per fare pianificazioni buone e complesse. |
| 绿                | lv4            | luk6                             | Già spiegato. La sua versione tradizionale è 綠. Anticamente finiva in *-k. |
| 马                | ma3            | maa5                             | Già spiegato. La sua versione tradizionale è 馬. |
| 满                | man3           | mun5                             | Indica il concetto di pienezza e soddisfazione/compiacimento e, come prestito, la Manciuria. La versione tradizionale è 滿: è il radicale dell'acqua accanto a 㒼 man2 (non è 两), "uguale", cioè la corda a U capovolta e con due legami (la "fine") con sotto due anfore uguali l'una accanto all'altra. Il carattere sembra dunque richiamare delle anfore piene di liquido. |
| 帽                | mao4           | mou2                             | Già spiegato. |
| 米                | mi3            | mai5                             | Già spiegato. |
| 拿                | na2            | naa4                             | Indica il concetto di afferrare (ma non di sollevare) ed è composto da 合, "congiungere" (il contenitore con il coperchio aperto, oggi 盒 come già accennato), con sotto il radicale della mano. Ma la versione originale aveva la schiava tenuta con una mano destra con sotto il radicale della mano: 拏. Entrambe le versioni indicano bene il concetto di afferrare. |
| 南                | nan2           | naam4                            | Indica la facciata di una casa e anticamente finiva in *-m. Il pittogramma poi ha iniziato a indicare il sud perché parte dei cinesi antichi aveva l'abitudine di costruire le case rivolte verso sud, probabilmente per fargli arrivare più sole. A questo si aggiunge che il retro (e non la parte anteriore) del corpo, cioè la schiena, 北, ha iniziato a significare "nord" (oggi poi la schiena si scrive 背). Quindi, qualcosa che sta davanti è il sud, qualcosa che sta dietro è il nord. Il carattere si ritrova pure nel vocabolo che indica la bussola e la guida/handout, 指南针 e 指南 ("indicare il sud", generalizzabile in "indicare la direzione"). |
| 难                | nan2           | naan4                            | Già spiegato. La sua versione tradizionale è 難. |
| 级                | ji2            | kap1                             | Indica il concetto di livello e grado e la sua versione tradizionale è 級 (versione originale 𨸚): è il radicale della seta (nelle ossa oracolari, quello della collina) con accanto la mano che tiene la mano di un'altra persona. Secondo Xu Shen, indicava gli strati dei prodotti in seta (絲次弟也 ovvero 级，丝品的等第), ma la sua interpretazione è svincolata dalla versione nelle ossa oracolari. Anticamente non aveva la consonante palatalizzata e finiva in *-p. |
| 轻                | qing1          | hing1                            | Indica il concetto di leggerezza e la versione tradizionale è 輕: è il radicale del carro con accanto la chiave di lettura del telaio con i fili tesi in alto (non sono intrecciati come in 爾). |
| 鸟                | niao3          | niu5                             | Già spiegato. La sua versione tradizionale è 鳥 e disambigua che, almeno come resa grafica, è un uccello dalla coda lunga (e non corta come in 隹). Il radicale dell'uccello con la coda lunga si ritrova nel carattere che indica l'isola, 岛 dao3, cioè un uccello sopra una montagna. Il nome bisillabico è 岛屿 dao3yu2: nel secondo carattere si nota il radicale della montagna (per indicare un grande rilievo geografico) con la chiave di lettura 与 (與, già spiegato: sono le due coppie di mani che si passano, secondo Xu Shen, un cucchiaio. Se non è un cucchiaio, è un oggetto comunque ricurvo), che indica la congiunzione coordinante "e" nel lessico formale, alternativa a 和, 跟 (perlopiù colloquiali) e 同 (dialettale) e 及 (formale e abbastanza raro). La congiunzione coordinante/atto di dare accanto alla montagna si può interpretare come il fatto che l'isola è un lembo di terra offerta ai navigatori o coloni dal mare. |
| 努                | nu3            | nou5                             | Indicai il concetto di sforzo ed è formato dalla chiave di lettura 奴 nu4, che il indica lo schiavo (è una donna inginocchiata accanto a una mano; la composizione assomiglia a 报) |
| 力                | lii4           | lik6                             | Già spiegato. Anticamente finiva in *-k. |
| 爬                | pa2            | paa4                             | Indica il concetto di scalare e arrampicarsi ed è formato dal radicale dell'artiglio 爪 (in dei casi è un falso amico) con accanto la chiave di lettura del serpente (il carattere, molto alla lontana, assomiglia a 把), che tra i suoi significati ha anche quello raro di "attaccarsi a...". Quanto al radicale dell'artiglio, si usa come chiave di lettura nel carattere 抓 zhua1, che significa afferrare (anche cose astratte, come le occasioni), con accanto il radicale della mano. |
| 山                | shan1          | saan1                            | Già spiegato. |
| 盘                | pan2           | pun4                             | Indica il piatto (o un oggetto piatto, come la tastiera di pc e pianoforte e simili 键盘 jian4pan2e il cd-rom 光盘 guang1pan2) e la versione tradizionale è 盤: è la chiave di lettura 般 con sotto il radicale del vaso/coppa di legno 皿 min3 < ming3 (quindi, come composizione, il carattere era allineato a 搬). |
| 胖                | pang4          | bun6                             | Già spiegato. |
| 啤                | pi2            | be1                              | Indica oggi la birra ed è il radicale della bocca con accanto la chiave di lettura 卑 bei1, che indica l'inferiorità. È l'ideogramma di un ventaglio tenuto in una mano in basso. Quanto alla birra, la bocca indica che è una bevanda e contemporaneamente che il carattere traslittera una parola straniera (per la precisione, il carattere è stato coniato a inizio Novecento). La chiave di lettura apparentemente indica la pronuncia, a meno che abbia un qualche legame con la composizione della birra (per esempio, alla sua quantità di alcol inferiore al vino puro). Il ventaglio in mano al servo o paggio (cioè l'inferiorità) compare come chiave di lettura pure in 牌 pai2, una targa in legno come già indica il radicale dell'albero tagliato a metà (la chiave di lettura forse indica un oggetto sottile se non si limita a indicare la pronuncia). Oggi indica i cartelli, per esempio quelli nelle fermate degli autobus, e le targhette e etichette, per esempio quelle dei vestiti. In 脾 pi2, accanto al radicale della carne, indica oggi la rabbia e in origine indica già dai tempi della medicina tradizionale cinese un organo del corpo umano che si trova abbastanza in basso, il pancreas. |
| 酒                | jiu3           | zau2                             | Indica il concetto di alcol e vino ed è composto dal radicale dell'acqua/liquido con accanto l'anfora contenente vino 酉 you3, in cui è visibile il corpo panciuto, il collo stretto e l'orlo sporgente. Oggi si usa pure per indicare uno dei Rami Terrestri. L'anfora in questione ritorna nel carattere 酋 qiu2, che oggi indica il capotribù e in origine una schiava addetta alla distribuzione del vino. In più, secondo Xu Shen, indicava pure il vino lasciato riposare nel lungo tempo. L'ideogramma è composto da due tratti 八, oggi 丷 per indicare la suddivisione 分, con sotto l'anfora per alcolici. Secondo invece Xu Shen, sono due tratti che indicano l'acqua/liquido. Tutto questo carattere è visibile in 尊 A sua volta, tutto questo carattere è la chiave di lettura in 遵 insieme al radicale del cammino. |
| 皮                | pi2            | pei4                             | Già spiegato. La pelle ritorna come chiave di lettura in 波 bo1, che indica le onde: è il radicale dell'acqua accanto alla pelle scuoiata, forse per indicare che le onde sono increspature che si trovano sulla superficie di una distesa d'acqua. A sua volta l'ideogramma dell'onda è la chiave di lettura in 婆 po1, che oggi indica la moglie e in origine indicava l'anziana: era cioè una donna (inquadrata sotto come radicale) con sopra le onde del mare forse per simbolizzare le rughe, cioè "increspature sulla superficie del corpo" (la pelle è ulteriormente richiamata proprio dall'interno del carattere 波). |
| 鞋                | xie2           | haai4                            | Indica la scarpa (in passato, le scarpe di cuoio) e originariamente era scritto 鞵. Nella versione odierna è il radicale Kangxi del cuoio/pelle di animale 革 (una pelle scuoiata inquadrata frontalmente, con la testa dell'animale in alto, la pelle, e dei monconi per accennare agli arti e alla coda. Assomiglia a 皮 e la testa è simile a quella in 黄 e 難) con accanto i due tumuli di terra o le targhette di giada lavorata degli ufficiali per indicare o la strada o la forma della scarpa, che va assottigliandosi in punta proprio come le targhette degli ufficiali ricevuti dall'Imperatore. 奚 xi1 invece indicava il servo (secondo Xu Shen, una pancia grossa: 大腹也 ovvero 奚，大肚子), cioè una mano stilizzata ad artiglio con sotto una persona 大 che viene tirata verso l'alto per una corda fissata al collo, stilizzata come un filo di bozzoli di baco da seta. La variante 鞵 (革生鞮也) è la versione arcaica, siccome quella moderna non è presente nello Shuowen Jiezi. Il radicale del cuoio si trova pure nel carattere 靶 ba4 per indicare il bersaglio, il parafango sui carri e in origine le redini in cuoio (cuoio +contrazione di 把, afferrare, o 巴 per indicare la loro forma sinuosa) e in 鞍 an4 (versione arcaica 鞌), che oggi indica il sellino e in passato indicava la sella in cuoio, cioè un oggetto di cuoio su cui si sta seduti con stabilità. |
| 瓶                | ping2          | ping4                            | Indica la bottiglia ed è la chiave di lettura dell'accorpamento apparentemente per la sola pronuncia con accanto il radicale della tegola semicilindrica di terracotta per rimandare in origine a un antico artefatto in terracotta. In questo senso, la giara come radicale nella variante 缾 è molto chiara. |
| 其                | qi2            | kei4                             | Già spiegato. Anticamente aveva la consonante non palatalizzata. |
| 实                | shi2           | sat6                             | Indica la verità/realtà, anticamente finiva in *-t e la sua versione tradizionale è 實: è un tetto con sotto una stilizzazione di 周 zhou1 (è il nome dell'antica dinastia venuta dopo gli Shang e in origine indicava giada intagliata; oggi indica la circonferenza e la settimana e ha anche una versione con il radicale del cammino) oppure di 田. In basso si nota la conchiglia 貝. Tutto il carattere in origine indicava le sostanze/ricchezze. La parte inferiore del carattere può essere scambiata per 貫 guan4, cioè 毌 (guan4, un quadrato con dentro una forma simile a 中 poi stilizzata per indicare un oggettino di rilegato come in 束, qui un filo che rilega qualcosa) con sotto la conchiglia: indica una stringa con cento monete. Questa chiave di lettura compare nel carattere 慣 guan4, oggi 惯, cioè il radicale del cuore schiacciato a lato con accanto la stringa di cento monete, quindi qualcosa di legato: indica il concetto di abituarsi a qualcosa. dunque è un rimando alle vecchie abitudini ancora ancorate nella propria mente o l'atto di "legarsi" a nuove abitudini. |
| 奇                | qi2            | kei4                             | Già spiegato. Anticamente non aveva la consonante palatalizzata. |
| 怪                | guai4          | gwaai3                           | Indica il concetto di stranezza ed è composto dal cuore compresso a lato con accanto la chiave di lettura 圣 dan4, che da solo indica la santità e sacralità. Per la precisione, è una mano destra sopra un cumulo di terra che però è molto fuorviante non rispecchia la versione tradizionale, molto più composita: 聖, cioè il radicale dell'orecchio (forse ha un riferimento vago a 聪) con una bocca spalancata accanto (versione originale 𦔻; forse la bocca ha un riferimento vago a 知), poi mutato in 呈: in basso si vede quella che in origine era una persona 𡈼 ting3 e confondibile con altri caratteri. In sintesi, indicava una persona molto saggia e colta. La stranezza ha dunque il cuore/mente accanto alla sacralità, dunque indica lo stupore davanti a qualcosa di eccezionale e inconsueto. 圣 esisteva già come carattere a sé e indicava il concetto di scavare, ben illustrato dalla mano destra sopra la terra. |
| 骑                | qi2            | ke4                              | Indica il concetto di cavalcare e oggi quello di andare in bicicletta e motorino e la versione tradizionale è 騎. Nella prima versione nelle ossa oracolari, raffigurava un uomo 大 sopra un cavallo inquadrato di lato. Oggi il carattere è lievemente mutato e il cavallo è ancora riconoscibile a lato come radicale, mentre in alto a destra è ancora visibile l'uomo, separato dal cavallo. In basso, si è aggiunto 可 fin dalle versioni nei vasi in bronzo. Anticamente tutto il carattere non aveva la consonante palatalizzata. |
| 清                | qing1          | cing1                            | Già spiegato. |
| 楚                | chu5, chu3     | co2                              | Indica il concetto di base, indicava il concetto di "sgargiante" ed è anche il nome di un antico stato cinese, 楚国. Due versioni arcaizzanti e vicine al disegno originale sono 𣕑 e 䠂. In origine indicava un giardino ed è un paio di piante o alberi 林 con sopra un cerchio forse per indicare una zona recintata e/o in cui le persone si radunano 囗 e sotto un piede 止, oggi modificatosi leggermente e per indicare forse una persona che ci cammina dentro. In origine indicava anche una pianta precisa, il vitex (o in inglese "chaste tree") e, secondo Xu Shen, l'erba che cresce fitta, che spiega gran parte di tutti i significati (叢木。一名荊也 ovvero 楚，丛生的树木。另一名称是荆树). |
| 请                | qing3          | cing2                            | Indica il concetto di chiedere e offrire e la versione tradizionale è 請: è il radicale della parola con la contrazione del carattere 情. È dunque un mucchio di parole per chiedere qualcosa, data una situazione di base avente un qualche problema o bisogno. |
| 假                | jia3, jia4     | gaa2                             | Indica il concetto di falsità ed è composto dal radicale della persona con accanto la chiave di lettura 叚 jia3/xia2, che era la forma originaria del carattere e indicava il concetto di prestare (oggi 借): il concetto di falsità, di cui parla Xu Shen, deriva da un prestito fonetico, a meno che la falsità e il prestito siano accomunati dall'essere una situazione momentanea/estemporanea: la falsità cade con la restaurazione della verità di fondo, mentre il prestito finisce quando l'oggetto viene restituito. Indica dunque 叚, un dirupo con sotto due pietre e accanto due mani che indicano due persone che si scambiano le pietre. A questo carattere, attestato a partire dai vasi in bronzo, è stata poi aggiunta una persona a lato. Entrambi i caratteri anticamente non avevano la consonante palatalizzata. |
| 秋                | qiu1           | cau1                             | Indica l'autunno e la versione originale è 秌, cioè con i membri invertiti: è il radicale del fuoco con accanto la contrazione del carattere 𥡌 o 𥡄, cioè del cereale con accanto un grillo o locusta. Nella primissima versione sulle ossa oracolari e i vasi in bronzo era composto solo e unicamente dal pittogramma di una cicala. Poi la cicala è dunque sparita, ma è importante per disambiguare il significato originale: in origine indicava l'incendio dei campi dopo la mietitura per eliminare i grilli e le loro uova (e forse anche per bruciare quello che restava del grano mietuto e sgomberare il campo, concimarlo con la cenere dell'incendio e ricoltivarlo più avanti). Oggi indica l'autunno, cioè il periodo in cui si svolgeva questa attività. |
| 裙                | qun2           | kwan4                            | Indica la gonna, anticamente non aveva la consonante palatalizzata e la versione arcaica è 裠: è la chiave di lettura del gentleman secondo il confucianesimo 君 jun1 (anticamente non palatalizzato) con sotto il radicale del vestito, poi compresso a lato. Per la precisione, la chiave di lettura è formata da una mano che regge un bastone (尹 yin3, "amministrare"; assomiglia vagamente a 攴; compare come chiave di lettura per indicare i germogli di bambù, sun3 笋, con il bambù in alto, semplificazione di 筍). Sotto si vede una bocca spalancata, forse intenta a dare ordini come succede in altri caratteri simili. 君 in origine significava "sovrano; governare; Signore" e si usava pure come pronome personale onorifico di seconda persona. Il gentleman/Signore appare come chiave di lettura anche in 群 qun2, che in origine indicava un gruppo di tre capre e oggi indica l'arcipelago (cioè un territorio o stato insulare composto da un insieme di isole, e.g. 菲律宾群岛 l'arcipelago delle Filippine; il carattere 菲, come 芒 e 芬, si usa per trascrizioni ed è il radicale dell'erba con la chiave di lettura "non essere" e in origine significata "fragrante, lussureggiante". L'Asia e l'Oceania sono pieni di arcipelaghi: il Giappone stesso è un arcipelago, mentre la penisola/"mezza-isola" è 半岛, come ad esempio la Corea 朝鲜半岛). Per spiegare di passaggio l'ultima sillaba avente il radicale dell'erba usata per le trascrizioni, essa è 萨 (e.g. pizza 比萨饼 bi3sa4bing4), cioè la semplificazione di 薩 (usato per trascrivere "Bodhisattva" बोधिसत्त्व, 萨埵 Pútísàduǒ), cioè una variante dell'originale 薛, cioè un'erba alta che cresce negli acquitrini. Da 薛 a 薩, si vede un tumulo che diventa una collina, un coltello per marchiare i prigionieri (o per tagliare l'erba) che diventa il concetto di produrre e il radicale dell'erba. Infine, la chiave di lettura del gentleman compare nel carattere 郡 jun4, importante nella storia della Corea, siccome indica le Nove Comanderie Han nello stato di Goguryeo: dopo che fu invaso, fu suddiviso in nove staterelli che poi furono assorbiti da altri staterelli nati in altri punti della penisola. Si vede il concetto di governare accanto a una città. Dopodiché, l'ideogramma molto diffuso che indica il concetto di produrre è 产 chan3, con versione tradizionale 產: è la contrazione di 彥 yan4 per la sola pronuncia ("eleganza", che mostra una ciocca di capello o composto, secondo Xu Shen, da 彣 wen2 incastrato con 厂 per indicare nello specifico il talento letterario) con sotto il virgulto che spunta dal terreno 生 sheng1, oggi tolto. Significava "fare nascere", con un iniziale riferimento alle piante. Infine, per riprendere il carattere dei germogli di bambù 筍, si può estrapolare la chiave di lettura 旬 xun2, che indica i primi dieci giorni (quindi, nei germogli di bambù, indica che crescono in fretta). Nelle ossa oracolari compariva una forma a spirale, cioè secondo una prima interpretazione un vermiciattolo inquadrato dall'alto, poi preso come prestito fonetico per indicare un periodo di tempo. Secondo un'altra interpretazione, è una semplice forma a spirale. A esso poi si è aggiunto un sole in mezzo nei vasi in bronzo. Infine si è stilizzato nella forma attuale, che è quella che si limita a descrivere Xu Shen: quindi, in questo carattere, la parte esterna è un falso amico della placenta. Oggi il verme si indica con 螾 yin3, avente il radicale dell'insetto forse per riverirsi vagamente alla forma di una larva. La chiave di lettura dei dieci giorni, forse per indicare la sola pronuncia, appare in 询 xun2 (versione tradizionale 詢) e significa "chiedere/consultarsi con..." |
| 情                | qing2          | cing4                            | Già spiegato. |
| 真                | zhen1          | zan1                             | Già spiegato. |
| 容                | rong2          | jung4                            | Indica il concetto di facilità, mentre forse in origine indicava l'espressione del viso e una versione arcaizzante è 𠕺. È formato dal radicale della caverna stilizzato come un tetto con sotto in origine una bocca spalancata (forse la bocca di un contenitore) e poi la chiave di lettura "pubblico/oggetto diviso/bozzo aperto (Han Feizi)" 公 gong1. Indica dunque molto bene il concetto di contenere. La versione moderna, spiegata insieme a quella arcaica con 公 da Xu Shen, viene suddivisa come il tetto con sotto la valle. Anticamente, come tutte le sillabe che oggi iniziano in r- (salvo rarissime eccezioni oggi irregolari), iniziava in *ny-. |
| 易                | yi4            | ji6                              | Già spiegato. |
| 如                | ru2            | jyu4                             | Si usava in passato per fare i paragoni e in origine indicava il concetto di obbedire agli ordini: è formato dalla donna inginocchiata (che indica pure un antico suono nasale non palatalizzato in antico cinese) accanto alla bocca spalancata intenta a dare ordini (non è da confondere con 始 siccome la chiave di lettura è 台). Nelle ossa oracolari, i due membri erano invertiti. Anticamente iniziava in ny-. |
| 伞                | san3           | saan3                            | Indica l'ombrello e il parasole e la sua versione originale è 傘, in cui si vede la punta dell'ombrello, quattro gocce che rimbalzano 𠈌 (oggi solo due 丷) e il telaio con l'impugnatura. |
| 网                | wang3          | mong5                            | Già spiegato. La sua variante tradizionale è 網. Anticamente iniziava in *mj-. |
| 声                | sheng1         | sing1                            | Indica il suono e la versione tradizionale è 聲: è 声 (una campana di pietra 磬 qing4, anticamente non palatalizzata, cioè uno spago che tiene appesa una campana o pezzo di pietra che risuona se battuto) con accanto una mano che regge un battente (夊, oggi stilizzato come un'alabarda fuorviante) e sotto un padiglione auricolare. Era pure presente una bocca sotto al frammento di pietra, ma oggi è sparita. Quanto alla campana di pietra 磬, conserva la parte in alto del carattere, ma in basso reca il radicale della pietra. |
| 音                | yin1           | jam1                             | Indica il concetto di suono e anticamente finiva in *-m. Nella trascrizione antica il coreano, con una lettera apposta oggi in disuso veniva pure indicato uno stacco glottale a inizio sillaba. La versione originale era molto simile a 言 ed è il fiato che esce da una bocca spalancata 曰 da cui esce ulteriore fiato (non è 口 come in 言). Secondo un'altra interpretazione poco probabile, è una campana stilizzata. Non è l'unico carattere che in cinese rappresenta il concetto di bocca con l'aria/parole che escono: 丂, 曰, 只, 于 e 乎 sono tutte bocche dalle quali esce il fiato. |
| 世                | shi4           | sai3                             | Indica il concetto di mondo e la sua versione arcaica 丗, che stilizza un ramo da cui si diramano tre rametti che svettano verso l'alto e con una foglia ciascuno (tre trattini, poi fusi in un unico tratto orizzontale che colpisce tutto il carattere). nella stilizzazione 世 due rametti si sono staccati dal ramo principale. L'ideogramma si utilizza pure per scrivere il carattere tradizionale che indica la foglia 葉 ye4 (oggi 叶. 枼 da solo indicava le tavole di legno piatte e il tavolo, come in passato 案). Si usa pure nel nome del sovrano della Dinastia Joseon che partecipò alla creazione dell'alfabeto coreano, l'hangeul, tra il 1443 e il 1446: Sejeong Daewang, Re Sejong il Grande (世宗大王). Quest'ultimo affiancò gli hanzi usati in Corea, soprannominati "hanja" (in Giappone si chiamano kanji e sono affiancati dai due kana, il katakana e l'hiragana, derivati da caratteri cinesi stilizzati e in passato usati come fantocci fonetici per riprodurre le sillabe giapponesi). Per finire, la chiave di lettura che indica le tavole di legno piatte si trova come concetto in 蝶 die2, la farfalla, cioè l'insetto dalle ali piatte (蝴蝶 hu2die2; il radicale sembra essere un riferimento preciso alla farfalla allo stato di larva). Quanto invece a 胡 hu2, è il radicale della carne con accanto 古 come chiave di lettura indicante solo la pronuncia: indicava la barba sul mento (胡子) e ha iniziato pure a essere usato come prestito come sostituto interrogativo ("Come? Perché?") in cinese classico. In più, ha iniziato a indicare i "barbari" che vivevano a ovest della Cina, forse con riferimento alla moda di portare la barba (si veda anche il carattere 那). Per esempio, si riferiva ai persiani. La barba venne poi indicata nello specifico con 鬍, oggi in disuso. Tutto questo carattere si trova come chiave di lettura indicante la sola pronuncia in 湖 hu2, che ha il radicale dell'acqua e indica il lago. Si trovava pure in 衚 hu2 per indicare i vicoli della Lao Beijing, la Vecchia Pechino: gli hutong 胡同). Per la precisione, entrambi i caratteri avevano il radicale dell'incrocio, dunque erano più espressivi e informativi. Oggi il radicale è sparito e resta solo la chiave di lettura, che forse indicava la sola pronuncia. Per finire, si trova pure in 糊 hu2, che indica il concetto di "incollare/appiccicare; pasta", forse con un riferimento ad alcuni cereali appiccicosi o a un composto fatto di ingredienti frantumati. Il carattere è usato nella parola 糊涂, in cui il secondo carattere indica il fango ed è composto dal radicale dell'acqua con accanto la chiave di lettura di extra. Nella versione tradizionale, era pure presente il radicale della terra in basso 塗. |
| 界                | jie4           | gaai3                            | Indica il concetto di mondo (anche astratto, e.g. il mondo letterario) ed è composto dal radicale del campo/risaia inquadrata dall'alto 田 con sotto la chiave di lettura dell'uomo con l'armatura di strisce di cuoio 介 in basso (nella prima era a lato). In origine indicava il confine del campo. La chiave di lettura serve per la sola pronuncia, a meno che indichi un soldato che fa guardia al confine del campo. Anticamente, la consonante non era palatalizzata. |
| 瘦                | shou4          | sau3                             | Indica la magrezza, con una sfumatura originale di malattia debilitante, ed è il radicale della malattia con sotto la chiave di lettura 叟 sou3, in passato 叜, cioè un tetto con sotto una torcia accesa (rappresentata dal fuoco) e tenuta in mano, con il significato di cercare qualcosa (il fuoco si è poi stilizzato in un fuorviante 臼, il tetto è sparito e tutto il significato originale resta nel carattere 搜 sou1 con il radicale della mano, carattere si usa pure per indicare la ricerca in internet 网络, ovvero 搜 sou1suo3). |
| 叔                | shu1, shu5     | suk1                             | Indica lo zio, anticamente finiva in *-k ed è formato da 尗, che era la versione originale del carattere, con accanto una mano destra, che si è aggiunta successivamente (Xu Shen non tratta la primissima versione del carattere). È un virgulto simile a 卡 che sbuca dal terreno con sotto tre punti poi mutati in 小 per indicare le radici o, meno probabilmente, tre pietruzze sottoterra (questo carattere, a causa della stilizzazione, è fuorviante). Accanto si è aggiunta la mano destra. Anticamente, secondo Xu Shen, indicava l'atto di estirpare (拾也 ovvero 叔，收拾). Quanto al componente a sinistra, disambigua che è una piantina di fagiolo o pisello (豆也). Tutto il carattere torna in 督 du1, "supervisionare", significato disambiguato dal radicale dell'occhio 目. Forse è un riferimento a un parente che sorveglia la condotta di un altro in ottica tipicamente confuciana. Altrimenti ha un qualche legame con le attività agricole, siccome l'occhio vede la mano che estirpa una piantina di fagiolo o pisello. |
| 舒                | shu4           | syu1                             | Indica il concetto di comodità ed è formato da 舍 she4/she3 (余 la casetta, oggi molto semplificata +radicale 口 per conservare il significato originale di 余: indica un posto in cui si alloggia, e.g. dormitorio 宿舍 su4she4), indicante la pronuncia, e 予, indicante pure lui la pronuncia della vocale (successivamente al Primo Cinese Medio, le pronunce di entrambi i componenti si sono differenziate). Quanto a 予, in origine significava "dare" (era il pittogramma, oggi irriconoscibile, di due mani -una in alto e una in basso- inquadrate dall'alto mentre si intrecciano per passarsi un oggetto; si pensi al verbo formale 给予 ji3yu3) e in cinese classico, esattamente come 余, significava pure "io" anch'esso come prestito fonetico. Quanto a 予, appare come chiave di lettura in 预 yu4, che indica il concetto di prevedere (e.g. 预料 prevedere, 天气预报 previsioni del tempo, 预习 prepararsi) ed è affiancato dalla chiave di lettura del viso. Il sinogramma si usa pure nell'importante parola "prenotare", 预订 o 预定 yu4ding4. Il carattere ding4, usato di solito solo in questa parola, è intercambiabile. Se si usa il primo, è un nuovo carattere in cui 丁 appare come chiave di lettura, affiancato al radicale della parola. Altri due sinogrammi in cui il chiodo con la capocchia compare come chiave pure in 钉 e 顶, ma il quarto e ultimo sinogramma in cui compare come chiave 盯 accanto al radicale dell'occhio per indicare il concetto di fissare qualcuno, "attaccarsi con lo sguardo" come un chiodo a qualcuno. |
| 数                | shu4           | sou2                             | Già spiegato. |
| 树                | shu4           | syu6                             | Indica oggi il concetto di albero e la versione tradizionale è 樹: è il radicale di un albero con accanto la chiave di lettura 尌 shu4 (il tamburo con la mano accanto, "mettere qualcosa in piedi"), che si trova anche nel carattere tradizionale che indica la cucina. Il carattere indica dunque il vegetale messo in piedi per eccellenza, cioè l'albero sia in senso stretto che lato (e.g. l'albero come grafico in teoria dei grafi). Xu Shen aggiunge poi che una grafia ancora più arcaica è 𣕒, cioè una piantina tenuta in una mano destra, che indicava il concetto originario: piantare. Il componente 豆 dou4 indicava la pronuncia di 树, che in antico cinese era vagamente simile a "dou4". |
| 刷                | shua1          | caat3                            | Indica il concetto di strofinare per pulire e eliminare/radere/spazzare via e una variante è carattere 㕞: è una persona piegata (stilizzata come) con sotto un fazzoletto o panno usato per strofinare e accanto un coltello per indicare il concetto blandamente collegato di ripulire il terreno dall'erba, che viene falciata/spazzata via. Secondo Xu Shen il componente a sinistra è direttamente una contrazione di 㕞. Anticamente finiva in *-t. |
| 牙                | ya2            | ngaa4                            | Già spiegato. Anticamente iniziava in *ng-. |
| 双                | shuang1        | soeng1                           | Indica il concetto di paio e la versione tradizionale è 雙: è una coppia di uccelli dalla coda corta tenuti in una mano destra. Da questo carattere si ottiene quello che indica un oggetto di un paio, 隻, cioè un solo uccello dalla coda corta tenuto da una mano destra (oggi è 只 zhi1, una bocca aperta da cui esce uno sbuffo d'aria, come avviene in 曰, 丂, 乎, 于. Oggi se pronunciato zhi3 indica il concetto di "solamente/soltanto/appena". Un significato antichissimo è invece quello di particella modale e "fare" se pronunciato zhi3). 雙 Oggi viene semplificato come due mani destre, una coppia di mani. La semplificazione è attestata per la prima volta durante il periodo Ming e si tratta di una semplificazione popolare. |
| 平                | ping2          | ping4                            | Indica il concetto di piattezza, di pace (和平) e di equità (公平) e la sua versione intermedia e semi-arcaica è 𠀒. In base alla suddivisione di Xu Shen, è composto da 亏 (in realtà è la sua variante 亐 e 于 se si prende l'interpretazione dello sbuffo d'aria 一 con sotto 丂, a sua volta uno sbuffo) con all'interno 八: indica uno sbuffo d'aria che esce dalla bocca. Il concetto di pace e calma era collegato in qualche modo al fiato. Si trova come semplificazione nel carattere che oggi indica la mela e in passato il legume d'acqua 苹 ping2. Si trova pure in altri caratteri come il commento, dibattito e critica 评 ping in 批评: è il radicale della parola con accanto un probabile richiamo al concetto di equità per decidere chi ha ragione e chi no con uno scambio di opinioni. Quanto a 批 pi1,in origine significata "aggredire" e la sua versione originale è 𢱧: è il radicale della mano con accanto la chiave di lettura pi2, cioè una fontanella per indicare la testa con sotto delle due persone affiancate e ritratte di lato che forse si "confrontano" con le mani (se si prende la parola 比赛). Le due persone che si confrontano compaiono pure in bi4 庇 in 庇护 bi4hu4, il diritto d'asilo. Il carattere indica il riparo e la protezione, disegnata con il radicale dell'ampiezza/casa senza le mura con sotto due persone al riparo (quindi un carattere simile a 从). L'ultimo carattere diffuso in cui compare è 毕 bi4 in parole come 毕竟. bi4jing4: sono le due persone che si confrontano con il radicale del numero dieci in basso, ma tutto il carattere è fuorviante perché non è la versione tradizionale: è infatti 畢 e significa "concludere". È infatti un campo/risaia con sotto 𠦒 ban1, un retino per acchiappare uccelli selvatici messo in verticale compreso di rete e impugnatura verticale. Secondo Xu Shen, indicava l'atto di acchiappare gli uccelli selvatici nei campi con il retino (田罔也 ovvero 毕，田猎用的罗网). |
| 阳                | yang2          | joeng4                           | Già spiegato. La sua versione tradizionale è 陽. |
| 特                | te4            | dak6                             | Indica il concetto di particolarità/peculiarità ed è l radicale del bue inquadrato frontalmente con accanto 寺 si4, che oggi indica il tempio e corte (significato usato prima della Dinastia Han) ma che in origine indicava una piantina estirpata da una mano in basso stilizzata come il pollice cinese (lo stesso Xu Shen lo scompone come 从寸之聲). In origine indicava il bue con un riferimento alla sua stazza molto grossa, di cui si ritrova un accenno nell'avverbio "particolarmente" 特别. Anticamente finiva in *-k. questa chiave di lettura si trova in 等 e 時 > 时, già discussi. Si ritrova pure in 诗 shi1, che indica la poesia, che in passato veniva declamata, cantata e anche accompagnata da strumenti musicali: è il radicale della parola con accanto la chiave di lettura del tempio/corte (pre-Han), che può avere un qualche legame con la poesia se si pensa come poesia di corte. Infine si trova nel carattere 侍 shi4, che indica l'attesa e il servo, cioè il radicale di una persona accanto al tempio/corte. |
| 疼                | teng2          | tung3                            | Indica il concetto di dolore ed è formato dal radicale della malattia con sotto la chiave di lettura dell'inverno. |
| 提                | ti2            | tai4                             | Indica il concetto di sollevare (un tema/topic) ed è formato dal radicale della mano a sinistra con accanto la chiave di lettura del verbo essere/deissi prossimale/essere giusto 是 (anticamente 昰, come veniva scritto durante la Dinastia Qin e come l'ha visto Xu Shen; nei vasi in bronzo era 早, un cucchiaio in piedi con un oggetto dentro e l'impugnatura, con sotto 止 forse per indicare un cucchiaio, oggi 匙 shi5/chi2. In altri contesti si modifica e indica il sole che sorge, e.g. 朝, mentre la variante 皁 zao4 indica la ghianda. Oggi si disegna 皂 e indica pure il sapone. In 草 cao3, evoluzione del radicale Kangxi 艸 cao3, indica l'erba, cioè i due ciuffi d'erba con sotto il carattere che indica la ghianda come mero prestito fonetico). 是 anticamente aveva una pronuncia vagamente simile a tutto il carattere 提. In origine indicava il concetto di afferrare. In conclusione, la chiave si indica con 钥匙 yao4shi5: il secondo carattere in origine era un cucchiaio (cioè l'ideogramma arcaicissimo di un cucchiaio, poi mutato in 昰, qualcosa di molto diverso) con accanto il pugnale/daga/cucchiaio, cioè un oggetto in metallo avente l'impugnatura 匕 bi3 (in alto si vede ancora la forma concava del cucchiaio; in basso il manico si è completamente distorto). Il primo carattere, yao4 (cantonese joek6) è invece composto dal radicale del metallo (la chiave è in metallo) accanto alla chiave di lettura della falce di luna per indicare la sola pronuncia. La versione tradizionale è 鑰, in cui invece si vede il flauto, ma non è la versione originale: in origine era la porta a due battenti con in mezzo la chiave di lettura del flauto yue4 (giapponese "yaku", < *-k), che anticamente indicava in modo molto fedele la pronuncia. Forse indicava anche un parallelismo tra il soffiare nei buchetti delle canne e fare uscire il suono e l'atto di sbloccare la porta infilando la chiave nel buchetto della serratura e aprirla. |
| 育                | yu4            | juk6                             | Indica oggi l'educazione e nella versione originale è una donna inginocchiata e ritratta quasi di profilo 女 con sotto 𠫓, cioè il bambino piccolo 子 messo sottosopra: indica il parto. Sotto al bambino ci sono tre trattini, che forse non indicano i capelli, ma le gocce di liquido amniotico. In sintesi, era una donna che partoriva. Oggi il carattere è difficilmente riconoscibile siccome il bambino si è stilizzato in alto e la donna è mutata in un pezzo di carne. Anticamente finiva in *-k. Il bambino ribaltato 𠫓 si trova pure in una chiave di lettura, 㐬 yu4, che è composta dal bambino rovesciato con sotto tre flutti di liquido amniotico per indicare il parto. Questa chiave si ritrova in 毓 yu4 (< *-k) ovvero 㐬 accanto a 每, la donna inginocchiata con i capezzoli in evidenza (soprattutto nella versione odierna; in questo carattere, la piantina in alto è un'aggiunta posteriore in tutto questo ideogramma. Si ricorda che la piantina indica il concetto oggi in disuso di "lussureggiante": Xu Shen spiega 艸盛上出也。从屮母聲 ovvero 每，草叶茂盛，叶片向上长出的样子。字形采用“屮”作边旁，采用“母”作声旁). Infine, il bambino rovesciato appena nato compare pure in 弃 qi4, già illustrato: è un bambino vivo o morto buttato da una cesta, oggi sparita, tenuta da due mani. Il bambino rovesciato è confondibile con 巟 huang1 ovvero 𡿬 e 㠩: la parte in alto, il falcetto rotto/perire 亡 rende la pronuncia, mentre in basso si vedono i flutti di una vasta distesa idrica: indica lo spreco d'acqua. Da questa chiave deriva a sua volta 荒 huang1 (variante arcaica 𦮋), con l'aggiunta dei ciuffi d'erba in alto. Indica una terra non coltivata (e quindi deserta o con erbe selvatiche che crescono a casaccio) e il deserto. Se vi si aggiunge il cuore a lato, diventa 慌 huang1: "spaventato, nervoso, nel panico", cioè quello che sembra un cuore/mente inaridito o in confusione e subbuglio. 亡 è pure suggerito in parte come chiave di lettura in 喪 sang1, oggi 丧 sang1, che oggi indica la cerimonia funebre: secondo Xu Shen è 哭 ku1, "piangere", con sotto la chiave di lettura 亾, cioè "perire". Tre varianti arcaiche sono 𠷔, 𠸶 e 𡂤, in cui la chiave di lettura si vede bene (le due versioni odierne invece sono fuorvianti). 哭 ku1 in origine era una persona 人 con i capelli in aria per indicare la disperazione e una bocca (poi due) spalancata a sinistra e una (poi due) a destra. Curiosamente, le bocche erano sorridenti come sempre. Il carattere oggi è mutato in due bocche spalancate in alto con sotto un cane, forse per indicare gli ululati e paragonarli al pianto. Secondo invece Xu Shen, il cane è la contrazione del carattere 獄 yu4, che indica la prigione ma in origine due cani che si ringhiano addosso, forse per paragonare il rumore dei ringhi alle urla mentre si piange (non sembra essere un pianto molto composto ed elegante: in principio era raffigurato un uomo con i capelli rizzati in aria). Il carattere 丧 assomiglia a 桑 sang1, che indica il gelso: è un albero con tre foglie bene in evidenza da cui partivano tre piccole ramificazioni, oggi stilizzati come tre mani destre 又 (nella versione semi-arcaica 彐) abbastanza fuorvianti. Secondo Xu Shen, le foglie del gelsomino erano date da mangiare ai bachi da seta. Il gelso si usa come chiave di lettura per indicare la sola pronuncia in 嗓 sang3, affiancato al radicale della bocca spalancata e indicante la gola. Infine, la gola si indica anche come 喉咙 hou2long2: il primo carattere è il radicale della bocca con accanto il carattere che in origine indicava il bersaglio delle frecce (le frecce arrivano nel bersaglio, mentre cibo, acqua e aria arrivano nella gola), mentre il secondo è la bocca accanto alla chiave di lettura del drago per indicare una forma allungata e/o i ruggiti del drago. Per rimanere in tema di ruggiti, molte onomatopee in cinese sono indicate con il radicale della bocca spalancata e alcune di essere hanno l'animale a cui si riferiscono come chiave di lettura: la capra che bela viene indicata con 咩 mie1, mentre i muggiti sono 哞 mou1, anticamente scritto 牟 (la testa di bue con uno sbuffo d'aria sopra stilizzato come 厶, fuorviante). 汪 wang1 (versione originale 𣳫) invece riproduce l'abbaiare del cane, ma in origine, come indica anche il radicale dell'acqua (è un'eccezione), indicava una distesa d'acqua vasta e profonda (㞷 haung2 indica il concetto di "lussureggiante", in origine riferito all'erba che cresce, come indica la piantina sopra la terra. La stilizzazione attuale riflette la pronuncia ma è fuorviante). |
| 甜                | tian2          | tim4                             | Già spiegato. Anticamente finiva con la codina nasale *-m. |
| 事                | shi4           | si6                              | Già spiegato. |
| 头                | tou2           | tau4                             | Indica la testa e la versione tradizionale è 頭, ovvero il vaso/coppa di legno dou4 con accanto il radicale della faccia (in origine, la faccia era in alto e la coppa era in basso). La coppa indica la sola pronuncia, a meno che si paragonano la testa e il collo con il corpo della coppa e il sostegno. Si usa anche come classificatore per animali come gli elefanti siccome un animale ha una singola testa. Il carattere oggi è semplificato ed è irriconoscibile: 豆 è diventato due punti⺀ e 頁 è diventato 大, con una leggera enfasi sulla testa. |
| 发                | fa4, fa5       | faat3                            | Già spiegato. Qui indica i capelli in base alla modulazione tonale. Anticamente finiva in *-t. Tutto il carattere appare come chiave di lettura in 泼 (tradizionale 潑; versione kanji 溌) po5/po1, cioè il radicale dei flutti d'acqua con accanto "emettere". In origine indicava "schizzare" con riferimento ai liquidi, mentre oggi significa "selvaggio; eccitato/vivace". |
| 突                | tu1            | dat6                             | Indica l'avverbio "all'improvviso" ed è il radicale della caverna con sotto quello che sembra un cane selvatico che esce rumorosamente e all'improvviso. Secondo Xu Shen, sta solo uscendo momentaneamente (犬从穴中暫出也 ovvero 突，狗从狗洞里一下子窜出来). Anticamente finiva in *-t. |
| 馆                | guan3          | gun2                             | Già spiegato. La sua versione tradizionale è 館 e una sua variante è 舘. |
| 腿                | tui3           | teoi2                            | Indica la gamba ed è formato dal radicale della carne con accanto la chiave di lettura 退 tui4, che indica il concetto di ritirarsi (anche dopo una sconfitta in battaglia). La chiave a sua volta è il radicale del cammino con l'occhio che si gira per guardare dietro di sé. La versione originale, rintracciabile a partire dai vasi in bronzo, assomigliava molto vagamente a 𨓤: è un sole con sotto un piede rivolto verso il basso (scendere; il sole e il piede oggi si fondono e stilizzano in 艮), una bocca aggiunta più avanti e il radicale del cammino. Dunque la gamba è il radicale della carne con accanto l'atto di ritirarsi per indicare un movimento/cammino. |
| 碗                | wan3           | wun2                             | Indica la scodella ed è composto dal radicale della pietra con accanto la chiave di lettura 宛 per indicare il concetto di "contorto, curvo". Per la precisione, quest'ultimo è un tetto di edificio con sotto 夗 yuan4, cioè la luna 夕 accanto a una persona inginocchiata e piegata in avanti ritratta di lato卩, oggi modificata. La chiave di lettura in origine forse era riferita a una stanza di forma rotonda, mentre per Xu Shen il concetto di contorto/ricurvo era riferito dall'erba che cresce e si ripiega su se stessa (屈草自覆也). Questo carattere ha molte varianti, come 盌 (radicale del vaso/coppa), 椀 (forse per indicare che era in legno) e 㼝 (forse per indicare che era in terracotta). In 腕 wan4 indica il polso: è il radicale della carne con accanto il concetto di contorto per indicare che l'articolazione del polso permette di piegare la mano e farla roteare. In 怨 yuan4 indica l'atto di lamentarsi e provare risentimento, cioè uno stato mentale e forse un riferimento a una mente o un corpo piegato per l'odio. |
| 万                | wan4           | maan6                            | Indica oggi il numero diecimila o il concetto di miriade e la versione tradizionale è 萬: è il pittogramma inquadrato dall'alto di uno scorpione, con due chele in alto, il corpo in mezzo e la coda piegata in basso. Il significato attuale deriva da un prestito fonetico. Anticamente iniziava in *mj-. Oggi lo scorpione si indica con 蝎. |
| 位                | wei4           | wai2                             | Indica il concetto di posizione e oggi è anche usato come classificatore formale per le persone. È composto dal radicale della persona con accanto una persona in piedi in un certo punto spaziale in visione frontale 立 li4 (era simile a 大, ma non indica il concetto di grandezza, quanto quello di stare in piedi, 站立). L'uomo in piedi ritorna come chiave di lettura in 笠 li4 (< *-p), il cappello di forma cilindrica/cappello a cono di paglia indossato tipicamente dai cinesi, vietnamiti (nón lá), cambogiani, laotiani, thailandesi e in passato pure da giapponesi e coreani (ma i burocrati coreani anticamente indossavano il gat). Si trova indossato anche in regioni del Bangladesh (mathal), Indonesia, Malaysia, Myanmar, Filippine (salakot), Nepal, Bhutan e India meridionale. Il cappello è fatto tipicamente in fibre di bambù intrecciate, come indicato dal radicale, e veniva fissato in testa con un laccetto annodabile in basso. Proteggeva dal sole e pioggia e, siccome era fatto in fibre, in caso di tempo afoso veniva inzuppato d'acqua e tenuto in testa per rinfrescarsi. Può essere decorato con calligrafie e, sul bordo, si possono attaccare dei pendagli decorativi. 笠 è dunque il bambù con sotto lo stare in piedi, forse per indicare il fato che sta in piedi in testa, altrimenti tutto il carattere cerca di raffigurare un uomo in piedi con un noto oggetto di bambù in testa. L'uomo in piedi come chiave di lettura torna pure nel carattere 竖 shu4, che significa "verticale", ma deriva da una semplificazione di 豎 in cui invece appariva il vaso/legume dou4 豆 in basso e da cui deriva la variante 竪, da cui deriva il carattere odierno. 竪, ovvero la versione intermedia, è l'occhio rigonfio perché chino con accanto il radicale della mano destra 臤 qian1 ("stabile/fermo") e sotto l'uomo in piedi. Il concetto di verticalità è dunque chiaro. Quanto alla versione del carattere più arcaica, aveva il radicale del dou4, cioè una coppa, forse per indicare un significato arcaico, quello di "servitore". In alto, si vede l'occhio rigonfio di una persona china con accanto la mano destra. Gli altri caratteri in cui si trova questa chiave di lettura sono 緊 jin3 (oggi 紧), che oggi indica la tensione e in passato l'atto di stringere (radicale della seta con "stabile/fermo"), 腎 shen4 (oggi 肾), che oggi indica il fegato, un organo dal tessuto molto resistente, e in medicina tradizionale cinese indicava i testicoli e per finire 堅 jian1 (oggi 坚 e palatalizzato), che indica il concetto di "forte, risoluto": è un simile concetto nella chiave di lettura con sotto un cumulo di terra resistente per un motivo o per l'altro (per esempio perché è secco o forse perché molto accorpato e schiacciato e/o pieno di sassi ecc.). |
| 文                | wen2           | man4                             | Indica il concetto di letteratura ed è anche un radicale Kangxi. Il carattere, dall'aspetto vagamente fuorviante, è il pittogramma di un uomo ritratto in visione frontale (simile a 大 e 立) con un tatuaggio a forma di V e poi (•) oppure a forma di cerchio vuoto sul torace o sulla schiena, poi sparito. Anticamente iniziava in *mj-. Il carattere si trova come chiave di lettura per la sola pronuncia nell'ideogramma 蚊 wen2 (< *mj-), che indica la zanzara e ha avuto una versione intermedia e semi-arcaica 蟁, con due insetti in basso. La chiave di lettura della letteratura è presente pure in 刘 Liu2, che oggi si usa come cognome maschile ed è affiancato dal radicale del coltello a lato. Il carattere è la semplificazione di 劉, cioè l'incastro a tenone e mortasa per indicare parte della pronuncia con sotto il metallo e accanto il coltello. Indicava anticamente un'ascia da guerra e l'atto di uccidere. Infine, si ritrova come chiave di lettura in 纹, che indica le venature del legno, le rughe e increspature e l'atto di tatuare. È formato dal radicale della seta con accanto l'uomo tatuato. In origine indicava le decorazioni sui tessuti di seta. |
| 化                | hua4           | faa3                             | Già spiegato. Il carattere si trova come chiave di lettura in 花 hua1, che indica i fiori e, come prestito fonetico, l'atto di spendere (tempo e denaro): è il radicale dei due ciuffi d'erba con sotto la chiave di lettura del cambiamento. Ma il carattere attuale è leggermente fuorviante perché la versione originale era simile a 𠌶: era una piantina inquadrata frontalmente che cresce dal terreno in cui si trova la radice, stilizzato come 亐 e con una variante intermedia 亏. La versione finale è 華 con l'aggiunta del radicale in alto, ma fin dalla Dinastia Han esisteva il carattere alternativo (non la semplificazione) 花, trattata come forma alternativa. La chiave di lettura del cambiamento sarebbe un riferimento ai ritmi della natura o alla natura stessa, 造化 zao4hua4, con il sinonimo più usato 自然. La chiave di lettura del cambiamento si ritrova pure in 货 huo4, che indica la merce, un qualcosa che cambia di mano in mano e che si acquista tramite moneta (raffigurata con la conchiglia aperta, poi sostituita dai pezzi in metallo e oggi virtuale). Ritorna pure in 华 (da non confondere con 毕 ni4), che viene indicato come la semplificazione di 華 e che dunque in origine indica solo e unicamente il fiore. Indica pure lo splendore e si trova nel nome completo della Repubblica Popolare Cinese, 中华人民共和国. Infine, tutto il carattere che indica il fiore/splendore si trova come chiave di lettura in 桦 hua4 (tradizionale 樺), la betulla, con accanto il radicale dell'albero. Il carattere si riferisce alla bellezza del tronco sottile, alto e color bianco chiazzato della betulla. |
| 惯                | guan4          | gwaan3                           | Già spiegato. La sua versione tradizionale è 慣. |
| 洗                | xi3            | sai2                             | Già spiegato. |
| 澡                | zao3           | zou2                             | Indica il concetto di lavare ed è composto dal radicale dell'acqua con accanto la chiave di lettura 喿 zao4, che indica un albero con sopra tre bocche sorridenti spalancate 品 per indicare gli uccellini che cinguettano. Secondo Xu Shen, in origine indicava una folla accalcata. Il significato arcaico resta conservato nel carattere 噪 zao4, con accanto un'ulteriore bocca spalancata: indica il rumore e il cinguettare a gran voce. Nel carattere 澡 indica la sola pronuncia, ma la versione originale del carattere nelle ossa oracolari vedeva una mano circondata da molte gocce d'acqua. Nel carattere 操 cao1, che indica la preoccupazione, è affiancato dal radicale della mano a lato. In origine, indicava l'atto di afferrare con forza con la mano. |
| 夏                | xia4           | haa6                             | Già spiegato insieme alla sua somiglianza con 复. Indica la Dinastia Xia, ma è una dinastia di sovrani: la prima dinastia di Imperatori è la Dinastia Qin, 秦 (versione arcaizzante 𥠼): è un paio di mani simili a 臼 con un tratto verticale in mezzo indicante il pestello (significato antico di 午) e sotto due piantine di cereale, ridotte a una proprio durante la Dinastia Qin. In origine secondo Xu Shen indicava l'atto di raccogliere il grano (地宜禾 ovvero 地宜稼穑禾谷), forse con riferimento alla produzione di grano in un territorio che fu chiamato proprio "Qin", retto dall'omonima dinastia. Dopo che la Dinastia Qin cadde, alcuni membri del clan scapparono in Giappone. Il clan Qin in giapponese si chiamava "hata" (秦). Un carattere confondibile è泰 Tai4, che indica il concetto di "grande" e, secondo Xu Shen, il concetto ancora più arcaico di lubrificare (滑也 ovvero 泰，润滑 run4hua2): è l'uomo con le braccia spalancate 大 (anticamente pronunciato "dai4") con sotto due mani 八 e il radicale dell'acqua/liquido 水 stilizzato in 氺. Oggi indica la Thailandia, 泰国, la terra dell'etnia Thai. |
| 香                | xiang1         | hoeng1                           | Indica il concetto di profumo e fragranza ed è anche un radicale Kangxi, il radicale del profumo: è una piantina di miglio 黄米 (ovvero la contrazione di 黍 shu3, il miglio glutinoso) con sotto l'ideogramma della dolcezza 甘 molto stilizzato. Indica quindi una pianta di cereale fragrante e dal sapore dolce. Una versione semi-arcaica è quella senza contrazioni 𪏰. 黍 shu3 invece è una piantina di cereale con due radici extra molto grosse e profonde e sotto dell'acqua/liquido per indicare che dal miglio si poteva ottenere il vino di miglio fermentato (si pensi per esempio al vino di miglio nero sacrificale drogato con aromi). Il vino di questa tipologia più famoso è però il vino di riso, detto anche "grappa cinese" o "sakè" in giapponese (米酒), che si può fare anche in casa: per esporre in modo sintetico la ricetta, si bolle il riso lasciato a mollo un giorno per togliere l'amido e si lascia a fermentare con un preciso lievito (es. il koji o il miso fermentato con il koji in giapponese), in modo tale che l'amido rimasto in zucchero. Dopo oltre un mese si versa il contenuto separando il riso, ormai ridotto a mucillagine, dal liquido con un colino e un contenitore. Il liquido è proprio il sakè, diventato alcolico e dal forte retrogusto di riso cotto in bianco. Xu Shen nella spiegazione del carattere indica il significato di "profumato" con 芳 fang1, cioè il radicale dell'erba con sotto la contrazione di 放 fang4 per indicare il concetto di erba che emette una fragranza gradevole (in origine era riferito specificatamente al buon odore di piante e erbe). Indica anche la buona reputazione. |
| 蕉                | jiao1          | ziu1                             | Indica la banana ed è il radicale dei ciuffi d'erba con sotto la chiave di lettura 焦 jiao1, che indica il focus e anticamente indicava l'ustione e il bruciatore ("burner") nella medicina tradizionale cinese: è un uccello con due lunghe ali, poi stilizzato nell'uccello con la coda corta, con sotto il fuoco, oggi stilizzato nelle solite quattro fiammelle. Se il fuoco si sposta a lato, si ottiene il carattere arcaico 焳 jue2/jiao4, una piccola torcia di vimini intrecciati per tenere lontani gli spiriti maligni (oggi è 爝, con la chiave di lettura del marchese/titolo feudale come prestito fonetico. In origine indicava una caraffa per bere alcolici in bronzo con tre gambine, simile a 𠋓. Poi il carattere si è modificato: tre varianti semi-arcaiche sono 𢋺, 𩰥, 𩰨: la parte in alto, non molto chiara, sarebbe una stilizzazione del vaso con una parte allungata 爪, il corpo 尸 oggi 目, mentre sotto le tre gambe sono state sostituite con una mano 寸 che si avvicina alla coppa di vino sacrificale di miglio nero aromatizzato 鬯, oggi simile al contenitore di cibo in 即). La chiave di lettura del jue/titolo feudale si usa per indicare il jazz, 爵士 jue2shi4, e si usa come chiave di lettura in 嚼 jue2, "masticare", cioè la bocca spalancata come radicale accanto alla chiave di lettura del jue, forse come riferimento a un pasto o all'atto di consumare qualcosa lentamente e quindi fermandosi a masticare, nella stessa misura in cui il vino si beve un po' alla volta. |
| 像                | xiang4         | zoeng6                           | Indica il concetto di apparenza, immagine e statua ed è l'ideogramma di una persona con accanto la chiave di lettura dell'elefante messo in verticale (ma non è trainato per effettuare lavori come in 爲: non ha una mano/artiglio in alto). In origine, 象 era usato con questo significato come prestito fonetico e tuttora la differenziazione tra i due caratteri in dei casi è facoltativa. L'elefante poi viene indicato per indicare pure le impressioni, e.g. falsa impressione 假象. Viene pure usato per indicare il "fenomeno", 现象. Quindi il carattere, a volte intercambiabile, è un uomo con accanto l'elefante/rappresentazione. Il secondo significato dell'elefante sarebbe un prestito fonetico, ma Han Feizi spiega che non è casuale: gli elefanti vivi erano visti raramente dai cinesi siccome erano animali rari ed era molto più facile osservarne le ossa dopo che erano morti. I cinesi, vedendo le loro ossa, si facevano una vaga idea di come era l'animale in vita. L'elefante è anche legato forse non a caso a una celebre storiella cinese: un giorno alcuni ciechi decisero di toccare un elefante vivo per capire come era fatto. Alla fine tutti i ciechi si misero a litigare perché uno sosteneva che era cilindrico e stretto, un altro sosteneva che fosse piatto, un altro ancora sosteneva che fosse simile a una colonna, mentre un altro ancora sosteneva che fosse stretto e corto. In realtà, il primo cieco stava toccando una zanna, il secondo un orecchio, il terzo una gamba e il quarto la coda. Da questa storiella si possono ricavare molti insegnamenti, tra cui quello di non fermarsi mai alle apparenze e alle prime impressioni perché pericolosamente ingannevoli. Straordinariamente, tutti questi significati sono collegati al carattere 象. La letteratura cinese è ricca di storielle e aneddoti simili. Per esempio lo stesso Han Feizi parla di un agricoltore che vide un coniglio correre fuori dalla tana e sbattere la testa contro un ceppo. Rallegrato di ciò, l'agricoltore si sedette vicino alla tana per aspettare che uscissero altri conigli che avrebbero sbattuto la testa contro il ceppo. Han Feizi vede negativamente il comportamento dell'agricoltore e insegna che è meglio non essere passivi e affidarsi al caso, ma agire. Un terzo aneddoto famoso è narrato da Zhuangzi, che parla di un agricoltore che, per aiutare la crescita dei suoi germogli, li tira: serve a condannare la fretta. Sempre Zhuangzi parla invece di una persona che sogna di essere una farfalla per poi svegliarsi. Una volta sveglio, si chiede se in realtà è una farfalla che sta sognando di essere un uomo. La penultima storiella diffusa (alcune di esse sono cristallizzate nei chengyu 成语) è quella di un gruppo di persone che misero in palio una caraffa di vino a chi avrebbe finito di disegnare per primo un serpente per terra. Uno degli sfidanti finì in largo anticipo e decise di aggiungere le zampe al serpente. Il primo che finì fu proprio quello che perse per primo siccome il serpente che aveva disegnato non era un serpente. L'ultima riguarda un filosofo logicista (ovvero i sofisti cinesi) che, in groppa a un cavallo bianco, stava attraversando un passo tenuto chiuso da una guardia. Quando la guardia gli spiegò che non poteva passare con il cavallo, il logicista gli rispose che il suo cavallo bianco non era un cavallo. Infatti l'essenza e idea e cavallinità di "cavallo bianco" non è la stessa di "cavallo (e basta)". Quindi la guardia lo lasciò passare col "cavallo bianco". |
| 向                | xiang4         | hoeng2                           | Già spiegato. Anticamente la consonante non era palatalizzata. Due varianti arcaiche sono 嚮 e 曏, in cui vengono usate due persone faccia a faccia con in mezzo un contenitore pieno di cibo forse per indicare un concetto rudimentale di direzione. Nel primo carattere poi si vede la casetta in basso, che oggi indica la direzione, mentre nel secondo si vede il radicale del sole in alto perché significava pure "nel passato recente" e indicava pure un breve lasso di tempo. |
| 闻                | wen2           | man4                             | Indica il concetto di notizia, la versione tradizionale è 聞 e la variante più vicina a quella originale nelle ossa oracolari è 𦕁: è una persona inginocchiata ritratta di lato con un orecchio enorme e la mano sollevata e vicina all'orecchio per indicare l'atto di ascoltare. Il carattere poi è mutato in una porta a due battenti con sotto un orecchio. Anticamente finiva in *mj- (il radicale della porta indica pure la pronuncia) e oggi significa pure "annusare", anche se l'orecchio è fuorviante. Il doppio significato deriva forse da un doppio significato già a livello etimologico (ma è un altro tipo di ricostruzione), siccome in tibeto-birmano "orecchio-naso" è stato ricostruito da Matisoff (dizionario online STEDT, di cui Laurent Sagart ha corretto delle informazioni etimologiche con un articolo del 2019) come un vocabolo unico, *r/g-na. In più il proto-sino-tibetano la stessa radice indicava il naso e le orecchie: secondo Weldon Coblin (1986), che ha usato le ricostruzioni e conoscenze del tempo (anni '80) era *r-njəɣ. La ricostruzione della pronuncia in antico cinese, secondo Baxter-Sagart (2014) è *mu[n]. Il carattere 聞 assomiglia a 問 wen4 (< *mj-), in cui invece si fa una domanda. |
| 鲜                | xian1          | sin1                             | Indica il concetto di freschezza (riferita agli alimentari) ed è formato dal radicale del pesce con sopra (oggi accanto) la testa di una capra. A sua volta la testa di capra è una contrazione del carattere 羴 shan1, cioè un gruppo di pecore o una variante di 膻 dan4, "il centro del petto" (chiave di lettura 亶 dan3/dan4, 㐭 + chiave 旦, il "granaio pieno"). Secondo Xu Shen, 鲜 in origine era il nome di un pesce. |
| 信                | xin4           | seon3                            | Indica il concetto di fiducia ed è formato dalla persona a lato con accanto la chiave di lettura della bocca (versione nei vasi in bronzo) e poi della parola: apparentemente è una persona che dà la propria parola e cerca fiducia. |
| 用                | yong4          | jung6                            | Indica il concetto di usare/utilizzare, oggi si usa pure come preposizione per formare il complemento di strumento (ma non si usa per indicare il mezzo di trasporto su cui si viaggia) ed è anche uno dei 214 radicali Kangxi. È il pittogramma di un secchiello per prendere l'acqua, da cui si origina il carattere 桶 tong3, che indica il secchiello e il barile (radicale dell'albero). In alternativa, è il pittogramma di una grossa campana, ma non spiega il legame con il secondo carattere. Questo carattere come chiave di lettura ritorna in 通 tong1 (variante arcaica e vicina all'originale 𢓶), cioè il radicale dell'incrocio a T, poi mutato in quello del cammino, accanto al secchio come chiave di lettura per la sola pronuncia. Indica il concetto di attraversare e trascorrere. La contrazione di tutto questo carattere ritorna in 痛 tong4 con sopra il letto per la malattia per indicare il dolore: è un riferimento a una malattia dolorosa che viene attraversata lungo tutto il suo decorso. Infine, il carattere compare come radicale in 庸 yong1, che indica il concetto di "lavorare duro; usare; ordinario/comune" e fa anche parte di un concetto confuciano, lo zhong1yong1 中庸, il Giusto Mezzo, che corrisponde grossomodo all'aurea mediocritas: secondo Xu Shen è la chiave di lettura 庚 geng1 (indica un bastone a Y, oggi appiattito, con sotto una tavola con una sorta di filtro sopra: è cioè un bastone per pestare il grano e separare il grano dagli steli, che poi vanno a formare la paglia di scarto) con sotto il radicale di "utilizzare"/secchio. Indica quindi il duro lavoro e l'utilizzo in riferimento alla separazione dei chicchi dal fieno. Questo carattere dunque si può collegare a 康 (la variante arcaizzante 𢊪 è molto più chiara): è il bastone per picchiare il grano o riso (simile al correggiato, ma a Y) con sopra il tavolino con il filtro per raccogliere i cereali e separarli dal pagliericcio, rappresentato con dei segnetti verticali poi mutati in 小 (Xu Shen registra nella versione pre-moderna il radicale del riso, 米, il che permette anche di identificare il radicale del carattere). Oggi indica la salute ed è anche il nome di un famoso imperatore Qing, Kangxi 康熙, a cui è dedicato il Dizionario Kangxi 康熙字典 del 1716, che standardizza la tavola dei 214 radicali di Mei Yingzuo, oggi chiamati "radicali Kangxi" proprio in riferimento a questo famoso dizionario. Il senso originale resta nel carattere 糠 kang1 con il radicale del riso: indica la crusca, cioè un sottoprodotto della macinazione del frumento e simili. Per la precisione, è l'esterno del seme/cariosside, al cui interno si trova il chicco. Il quasi equivalente nel riso è la sua parte esterna, composta dall'arista (un filamento lungo presente pure nei cereali) e due involucri che avvolgono il chicco di riso, le glumelle. Un'altra interpretazione altrettanto valida e chiarificante è quella che vuole che sia una città con le mura di cinta inquadrata dall'alto, con una torre in alto 京 o 髙 e un'altra in basso e in origine 庸 indicava le mura di cinta o il fortino e simili. Questo significato arcaico resta preservato in 墉 yong1 (secondo Xu Shen, 城垣也。从土庸聲). Per rimanere in tema di grano battuto, 庚 compare pure nel carattere che dà il nome alla Dinastia Tang, che ha regnato durante il Rinascimento Cinese: 唐 Tang2, cioè il bastone a Y per picchiare il grano per la sola pronuncia con sotto la bocca spalancata. In origine significava "esagerare; vasto; vantarsi". Questo carattere diventa chiave di lettura in 糖 tang2, che indica lo zucchero. In origine indicava una torta di riso dolce, il che spiega la presenza del radicale del riso accanto a una chiave di lettura che ha già in sé un piccolo riferimento a dei cereali raccolti e lavorati. |
| 卡                | ka3, qia3      | kaa1                             | Indicava il concetto di essere schiacciato (da qualcosa sopra e sotto) e il concetto di pinza per i capelli (che però si pronuncia con una palatalizzazione, qia3). Oggi si usa anche per trascrivere prestiti. 卡 è formato dal carattere 上 e 下 fusi e compressi insieme proprio per rimandare allo schiacciamento. La pinza per capelli rimanda pure al concetto di trattenere i capelli tenendoli fermi in mezzo, cioè fermi da due lati. |
| 行                | xing2, hang2   | hang4                            | Già spiegato. La pronuncia più antica è hang2, da cui si ricava come xing2 contenga una palatalizzazione. |
| 李                | li3            | lei5                             | Indica il concetto di prugna e pruno ed è confondibile con 季, la vendemmia/stagione. In alto è riconoscibile un albero, mentre sotto si vede il bambino in fasce, forse per indicare che la prugna era adatta da fare mangiare ai bambini perché è tenera per i denti da latte ed è anche un frutto dolce e apprezzato. In alternativa, un'interpretazione più probabile è ch 子 zi3 è un riferimento ai semi. Secondo Xu Shen, la variante arcaica era 杍, in cui l'albero era affiancata al bambino/seme e in origine indicava la frutta in generale (果也 ovvero 李，树木的果实). |
| 熊                | xiong2         | hung4                            | Già spiegato. Anticamente la consonante non era palatalizzata. |
| 猫                | mao1           | maau1                            | Già spiegato. La sua versione tradizionale è 貓. |
| 需                | xu1            | seoi1                            | Indica il concetto di bisogno e, in grafia, può essere intercambiabile con 须, che tuttavia in origine indicava i baffi (quindi, se si scrive con 需, si distingue meglio il concetto). È composto dal radicale della pioggia (aggiunta posteriore) con, in basso, una persona 大 grondante di gocce, dunque vagamente simile a 夹, oggi stilizzata con un fuorviante 而 (una variante arcaizzante è 𩂉. Xu Shen, che non ha consultato le ossa oracolari, lo descrive come 从雨而聲). Indica quindi il bisogno di interrompere il cammino per trovare un riparo per la pioggia. Parte del significato originale si conserva in 濡 ru2, "umido, bagnato; immergere", con accanto il radicale dell'acqua/liquido. Come chiave di lettura compare in 儒 ru2, che indica la scuola di pensiero confuciana (儒家) e in origine lo studioso. Secondo Xu Shen, significava anche "delicato; gradevole" (柔也。術士之偁 ovvero 儒，柔弱。也是对术士的称呼). |
| 选                | xuan3          | syun2                            | Indica il concetto di scegliere e la versione tradizionale è 選 (varainte arcaizzante 𨕖), cioè il radicale del cammino accanto al carattere 巽 xun4 (versione arcaica 巺, "obbediente, modesto" e, secondo Xu Shen, "mobile": è un paio di persone inquadrate di lato e inginocchiate sopra un tavolino 兀 a cui si sono aggiunti dei tratti. Oggi la chiave di lettura è semplificata con 先 xian1, "prima" (e, secondo Xu Shen, "avanzare", cioè il piede sopra la testa di 大 per indicare il camminare in avanti come già accennato). Tutto il carattere 选 secondo Xu Shen significava 遣 qian3, "mandare; esiliare" |
| 择                | ze2            | zaak6                            | Indica il concetto di scegliere/selezionare, finiva in *-k e la versione tradizionale è 擇: è il radicale della mano a lato (in origine, due mani in basso) con accanto la chiave di lettura 睪 yi4 (< *-k), cioè "spiare", l'occhio 目 ribaltato con sotto 㚔 nie4 (braccia incatenate da una catena in alto e una in basso collegate a una manetta rotonda, come in 幸). Oggi si semplifica con 𠬤, che rende tutto irriconoscibile, e il carattere dunque è all'incirca "dare un'occhiatina-prendere in mano o indicare l'oggetto scelto", il che rende il carattere chiaro. La stessa chiave di lettura di "spiare, sbirciare" si ritrova pure nel carattere 泽 forse per indicare la sola pronuncia accanto al radicale dell'acqua. In origine indicava una polla d'acqua da cui si poteva attingere. In più significa "brillante", è un significato posteriore ma si collega bene alla chiave di lettura. La chiave si osserva pure nel carattere 译 yi4, che indica la traduzione: è il radicale della parola accanto a un vago concetto di osservare, con un riferimento dunque al cercare di vederci chiaro in una parlata straniera percepita, capita e tradotta. Compare infine nel sinogramma 释 shi4/shi5, che indica la spiegazione e ha il radicale dell'impronta o zampa con artigli di animale selvatico 釆 bian4 ("distinguere": secondo Xu Shen 辨別也。象獸指爪分別也) accanto ancora a un vago concetto di cercare di vederci chiaro. Dunque il radicale dell'impronta/distinzione con lo sbirciare indica molto bene la traduzione. Attenzione al carattere che indica l'ape 蜂 feng1, cioè il radicale dell'insetto accanto alla chiave di lettura feng2/pang2, 夆 (versione arcaica 𡕖). È l'ideogramma di un piede 夂 che attraversa un cespuglio resistente 丰 e significa "incontrare" (feng2, oggi con il radicale del cammino: 逢) ed è anche un cognome (pang2). La seconda pronuncia permette di ricostruire un suono bilabiale in Primo Cinese Medio. Quindi è un insetto accanto a un cespuglio resistente attraversato (la versione semi-arcaica ha invece 逢 con sotto due insetti: 蠭). Forse il carattere in alto, "incontrarsi", indica il concetto di sciame. Questa chiave di lettura ritorna nel carattere 峰 feng1, che indica la cima della montagna (radicale della montagna; versione arcaica 峯 con la montagna compressa in cima) e il summit (峰会): la punta della montagna è il punto di incontro tra la montagna e il cielo (alcune montagne stesse in Cina erano sacre per i buddisti e ospitavano dei tempietti buddisti sperduti che si potevano e si possono tuttora visitare). Gli ultimi due caratteri diffusi in cui compare è 锋 feng1, con accanto il radicale del metallo: indica la punta di lancia, cioè il punto d'incontro tra l'arma e il bersaglio colpito, o forse si riferisce al concetto di resistenza di chi impugna l'arma. L'altro è 烽 feng1, con accanto il radicale del fuoco, per indicare la torre di segnalazione che mandava segnali attraverso i fuochi accesi (si può fare un parallelismo con i segnali di fumo indiani, i segnali di luce con gli specchi e i razzi segnalatori). La chiave di lettura indica il contatto tra la torre e chi vede il fuoco e recepisce il messaggio o tra il fuoco e il cielo diurno o notturno o indica forse l'incontro delle persone che accorrono con la torre di segnalazione; il legame non è completamente chiaro. Attento infine a 修 xiu1 in 修理: in basso è presente una ciocca di capelli. |
| 求                | qiu2           | kau4                             | Già spiegato. Anticamente la consonante non era palatalizzata. |
| 爷                | ye2, ye5       | je4                              | Indica il nonno paterno ed è anche un titolo onorifico per gli anziani (in origine, in linguaggio letterario, il padre) e la versione tradizionale è 爺, cioè l'accetta tenuta in mano (oggi il radicale Kangxi del padre) con sotto la chiave di lettura 耶 ye2 (un orecchio con la città) derivata da una corruzione del sinogramma 邪 ye2 e anticamente usata per fare le domande come prestito fonetico (il radicale dell'orecchio avrebbe un qualche legame con l'ascolto di un dialogo, di risposte o simili). La chiave di lettura torna nel carattere ye1 椰 accanto al radicale dell'albero: indica la noce di cocco e forse la chiave si riferisce al fatto che è un frutto esotico che deriva da posti lontani. Quanto a 邪 xie2/ya2, significa "malvagio" come prestito fonetico e in origine, secondo Xu Shen, era semplicemente il nome di una località, 琅邪 Langya, un'antica comanderia tra lo Shangdong e il Jiangsu. Il carattere ha il radicale della città accanto a una zanna in alto e una in basso (nella stilizzazione si sono fuse. |
| 直                | zhi2           | zik6                             | Già spiegato. Anticamente finiva in *-k. |
| 般                | ban1           | bun1                             | Già spiegato. |
| 乐                | le4, yue4      | lok6                             | Già spiegato. La sua versione tradizionale è 樂 e anticamente finiva in *-k. |
| 银                | yin2           | ngan4                            | Indica l'argento (anticamente, secondo Xu Shen, il platino, prezioso quasi quanto l'oro) e la versione tradizionale è 銀, cioè il radicale del metallo accanto all'occhio che si gira per guardare dietro di sé, forse per indicare la sola pronuncia. Anticamente iniziava con la consonante nasale *ng-. |
| 饮                | yin3           | jam2                             | Indica il concetto di commestibile e di bevanda e una variante arcaizzante vicina all'originale è 㱃: è l'anfora di vino 酉 you3 prima chiusa e poi aperta con accanto una persona inginocchiata, una grande bocca per indicare il concetto di bere (poi staccatasi e mutata in 今, che in alto ha una bocca) per rinfrescarsi e qualche gocciolina di saliva poi sparita. Xu Shen, senza consultare le ossa oracolari, ha descritto la chiave di lettura come 酓 yan3 ("amaro", riferito a bevande alcoliche). Nella versione tradizionale è 飲 si nota il radicale del cibo con accanto una persona inginocchiata che sbuffa (e senza più la bocca), forse perché assetata o simili. Anticamente finiva in *-m. |
| 料                | liao4          | liu2                             | Indica il concetto di materiale ed è il radicale del riso (in origine, tre chicchi di riso in alto e tre in basso) accanto al mestolo/dou4 come unità di misura tradizionale cinese (è molto stilizzato e poco riconoscibile: è proprio il pittogramma di un mestolo. Una variante arcaizzante è 𠦁). In origine, secondo Xu Shen, indicava un'antica quantità, forse per misurare la quantità di cereali e simili (量也 ovvero 料，称量谷物). Il carattere assomiglia a 科, confusionario, che al posto del riso ha il cereale e accanto ha ancora il mestolo per cereali. Oggi indica la scienza e l'operazione chirurgica e in origine indicava la tipologia e il livello, forse con un qualche riferimento ai cereali e al loro peso e misure. Anticamente si usava pure come classificatore per gli alberi, oggi soppiantato da 棵 ke4. |
| 应                | ying1          | jing1                            | Indica il concetto di dovere e la versione tradizionale è 應: in alto si vede 䧹 cioè una contrazione di 鹰 ying1 (versione tradizionale 鷹), che indica l'aquila/falco: è una persona con la schiena inarcata in avanti e le braccia alzate mentre viene beccata da un uccello dalla coda corta a destra in piedi e ritratto di lato (oggi la persona si è stilizzata con 广, a prima vista fuorviante). In mezzo ai due era stato inserito un trattino verticale, poi allungatosi in 人, per indicare la lacerazione della beccata sulla schiena. Sotto si vede il radicale dell'uccello dalla coda lunga. Il carattere 應 ying1 (variante arcaica 𤻮) è però parzialmente slegato da questa origine. Nella prima versione era presente un dirupo con sotto un falco o aquila in piedi e ritratto di profilo. Poi si è modificato nel radicale della malattia (poi mutato in quello dell'ampiezza) con accanto il falco o aquila che dà una beccata e sotto si è aggiunto il radicale del cuore/mente. Significa "dovere; dovrebbe", un qualcosa che viene dal cuore, poi si è aggiunto il significato di "rispondere". La versione kanji è 応, mentre quella semplificata è 应: l'intero è pressoché irriconoscibile. |
| 该                | gai1           | goi1                             | Indica il concetto di dovere (nel linguaggio formale è anche una deissi prossimale, come 本, 其 e 此) e la versione tradizionale è 該. Significa "dovere; dovrebbe; questo" ma significava pure "tutti; includere" ed è il radicale della parola con accanto la chiave di lettura del maialino molto probabilmente per la sola pronuncia. |
| 影                | ying3          | jing2                            | Già spiegato. |
| 响                | xiang3         | hoeng2                           | Indica il concetto di risuonare, fare rumore, eco e influenza (in senso lato: ying3xiang3 影响), anticamente non aveva la consonante palatalizzata ed è formato oggi da una bocca spalancata con accanto la chiave di lettura della casetta/direzione. La consonante anticamente non palatalizzata. La sua versione tradizionale è 響, ovvero 鄉 xiang1 (anticamente non palatalizzata e con variante arcaica 卿: sono due persone 𠨍 inginocchiate l'una di fronte all'altra con in mezzo 皀, un'anfora dalla bocca rotonda che contiene cibo, visibile pure in 即 e 既) con sotto il radicale del suono 音. Indica quindi un pranzo vivace e rumoroso. Quanto a 鄉, da solo indica la comunità e villaggio e oggi viene semplificato con 乡, irriconoscibile. |
| 戏                | xi4            | hei3                             | Indica il concetto di divertirsi e di recita, anticamente aveva la consonante non palatalizzata e in origine indicava i rituali eseguiti prima delle battaglie. La versione tradizionale è 戲, composta a sinistra da 䖒 xi1 (un vaso di terracotta, consonante anticamente non palatalizzata, 虍 +radicale della coppa 豆) con accanto una lancia/alabarda messa in piedi. In alternativa, allontanandosi dalla scomposizione di Xu Shen, la tigre è un riferimento a una maschera di tigre indossata dal ballerino che esegue una danza rituale con un'arma in mano. Oggi il vaso e la maschera di tigre sono stati sostituiti da una mano destra. |
| 又                | you4           | jau6                             | Già spiegato. |
| 遇                | yu4            | jyu6                             | Indica il concetto di imbattersi in qualcuno ed è composto dal radicale del cammino con accanto la chiave di lettura yu4/yu2 禺 (< *ng-), che secondo Xu Shen era un tipo di scimmia ritratto di lato, con la testa 甶 e il corpo 禸. Per la precisione, sarebbe una scimmia con la coda lunga e gli occhi rossi. Secondo un'altra interpretazione, è una variazione di 禹 yu3, il nome di Yu il Grande (il fondatore della Dinastia Xia) e un carattere che indicava un grosso rettile sconosciuto ma pericoloso (per esempio, un serpente) afferrato e tenuto in mano 几 da una persona eroica. Anticamente iniziava con il suono *-ng. Quanto a 遇, è dunque un rettile/insetto o una scimmia accanto al cammino usata per la sola pronuncia. La stessa chiave compare nel carattere 偶 ou3, che si usa per dire "talvolta" nel linguaggio colloquiale (ou3er3 偶尔): è il radicale della persona accanto alla scimmia o simili per indicare una persona raffigurata con una statua di legno. In origine, il carattere in questione indicava l'idolo/feticcio antropomorfo in legno, mentre oggi indica anche il numero pari. |
| 元                | yuan2          | jyun4                            | Già spiegato. |
| 愿                | yuan4          | jyun6                            | Indica il concetto di desiderare e anche l'avverbio "volentieri" (自愿) e la versione tradizionale è 願: è il concetto di origine 原 yuan2 con accanto il radicale del volto 页. Per cominciare con ordine, la fonte è l'ideogramma 泉 quan2, cioè una fonte, un pertugio da cui scorre dell'acqua (variante arcaizzante 𤽄; si trova pure nel nome di città Quanzhou 泉州), con sopra il radicale del dirupo. Il significato di "origine" è dunque figurato (ma il significato originale di "fonte", anche in senso lato, e.g. fonte di energia, resta nel carattere 源 yuan2 affiancato al radicale dei flutti d'acqua). Accanto alla chiave di lettura dell'origine 原, per indicare il desiderio (e, secondo Xu Shen, il concetto arcaico di prudenza), si è aggiunto il radicale del volto. Oggi viene sostituito con il radicale del cuore/mente 心. |
| 越                | yue4           | jyut6                            | Già spiegato. Anticamente finiva in *-t e quest'ultima si nota nella parola "Vietnam" 越南. |
| 张                | zhang1         | zoeng1                           | Già spiegato. |
| 急                | ji2            | gap1                             | Indica il concetto di urgenza e rapidità, anticamente aveva la consonante non palatalizzata, finiva in *-p e una variante arcaica più vicina all'originale è 㤂: è 及 ji2 per pronuncia (anticamente non palatalizzato e terminante in *-p), cioè una persona in alto 人 con una mano destra 彐 poi 又 sotto, intenta ad afferrarla. Oggi si usa perlopiù come congiunzione formale "e". La stilizzazione attuale in cima a 急 è abbastanza vicina alle prime versioni, ma la persona in cima è poco riconoscibile. In basso è stato aggiunto il radicale del cuore/mente, che insieme alla mano che afferra qualcuno indica molto bene l'emergenza. Anticamente la consonante non subiva palatalizzazione e tutto il carattere finiva in *-p. |
| 照                | zhao4          | ziu3                             | Già spiegato. |
| 顾                | gu4            | gu3                              | Indica il concetto di prestare attenzione a qualcosa e la versione tradizionale è 顧: ha la chiave di lettura 雇 hu4 (indica gli uccelli migratori, come mostrato dal radicale dell'uccello sotto alla porta a un battente; poi ha iniziato a indicare i momenti temporali nei lavori agricoli, scanditi in questo caso in base ai periodi migratori. Come spiega Xu Shen, 九雇。農桑候鳥，扈民不婬者也 ovvero 雇，九种雇鸟。催促农桑的候鸟，促使大扈之民不沉于安逸). Accanto si trova il radicale del volto. L'uccello migratore è stato poi sostituito con 厄 e4 (< *-k), che oggi indica le difficoltà e le catastrofi, ma che in passato indicava il giogo: è infatti il pittogramma di un gioco a forma di U rovesciata per essere messo sulle bestie da soma. In cima c'era un tratto verticale con un anello, forse per fargli passare dentro una corda. Tutto il carattere si è diviso in due parti e stilizzato al punto tale da essere irriconoscibile. Il significato originale resta conservato nel carattere 轭 e4, a cui si aggiunge il radicale del carro con un riferimento agli animali che trainano i carri, tipicamente cavalli e asini. Dalla chiave di lettura dell'uccello migratore/tempi in agricoltura deriva il carattere 僱 gu4, a cui si aggiunge il radicale della persona: significa "impiegare (lavoratori)". |
| 片                | pian4          | pin3                             | Già spiegato: è la parte destra di 木 tagliato a metà per indicare il legno tagliato da cui si ottiene una tavola e simili. Oggi il significato è più ampio (es. indica le fette di carne e le tavolette di medicinale, 肉片 e 药片 e non è da confondere con 块 kuai4, classificatore). |
| 只                | zhi1, zhi3     | zek3 class. zi2 soltanto         | Già spiegato. Come chiave di lettura, il singolo oggetto di un paio/bocca spalancata da cui esce uno sbuffo d'aria si ritrova anche come semplificazione in 织 zhi1 (cucire; radunare/organizzare). La sua versione tradizionale è 織: è il radicale della seta con accanto la chiave di lettura 戠 zhi1 (suono 音 + lancia/alabarda messa in piedi 戈), che indicava la spada e il concetto di radunare e poi ha iniziato a significare, forse come prestito fonetico, l'argilla per produrre i vasi. Si vede un pendaglio di bozzoli di baco da seta riuniti con accanto una bocca spalancata e un'arma che forse rappresenta un soldato. Il carattere oggi indica il concetto di cucire e di radunare/organizzare (e.g. 组织 zu3zhi1, organizzazione/istituzione, anche 机构 ji1gou4: il secondo carattere, "frame/struttura; formare; fabbricare", è il radicale dell'albero accanto all'amo, ma nella versione 構 aveva 冓 gou4, cioè del legname sistemato in modo incrociato per formare un frame o, secondo Xu Shen, il grano accumulato riprodotto come spighe tutte incrociate tra loro). Anticamente 只, se usato come classificatore, finiva in *-k. Il carattere si usa come chiave di lettura pure in 积 ji1 come semplificazione di 積; che indica il concetto di accumulare, in origine riferito al grano nel granaio: semplifica la chiave di lettura della pianta spinosa con sotto la conchiglia (chiedere qualcosa). |
| 终                | zhong1         | zung1                            | Già spiegato. La sua versione tradizionale è 終 |
| 种                | zhong3         | zung2                            | Già spiegato. La sua versione tradizionale è 種. |
| 重                | zhong4, chong2 | cung5 pesante cung4 di nuovo     | Già spiegato. |
| 周                | zhou1          | zau1                             | Già spiegato. La sua versione tradizionale è 週, composta con il radicale del cammino. |
| 末                | mo4            | mut6                             | È l'opposto di 未, che indica l'inizio e qualcosa che non è ancora successo (in origine indicava un albero frondoso e pieno di foglie, ma con il ramo in cima non ancora sviluppato); è anche opposto a 本 se si prende nello specifico la sua origine. 末 è infatti un albero con un grosso pallino in cima, poi allungatosi in un tratto orizzontale per indicare la cima dell'albero. Oggi indica un generico concetto di fine/conclusione, come anche la trivialità e la polvere. Anticamente finiva in *-t. Tutto il carattere diventa chiave di lettura in 沫 mo4, che indica la schiuma e ha il radicale del flutto d'acqua impetuoso e il riferimento all'apice, forse per indicare che la schiuma si trova sulla superficie di una distesa idrica agitata; secondo un'altra interpretazione molto più probabile, siccome significava "polvere", indica che la schiuma è minuta e friabile. "Schiuma" per la precisione si scrive 泡沫 pao4mo4: nel primo carattere si nota di nuovo il fiume impetuoso con accanto la placenta con il feto/l'oggetto avvolto o impacchettato per indicare un oggetto rotondo, cioè una bolla. Lo stesso carattere, con il riferimento di oggetto rigonfio e tondeggiante, indica pure il bulbo della lampadina, 灯泡. La "schiuma" in questione può anche essere quella della birra alla spina versata dai barilotti nelle caraffe, 啤酒沫. Quanto a 未 wei4 (< *mj-), si trova in 妹 mei4 (la sorella minore, una ragazza non ancora maggiorenne e pienamente sviluppata, nel fiore della sua età e non ancora sposata) ma si trova pure in wei4 味 (< *mj-), che indica il sapore e il gusto (anche in senso lato: 趣味 interesse): è la bocca sorridente spalancata con accanto il concetto di lussureggiante, forse per indicare un sapore gradevole e avvolgente, a meno che si prende il componente a destra come un mero espediente per la pronuncia. Si ritrova come chiave di lettura con il radicale del vestito pure in 袜 wa4 (< *mj-) che in passato indicava una sottoveste usata dalle donne. Oggi indica i calzini come semplificazione di 韤, cioè "circondare/fare la guardia" 韋 con accanto la chiave di lettura "disdegnare, guardare dall'alto in basso; [occhio] rosso e gonfio tale per cui non si vede bene; piccolo", 蔑 mie4, come chiave di lettura che indica la presenza di un'antica *mj- (in alto si vede un occhio capovolto: 苜 + 戍. Secondo Xu Shen erano gli occhi stanchi dopo una fatica). Tutto il carattere sembra indicare un capo di abbigliamento che circonda i piedi ed è piccolo. Il carattere poi si è evoluto con la sostituzione del componente a sinistra con il radicale del vestito, ottenendo 襪. |
| 注                | zhu4           | zyu3                             | Indica il concetto di attenzione (e in origine "versare (liquidi)") e di commentare e annotare/registrare. In origine, gli ultimi tre significati erano assunti da un carattere a sé e molto più chiaro, 註, che oggi converge in 注. Dunque è il radicale rispettivamente dell'acqua e della parola accanto alla chiave di lettura del candelabro 主, che oggi indica il padrone. Il primo significato di versare liquidi è ben indicato dal radicale dell'acqua, mentre l'attenzione forse deriva dall'attenzione prestata nel versare liquidi senza rovesciare il liquido al di fuori del contenitore; il candelabro/padrone indica la sola pronuncia. Il senso di commentare e annotare/registrare era invece indicato dalla parola con accanto il candelabro/padrone, il cui collegamento con il radicale non è completamente chiaro se non riguarda la sola pronuncia. Oggi non c'è più distinzione tra i due caratteri. |
| 自                | zi4            | zi6                              | Già spiegato. |
| 己                | ji3            | gei2                             | Già spiegato. Anticamente aveva la consonante non palatalizzata. |
| 总                | zong3          | zung2                            | Già spiegato. |
| 嘴                | zui3           | zeoi2                            | Indica la bocca nel linguaggio colloquiale (e.g. "Chiudi il becco!" 闭嘴！) ed è il radicale della bocca con accanto la chiave di lettura 觜 zui3, che indicava le sopracciglia a corno del gufo e, come prestito, indicava già pure la bocca. Indicava pure la costellazione di Orione. Questa chiave di lettura è un corno con sopra 此, che indica in parte la pronuncia. |
| 作                | zuo4           | zok3                             | Già spiegato. Anticamente finiva in *-k. |
| 业                | ye4            | jip6                             | Indica il concetto di lavoro e industria/settore industriale e la sua versione tradizionale è 業: è composto dall'erba che cresce a ciuffi uniti/cluster 丵 zhuo2 con sotto il fazzoletto di stoffa appeso 巾, irriconoscibile, per indicare un'asse in legno ma non su cui si appende un fazzoletto, ma un'asse messa in orizzontale su cui si appendevano le campane. Oggi indica il lavoro e il titolo di studio, siccome era passato a indicare le mensole su cui si tengono i libri. Anticamente finiva in *-p e, in base alla pronuncia sino-vietnamita "nghiệp", si ricava che iniziava in *ng-. |

### Paleografia e etimologia
- https://www.yw11.com/zidian/8828/ (Qimingwang, che contiene ricostruzioni della grafia e il fanqie contenuto nel Guangyun del 1008)
- (ZH) Dizionario filologico, su qiyuan.chaziwang.com. URL consultato il 10 novembre 2020 (archiviato dall'url originale il 27 settembre 2020).
- https://humanum.arts.cuhk.edu.hk/Lexis/lexi-mf/ (Multi-function Chinese Character Database, per visualizzare le riproduzioni dei caratteri nelle versioni antiche)
- https://hanziyuan.net/ Chinese Etimology (per visualizzare le riproduzioni dei caratteri nelle versioni antiche)
- Howell, Lawrence J.; Hikaru, Morimoto. Etymological Dictionary of Han/Chinese Characters, 2016 [PDF] (https://bradwarden.com/kanji/etymology/kanjietymology.pdf), (per le ricostruzioni della grafia e senso e go-on)

### Shuowen Jiezi, cinese storico e cantonese
- https://www.zdic.net/ (contiene le definizioni dello Shuowen Jiezi in caratteri semplificati e alcune glosse)
- https://www.cidianwang.com/shuowenjiezi/ (contiene le definizioni dello Shuowen Jiezi con la riscrittura in lingua moderna e alcune glosse)
- Baxter, William H.; Sagart, Laurent. Old Chinese. A New Reconstruction, Oxford University Press, USA, 2014. (per informazioni base e aggiornate sull'antico cinese collegabili all'etimologia. Matisoff ha fatto uso sia della ricostruzione di Karlgren, sia di una versione di Baxter del 1992)
- http://lodel.ehess.fr/crlao/document.php?id=1217 Guangyun (9000 caratteri) con pronuncia in primo cinese medio ricostruita da Baxter (2011, fonte recente)
- http://ocbaxtersagart.lsait.lsa.umich.edu/BaxterSagartOCbyMandarinMC2014-09-20.pdf Archiviato il 10 ottobre 2022 su ghostarchive.org URL di servizio di archiviazione sconosciuto. Dizionario di 5000 caratteri con pronuncia in antico cinese ricostruita da Baxter/Sagart (2014, fonte recente)
- https://cantonese.org/ Dizionario di dialetto cantonese CC-Canto (romanizzazione Jyutping)